# Estructuralismo (arquitectura)

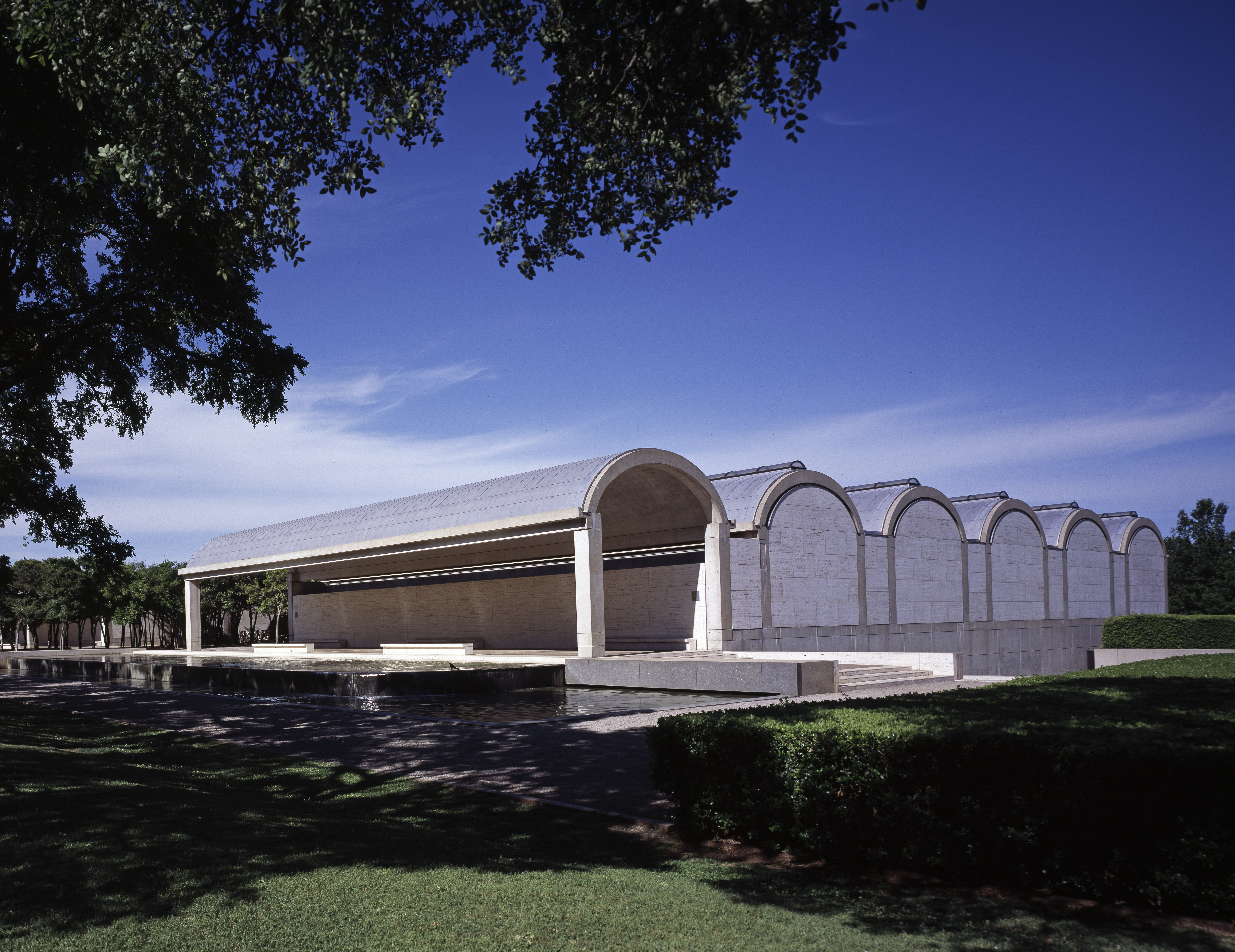
Museo de Arte Kimbell en Fort Worth, 3 filas de unidades de construcción (6+4+6) y 3 atrios

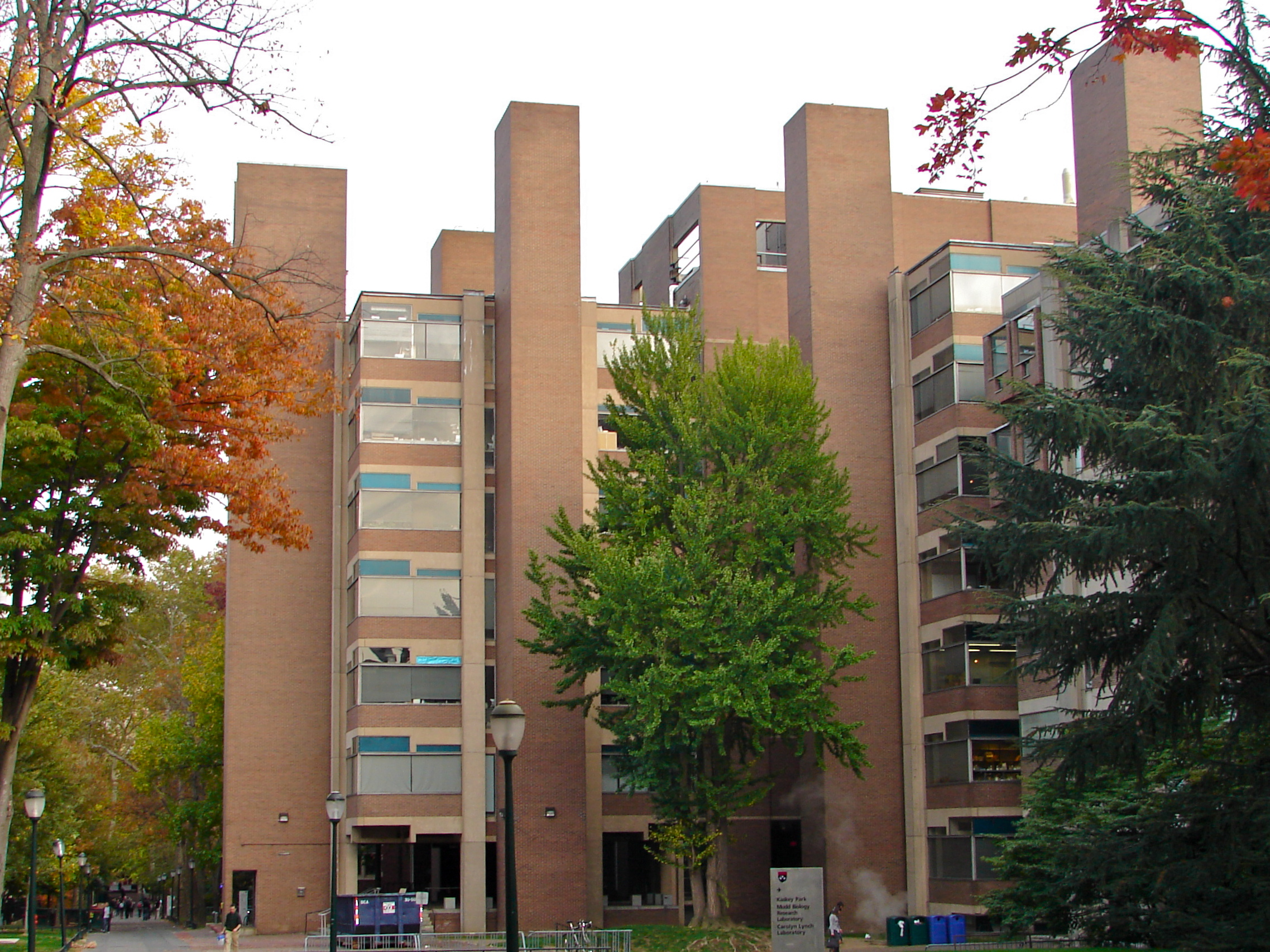
Torres de los Laboratorios Richards en Filadelfia, plano de planta, 1960 (Louis Kahn)

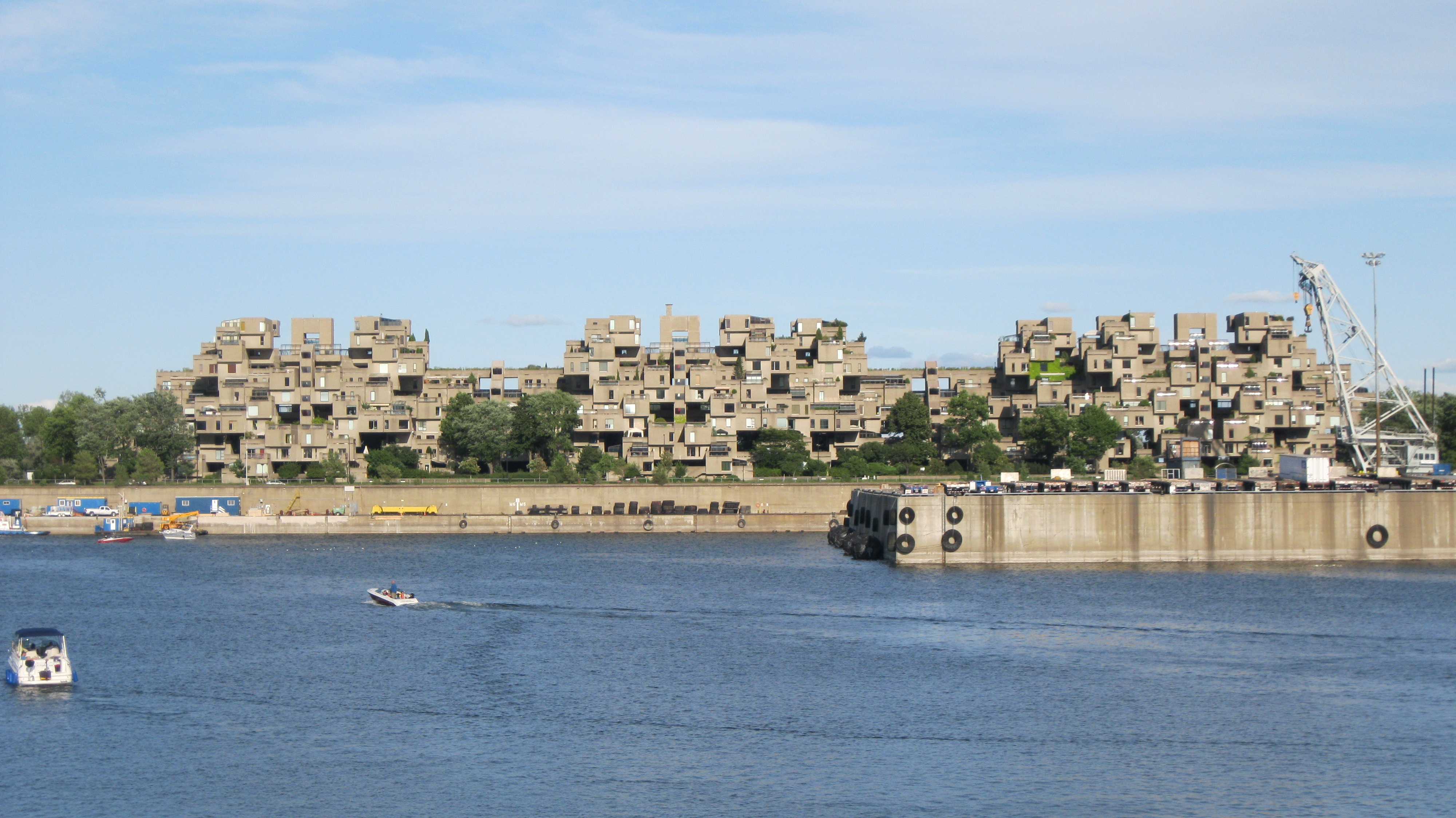
Habitat 67, Exposición Mundial de Montreal, 1967 (Moshe Safdie)

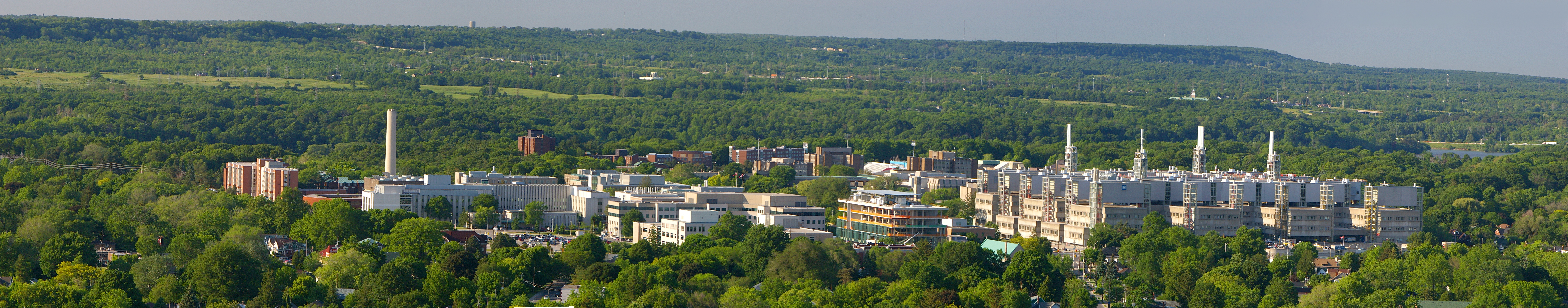
Centro médico McMaster, Hamilton Canadá, 1972 (Craig Zeidler & Strong)

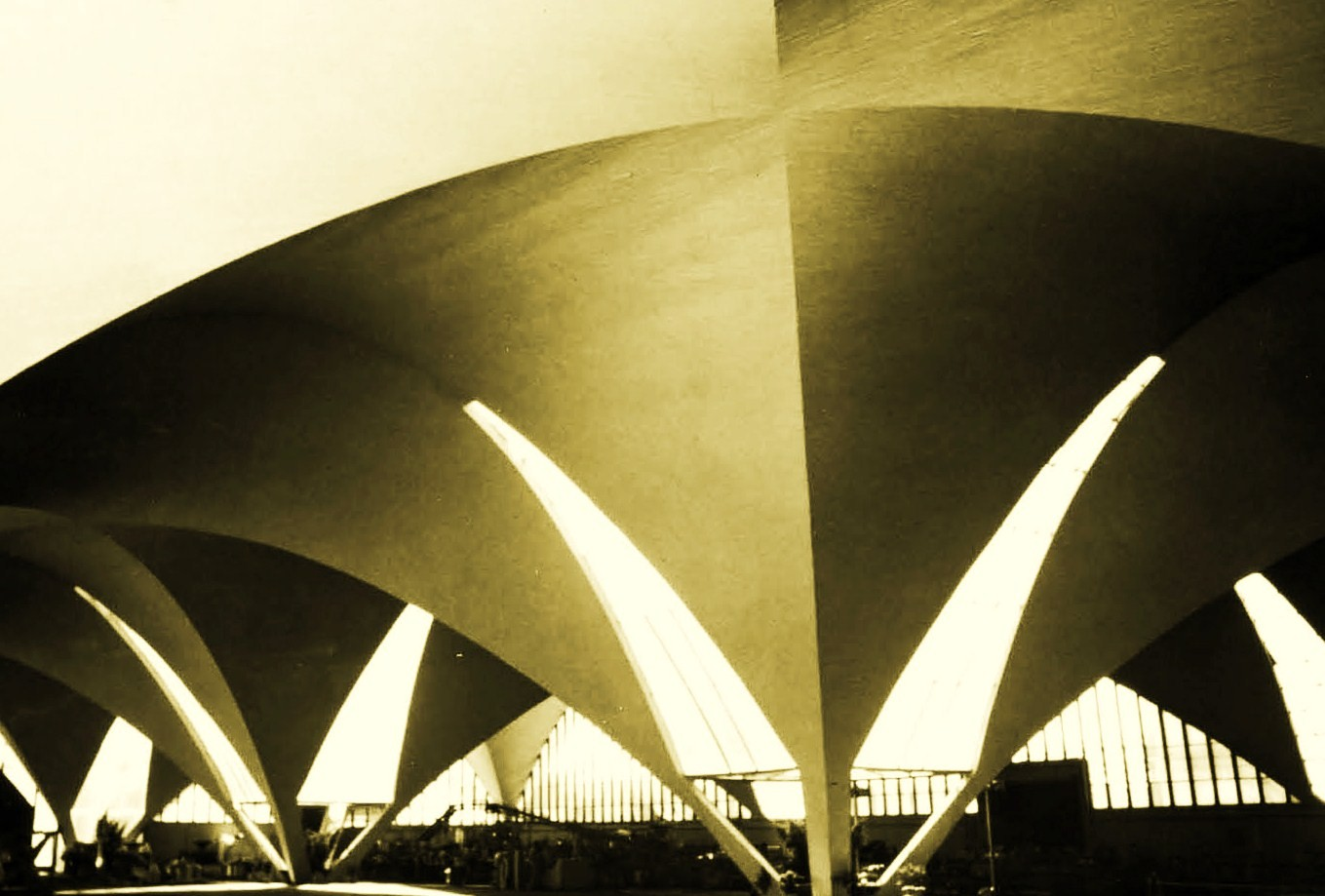
Bacardi-Fábrica en Cuautitlán cerca de la Ciudad de México, 1960 (Félix Candela)

El estructuralismo fue un movimiento arquitectónico y urbanístico que surgió a mediados del siglo XX. Fue una reacción a la percepción del racionalismo (CIAM-Funcionalismo) como una expresión sin vida del urbanismo que ignoraba la identidad de los habitantes y de las formas urbanas. El estructuralismo arquitectónico se caracterizó por edificios con una estructura geométrica, a menudo compuestos por pequeñas unidades que se relacionaban con la escala humana. El nuevo movimiento pertenecía a la vanguardia, mientras que la planificación urbana general continuó desarrollándose según los antiguos principios del CIAM hasta los años 1970. Su orientación metodológica se basa en el estudio de la estructura de los objetos, priorizando el análisis sobre el todo más que en sus partes y en el examen de las interrelaciones de sus elementos a través de la semiología, disciplina que «ofrece un mecanismo por el cual el ambiente construido puede ser 'leído' y 'decodificado'».
El estructuralismo, en sentido general, fue una corriente de pensamiento del siglo XX que se originó en la lingüística. Otras disciplinas como la antropología, la psicología, la economía, la filosofía y también el arte retomaron las ideas estructuralistas y las desarrollaron. El formalismo ruso y la Escuela de Praga desempeñaron un papel importante en el desarrollo del estructuralismo. Roland Barthes, una figura clave del pensamiento estructuralista, sostuvo que no existía una filosofía estructuralista completa, sino solo un método estructuralista.

En arquitectura, su aparición de remonta a los trabajos de Aldo van Eyck, Alison y Peter Smithson, miembros del grupo Team 10. Puede manifestarse de dos formas diferentes que a veces pueden darse simultáneamente: por un lado, se encuentra la «estética del número» formulada por van Eyck en la revista Forum en 1959 —cuya apariencia puede ser comparada con el tejido celular—, y por otro ladola arquitectura de la «estructura y coincidencia» formulada por N. John Habraken en 1961. Los arquitectos neerlandeses del estructuralismo realizaron investigaciones de manera similar a Claude Lévi-Strauss (antropología) y se interesaron por el principio «langue et parole» de Ferdinand de Saussure (lingüística), especialmente por el tema de la participación con los conceptos de estructura e interpretación.
Al comienzo del artículo general «Structuralism» se formula una definición que es útil para todos los campos:

El estructuralismo es un paradigma teórico que enfatiza que los elementos de la cultura deben entenderse en términos de su relación con un sistema o estructura más grande y abarcador.
Structuralism is a theoretical paradigm emphasizing that elements of culture must be understood in terms of their relationship to a larger, overarching system or structure.

Alternativamente, como lo resume el filósofo Simon Blackburn: 

El estructuralismo es la creencia de que los fenómenos de la vida humana no son inteligibles excepto a través de sus interrelaciones. Estas relaciones constituyen una estructura y detrás de las variaciones locales de los fenómenos superficiales hay leyes constantes de cultura abstracta.
Structuralism is the belief that phenomena of human life are not intelligible except through their interrelations. These relations constitute a structure, and behind local variations in the surface phenomena there are constant laws of abstract culture.

## Estructuralismo y posmodernismo
En Europa, el estructuralismo tuvo una fuerte influencia en el debate teórico hasta finales de la década de 1960. En su esfuerzo por ofrecer una alternativa a la arquitectura moderna clásica, fue acompañado por el Nuevo Brutalismo.  En 1975, la filosofía estructuralista perdió su posición predominante en las humanidades debido a importantes cambios sociales y políticos. En arquitectura, su posición se vio socavada por la creciente popularidad de la arquitectura posmoderna promovida por autores como Charles Jencks, Robert Venturi y Denise Scott Brown. Las ideas estructuralistas se mantuvieron para informar el trabajo de arquitectos importantes durante y después de la era posmoderna, que se estima que terminó en 1995.
Los conceptos teóricos del estructuralismo en arquitectura se desarrollaron principalmente en Europa y Japón, con importantes contribuciones de Estados Unidos y Canadá. Las contribuciones en revistas de arquitectura de Arnulf Lüchinger y su compilación de proyectos estructuralistas publicada en 1980 (Structuralism in Architecture and Urban Planning [Estructuralismo en la arquitectura y la planificación urbana]) introdujeron el estructuralismo a un público más amplio.  Kenneth Frampton y Jürgen Joedicke han realizado importantes evaluaciones sobre la teoría estructuralista en arquitectura.
En la década de 2010 se detecta un nuevo interés por el estructuralismo en la arquitectura, aunque se puede afirmar que no estaba acompañado de un resurgimiento del estructuralismo en las humanidades. En 2011 apareció una amplia recopilación científica de la «actividad estructuralista» en una publicación llamada Structuralism Reloaded. En este extenso libro se publicaron artículos de 47 autores internacionales sobre aspectos filosóficos, históricos, artísticos y otros aspectos relevantes. Las siguientes partes de este artículo se basan en el estado actual de esa publicación Structuralism Reloaded.
Unos pocos meses después de publicado ese libro, el Instituto RIBA de Londres debatió los nuevos candidatos a la Medalla de Oro del RIBA en 2012. Una pregunta real fue: «Should the Venturis be given this year's RIBA Gold Medal?» [¿Deberían los Venturi recibir la Medalla de Oro del RIBA de este año?]. Sorprendentemente, el comité del RIBA no premió a los Venturi por su visión posmoderna, y en su lugar, le dio el premio a Herman Hertzberger por su arquitectura estructuralista y sus contribuciones teóricas. Los tiempos habían cambiado y se había producido un cambio de énfasis. El comentario del expresidente del RIBA, Jack Pringle, fue: «La Medalla de Oro Real, el premio más prestigioso de Gran Bretaña, debería recaer en un arquitecto que nos haya hecho avanzar, no retroceder». Hoy en día, la arquitectura posmoderna se puede comparar, hasta cierto punto en Europa, con el movimiento arquitectónico del tradicionalismo.[cita requerida]

## Varios movimientos y direcciones

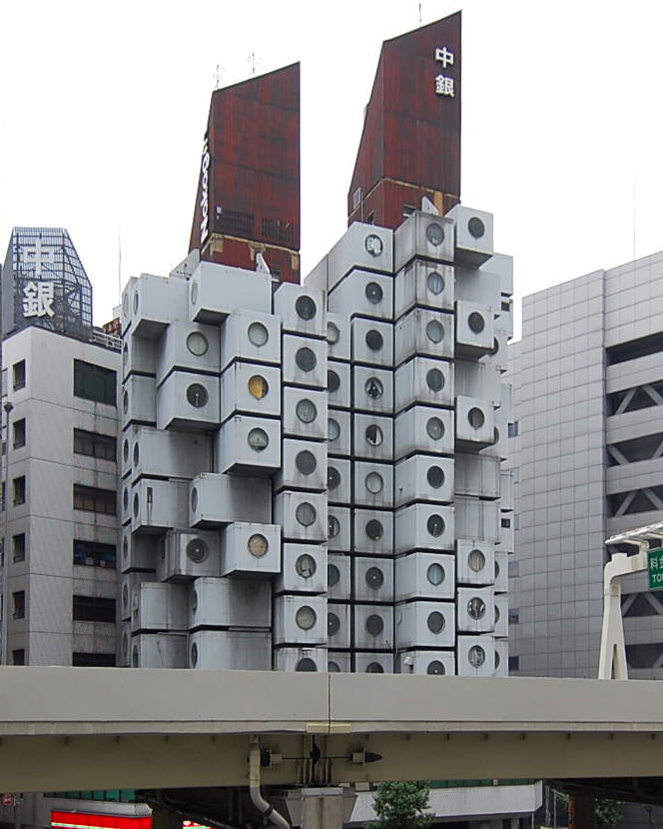
Nakagin Capsule Tower (1970-1972) en Tokio, estructura principal: dos torres, elementos secundarios: cápsulas (Kisho Kurokawa)

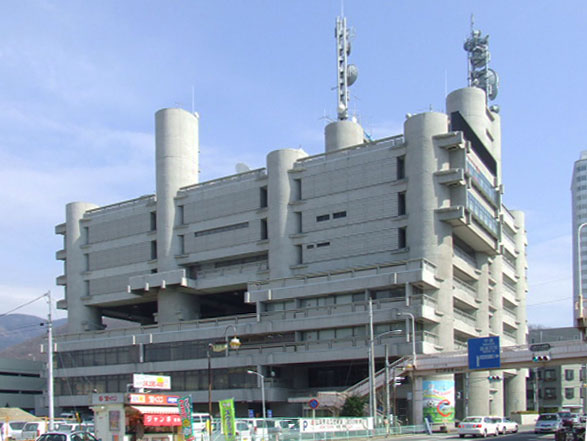
Cámara de Cultura de Yamanashi en Kofu, prototipo de una arquitectura interpretable, adaptable y ampliable, 1967 (Kenzo Tange)

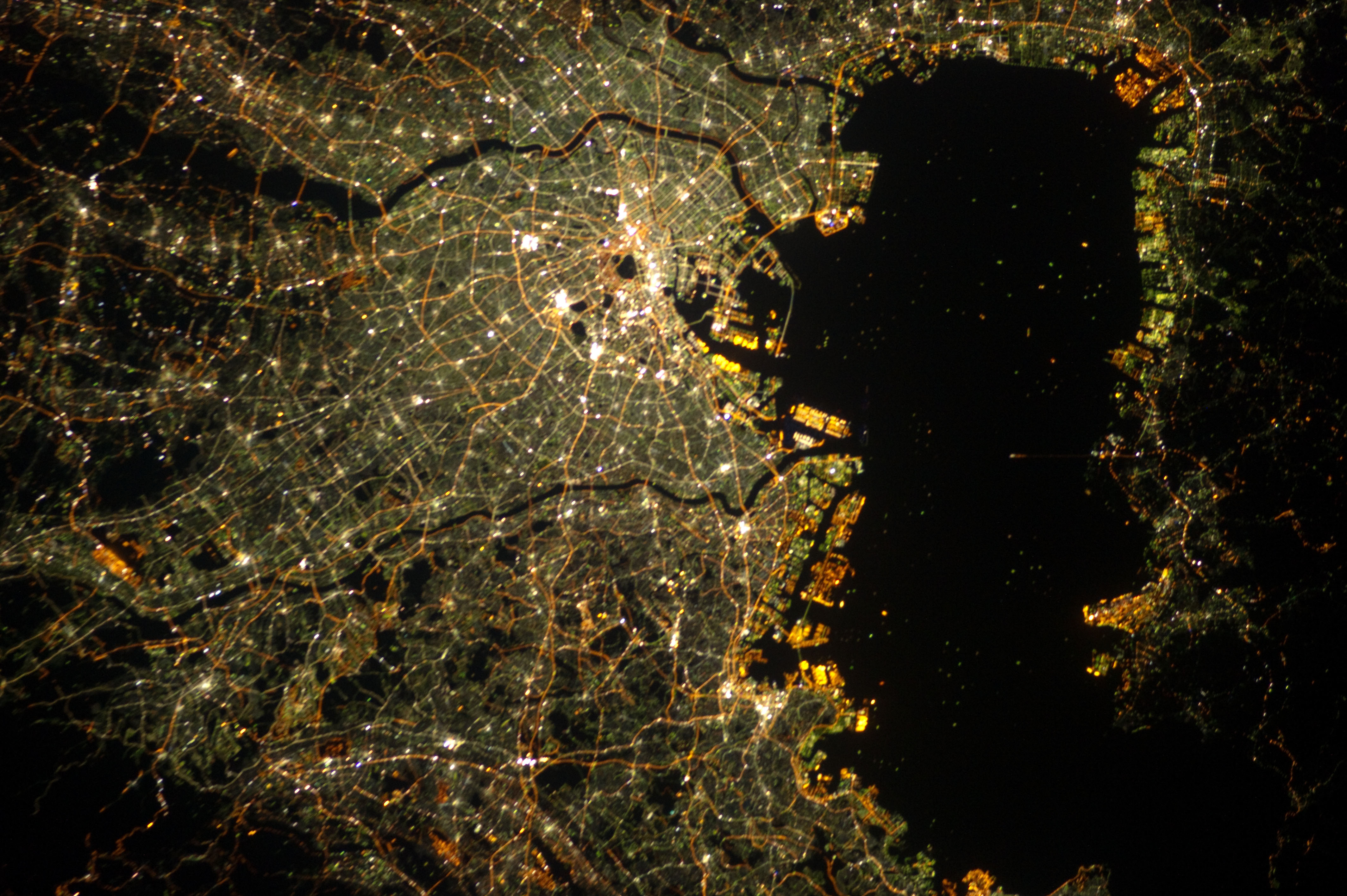
Bahía de Tokio, en 1960 Kenzo Tange diseñó el Plan estructuralista de la Bahía de Tok (ver Metabolismo)

El antropólogo Claude Lévi-Strauss señaló: «No creo que todavía se pueda hablar de un estructuralismo único. Hubo muchos movimientos que se proclamaron estructuralistas». Esta diversidad también se puede encontrar en la arquitectura. Sin embargo, el estructuralismo arquitectónico tiene una autonomía que no cumple con todos los principios del estructuralismo en las ciencias humanas. En la arquitectura, las diferentes direcciones han creado diferentes imágenes. En este artículo se analizan dos direcciones que a veces, se dan de forma combinada.
Por un lado, está la «Estética del Número» (Aesthetics of Number), que fue formulada por Aldo van Eyck en 1959. Este concepto puede compararse con el tejido celular. El prototipo más influyente de esta dirección fue el orfanato de Ámsterdam de Aldo van Eyck, terminado en 1960. La "Estética del Número" también puede describirse como «Configuraciones Espaciales en Arquitectura» ("Spatial Configurations in Architecture") o "Mat-Building" (Alison Smithson).
Por otro lado, está la «Arquitectura de Variedad Viva (Estructura y contenido)» (Architecture of Lively Variety (Structure and Infill) que fue formulada para la participación de los usuarios en la vivienda por John Habraken en 1961. También, en la década de 1960, muchos proyectos utópicos bien conocidos se basaron en el principio de «Estructura y contenido». Un prototipo influyente de esta dirección es la Cámara de Cultura de Yamanashi en Kofu de Kenzo Tange, terminada en 1967. En relación con los proyectos de vivienda con participación Hertzberger utilizó las expresiones «Arquitectura como medio producto» (Architecture as half-product)  o «Estructuras abiertas» ( "Open structures") y Alejandro Aravena los términos «Proceso de diseño participativo», «Vivienda incremental» y «Medio-casas».

## Orígenes
En el mundo profesional internacional, el año 1959 es visto como el inicio del movimiento arquitectónico del estructuralismo. Ese año se celebró en el Museo Kröller-Müller de Otterlo un congreso internacional de arquitectos llamado "CIAM '59" . El estructuralismo aún no fue discutido durante la conferencia. En los Países Bajos, el concepto de estructuralismo apareció por primera vez en una revista de arquitectura en 1969, en años anteriores los conceptos de «arquitectura de foro» y «diseño configurativo» eran comunes. Fuera de los Países Bajos, el estructuralismo en la arquitectura se había publicado previamente y de manera incidental en revistas profesionales: alemana en 1958, italiana en 1959, francesa en 1964, etc. Francis Strauven, historiador de la arquitectura, escribió sobre los orígenes del estructuralismo como movimiento arquitectónico: «El estructuralismo neerlandés como movimiento arquitectónico fue reconocido y lanzado internacionalmente por el arquitecto suizo Arnulf Lüchinger, desde 1974».
El estructuralismo en la arquitectura y el urbanismo tuvo sus orígenes en el Congreso Internacional de Arquitectura Moderna (CIAM) después de la Segunda Guerra Mundial. Entre 1928 y 1959, los CIAM fueron una plataforma importante para la discusión de la arquitectura y el urbanismo. Varios grupos con puntos de vista a menudo enfrentados eran activos en esta organización; por ejemplo, miembros con un enfoque científico de la arquitectura sin premisas estéticas (racionalistas), miembros que consideraban la arquitectura como una forma de arte (Le Corbusier), miembros que eran defensores de la construcción de gran o baja altura (Ernst May), miembros que apoyaban un curso de reforma después de la Segunda Guerra Mundial (Team 10), miembros de la vieja guardia, etc. Los miembros individuales del pequeño grupo escindido Team 10 sentaron las bases para el estructuralismo. La influencia de este equipo fue interpretada más tarde por el protagonista de la segunda generación, Herman Hertzberger, cuando dijo: «Soy un producto del Team 10».
Como grupo de arquitectos de vanguardia, el Team 10 estuvo activo desde 1953 hasta 1981, y de él surgieron dos movimientos diferentes: el Nuevo Brutalismo de los miembros ingleses (Alison y Peter Smithson) y el estructuralismo de los miembros neerlandeses (Aldo van Eyck y Jacob Bakema).
Fuera del Team 10 se desarrollaron otras ideas que impulsaron el movimiento estructuralista, influenciadas por los conceptos de Louis Kahn en Estados Unidos, Kenzo Tange en Japón y John Habraken en los Países Bajos (con su teoría de la participación de los usuarios en la vivienda). Herman Hertzberger, Lucien Kroll y Alejandro Aravena  hicieron importantes aportes arquitectónicos en el campo de la participación.
En 1960, el arquitecto japonés Kenzo Tange diseñó su conocido Plan de la Bahía de Tokio. Reflexionando más tarde sobre la fase inicial de ese proyecto, dijo: «Creo que fue alrededor de 1959 o a principios de los años sesenta cuando comencé a pensar en lo que más tarde llamaría estructuralismo». Tange también escribió en 1966 el artículo «Function, Structure and Symbol» [Función, estructura y símbolo], en el que describe la transición de un enfoque funcional a uno estructural. Tange consideraba el período de 1920 a 1960 bajo el título de «Funcionalismo» y el período a partir de 1960 bajo el título de «Estructuralismo».
Le Corbusier creó varios proyectos tempranos y construyó prototipos en clave estructuralista, algunos de ellos datados en la década de 1920. Aunque fue criticado por los miembros del Team 10 en la década de 1950 por ciertos aspectos de su trabajo (concepto urbano sin "sentido del lugar" o las oscuras calles interiores de la Unité), lo reconocieron como un gran modelo y personalidad creativa en la arquitectura y el arte.

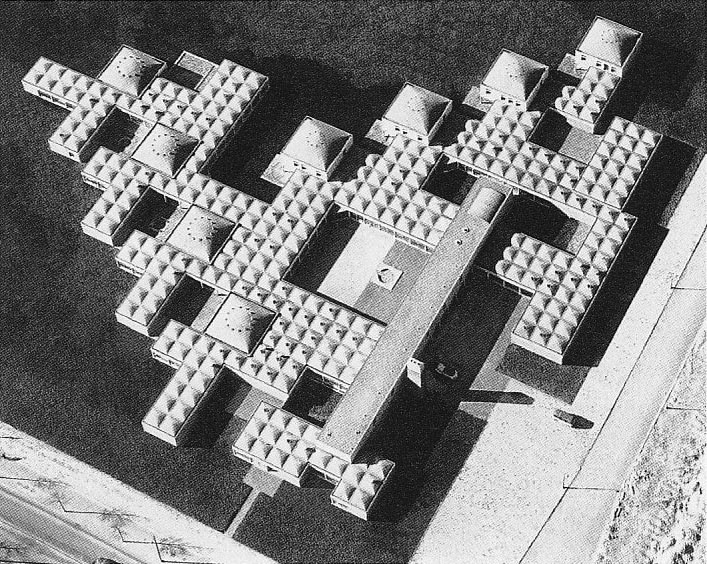
Orfanato en Ámsterdam, Estructuralismo neerlandés, «estética del número», 1960 (Aldo van Eyck)

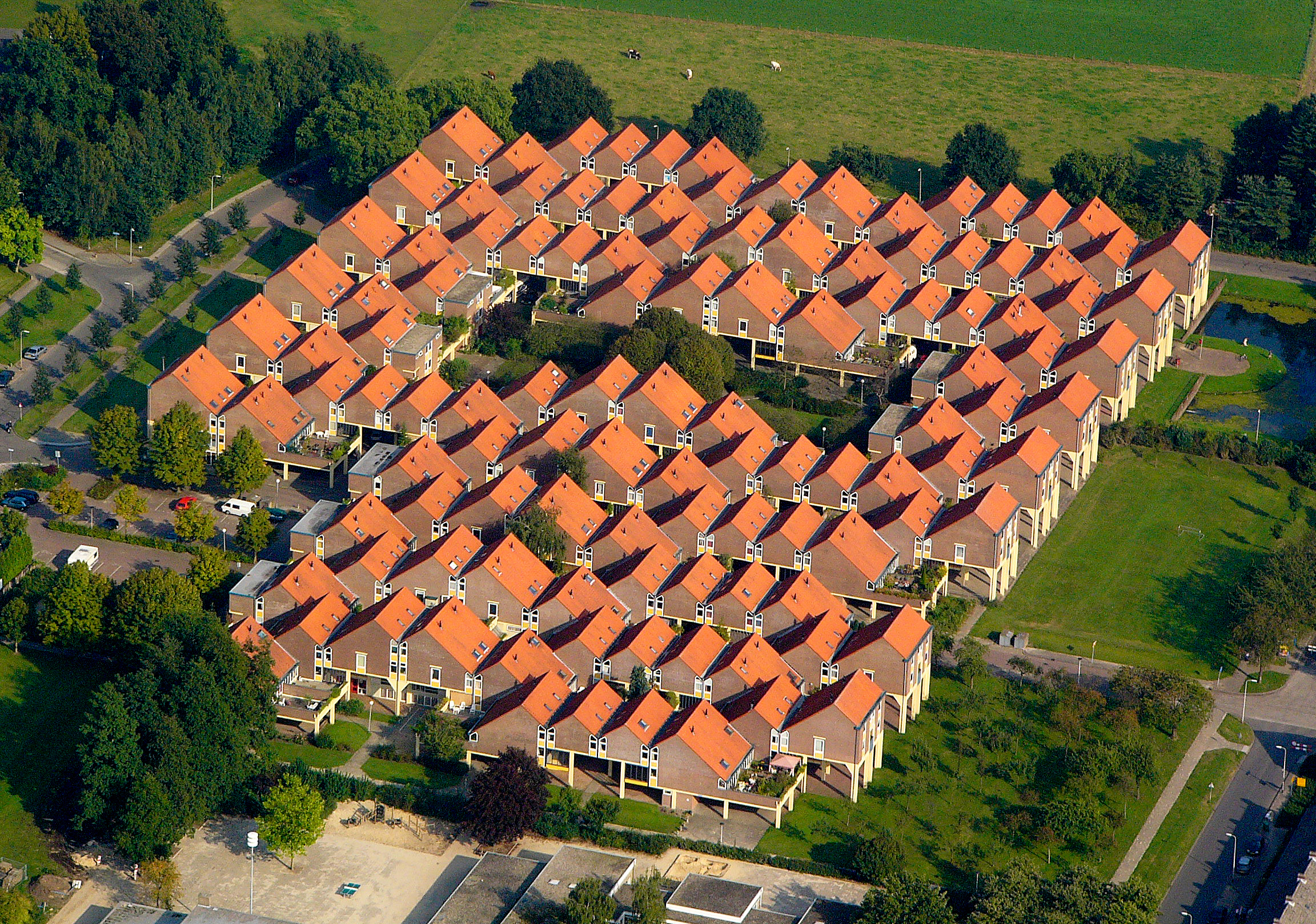
Urbanización Kasbah en Hengelo, 1973 (Piet Blom)

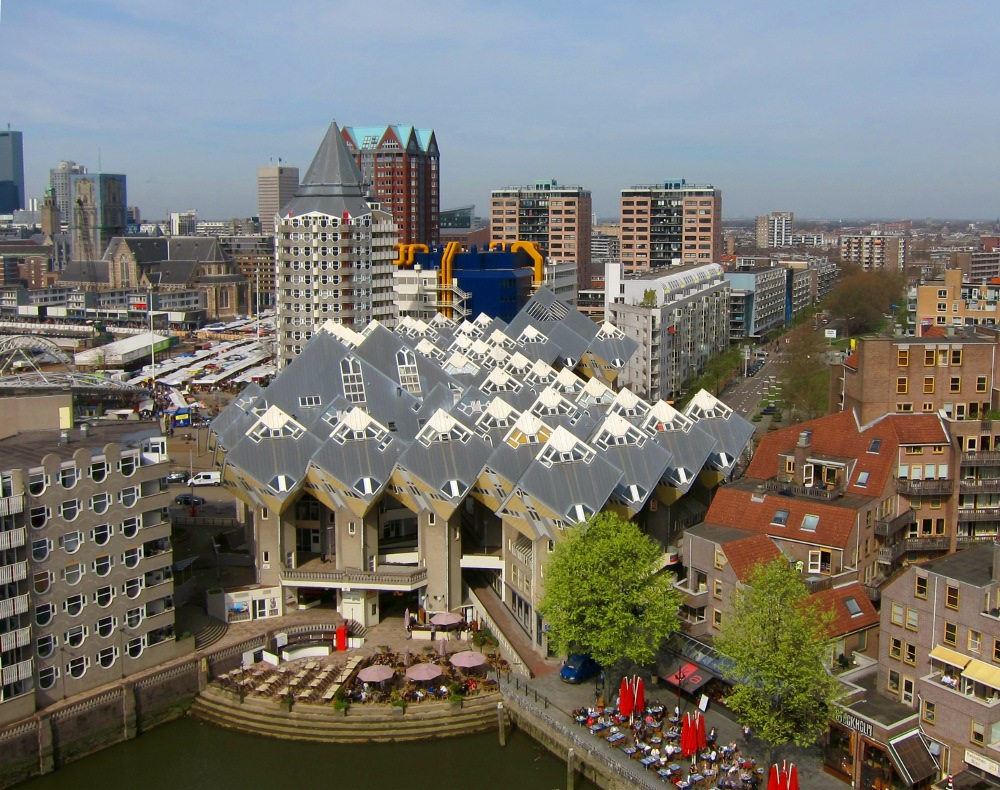
Distrito urbano Oude Haven en Róterdam, 1985 (Piet Blom)

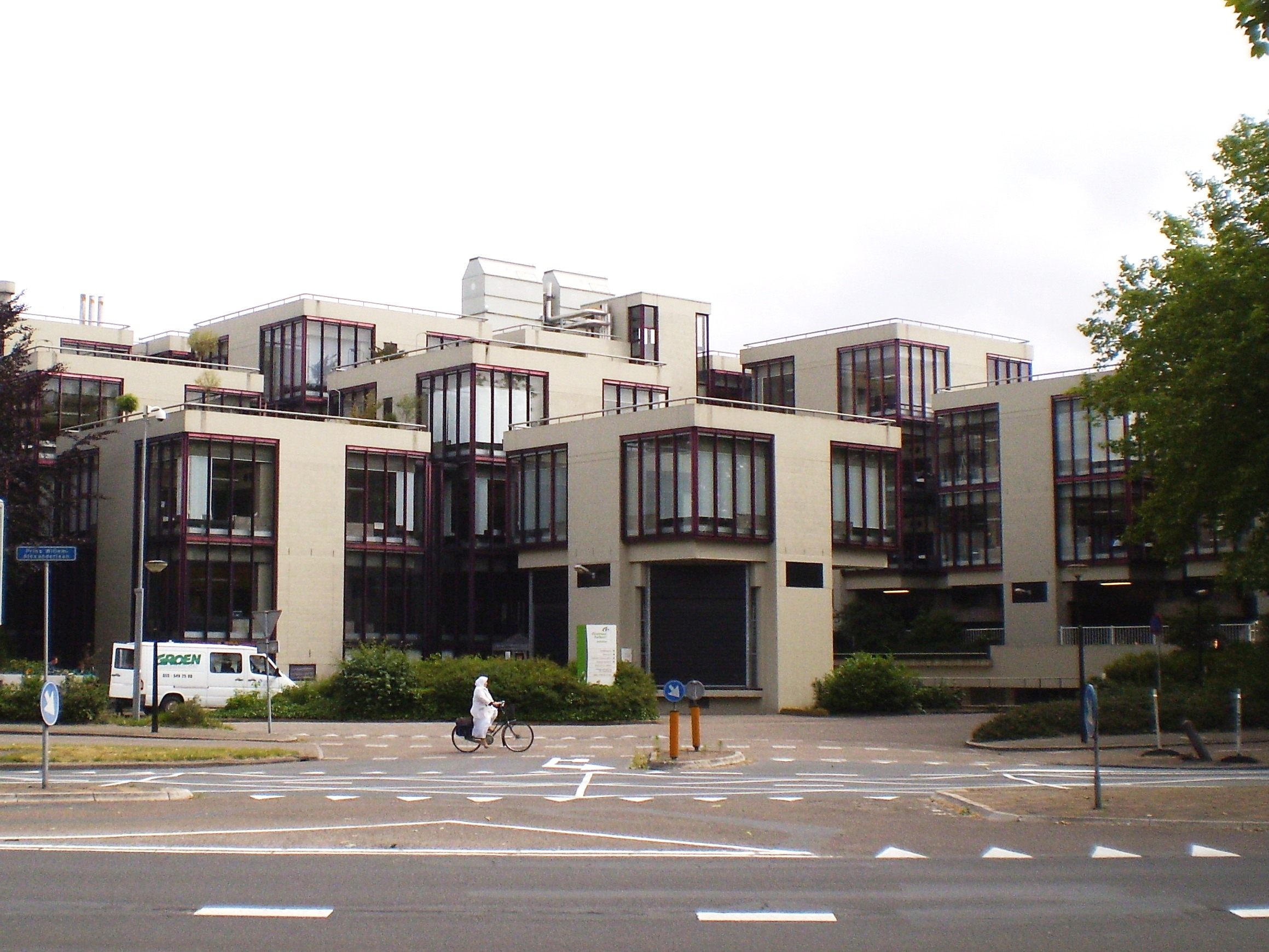
Edificio de oficinas Centraal Beheer en Apeldoorn, 1972 (Herman Hertzberger)

## Manifesto
Uno de los manifiestos más influyentes del movimiento estructuralista fue compilado por Aldo van Eyck en la revista de arquitectura Forum 7/1959. Fue redactado como programa para el Congreso Internacional de Arquitectos en Otterlo (7-15 de septiembre de 1959). El aspecto central de ese número de Forum era un ataque frontal a los representantes neerlandeses del racionalismo-CIAM que habían sido los responsables del trabajo de reconstrucción después de la Segunda Guerra Mundial (por razones tácticas, no se mencionó a planificadores como van Tijen, van Eesteren, Merkelbach y otros). La revista recogía muchos ejemplos y declaraciones a favor de una forma más humana de planificación urbana. Ese congreso de 1959 marcó el inicio oficial del estructuralismo, aunque existían proyectos y edificios anteriores. El término estructuralismo en arquitectura se publicó incidentalmente en diferentes países desde la década de 1950 (ver Bibliografía).
Otro manifiesto influyente fue el publicado por John Habraken en 1961. Su libro Supports: An Alternative to Mass Housing  marca el inicio de la participación en la arquitectura, como parte del movimiento estructuralista. Este manifiesto se publicó en neerlandés, inglés, italiano, español y alemán.

## Congreso de Otterlo
Algunas presentaciones y debates que tuvieron lugar durante el Congreso de Otterlo en 1959 se consideran el inicio del estructuralismo en la arquitectura y el urbanismo. Estas presentaciones tuvieron una influencia internacional. En el libro  CIAM '59 in Otterlo se enumeran los nombres de los 43 arquitectos participantes:
Louis Miquel, Argel / Aldo van Eyck, Ámsterdam  / Josep Antoni Coderch, Barcelona / Wendell Lovett, Bellevue-Washington / Werner Rausch, Berlín / Willy Van Der Meeren, Bruselas / Ch. Polonyi, Budapest / M. Siegler, Genf / Paul Waltenspühl, Genf / Hubert Hoffmann}, Graz / Christian Farenholtz, Hamburgo / Alison Smithson, Londres / Peter Smithson, Londres / Giancarlo de Carlo, Milán / Ignazio Gardella, Milán / Vico Magistretti, Milán / Ernesto Nathan Rogers, Milán / Blanche Lemco van Ginkel, Montreal / Sandy van Ginkel, Montreal / Peter Callebout, Nieuwpoort / Geir Grung, Oslo / Arne Korsmo, Oslo / Georges Candilis, París / Aljoša Josić, París / André Wogenscky, París / Shadrach Woods, París / Louis Kahn, Filadelfia / Viana de Lima, Oporto / F. Tavora, Oporto / Jacob B. Bakema, Róterdam / Herman Haan, Róterdam / J.M. Stokla, Róterdam / John Voelcker, Staplehurst / Ralph Erskine, Estocolmo / Kenzo Tange, Tokio / Terje Moe (architect), Trondheim / Oskar Hansen, Varsovia / Zofia Garlińska-Hansen}, Varsovia / Jerzy Sołtan, Varsovia / Fred Freyler, Viena/ Eduard F. Sekler, Viena/ hr, Zagreb / Alfred Roth, Zúrich.

## Definición de la forma estructuralista
Dado que el estructuralismo tomó diferentes direcciones, existe más de una definición. La contribución teórica de Herman Hertzberger pertenece a las versiones más interesantes. Una afirmación reciente y frecuentemente citada de Hertzberger es: «En el estructuralismo, se diferencia entre una estructura con un ciclo de vida largo y contenidos con ciclos de vida más cortos». En 1973 se publicó una descripción más detallada de Hertzberger. Se trata de una definición estructuralista en un sentido general, pero también del concepto básico de la participación del usuario: «El hecho de que pongamos la 'forma' en una posición central con respecto a nociones como 'espacio' o 'arquitectura', no significa en sí mismo más que un cambio de acento. De lo que estamos hablando es, de hecho, de otra noción de forma que la que establece una relación formal e inmutable entre el objeto y el espectador, y la mantiene. No es una forma exterior que envuelve al objeto lo que nos importa, sino la forma en el sentido de capacidad incorporada y vehículo potencial de significado. La forma puede llenarse de significado, pero también puede privarse de él de nuevo, dependiendo del uso que se haga de ella, a través de los valores que le atribuyamos o añadamos, o incluso de los que la privamos, todo ello dependiendo de la forma en que los usuarios y la forma reaccionan y juegan entre sí. El caso que queremos plantear es que es esta capacidad de absorber, llevar y transmitir significado es el que define lo que la forma puede producir en los usuarios, y, a la inversa, lo que los usuarios pueden producir en la forma. Lo que importa es la interacción entre la forma y los usuarios, lo que se transmiten y producen mutuamente, y cómo se adueñan mutuamente. Lo que tenemos que intentar es formar el material (de las cosas que fabricamos) de tal manera que, además de responder a la función en sentido estricto, sea adecuado para más propósitos. Y así, sea capaz de desempeñar el mayor número posible de papeles al servicio de los distintos usuarios individuales, de modo que cada uno pueda reaccionar ante él por sí mismo, interpretándolo a su manera, anexándolo a su entorno familiar, al que luego hará una contribución».

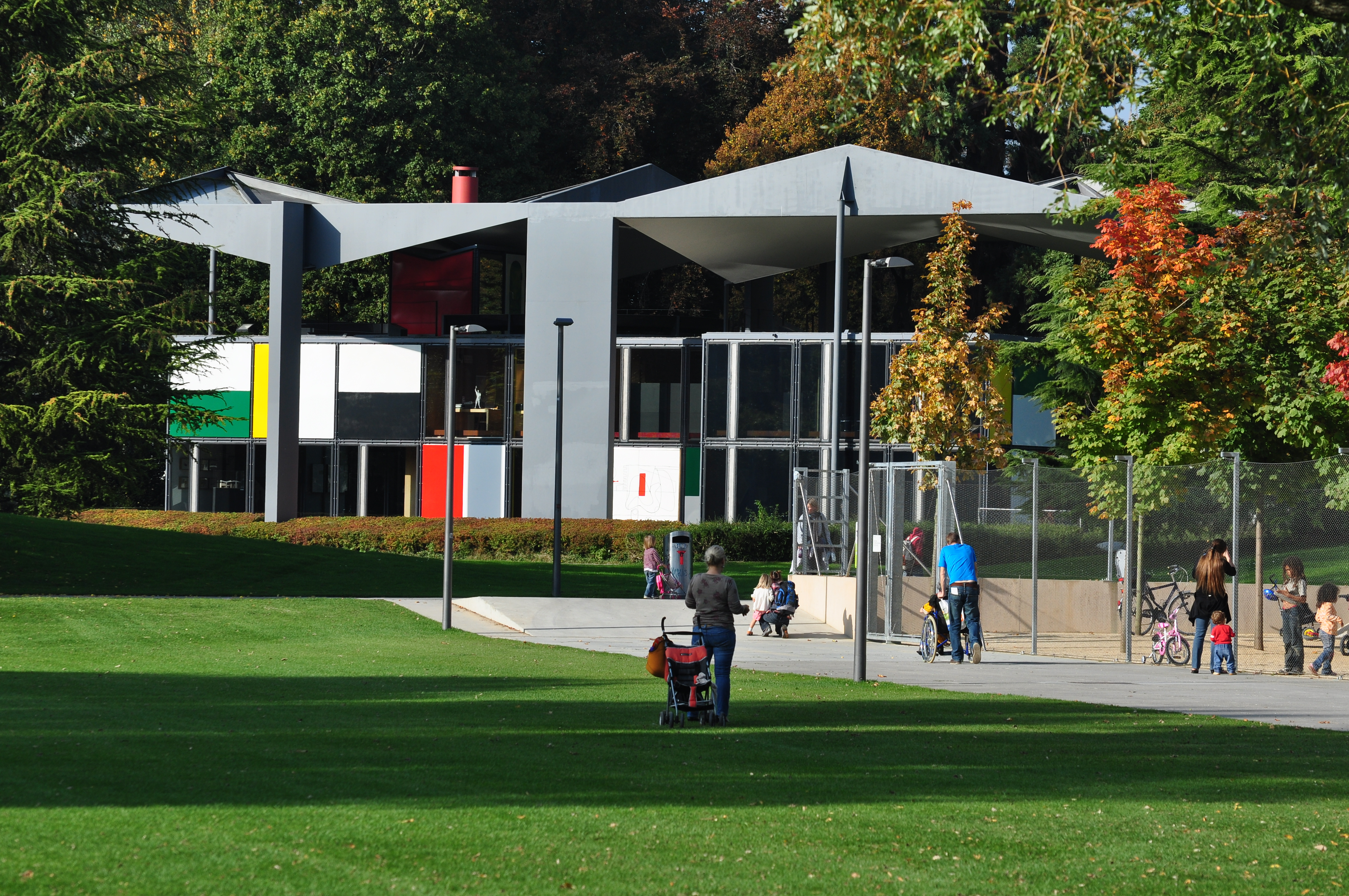
Centro Le Corbusier en Zúrich, "Estructura y contenido por el arquitecto", 1963-1967 (Le Corbusier)

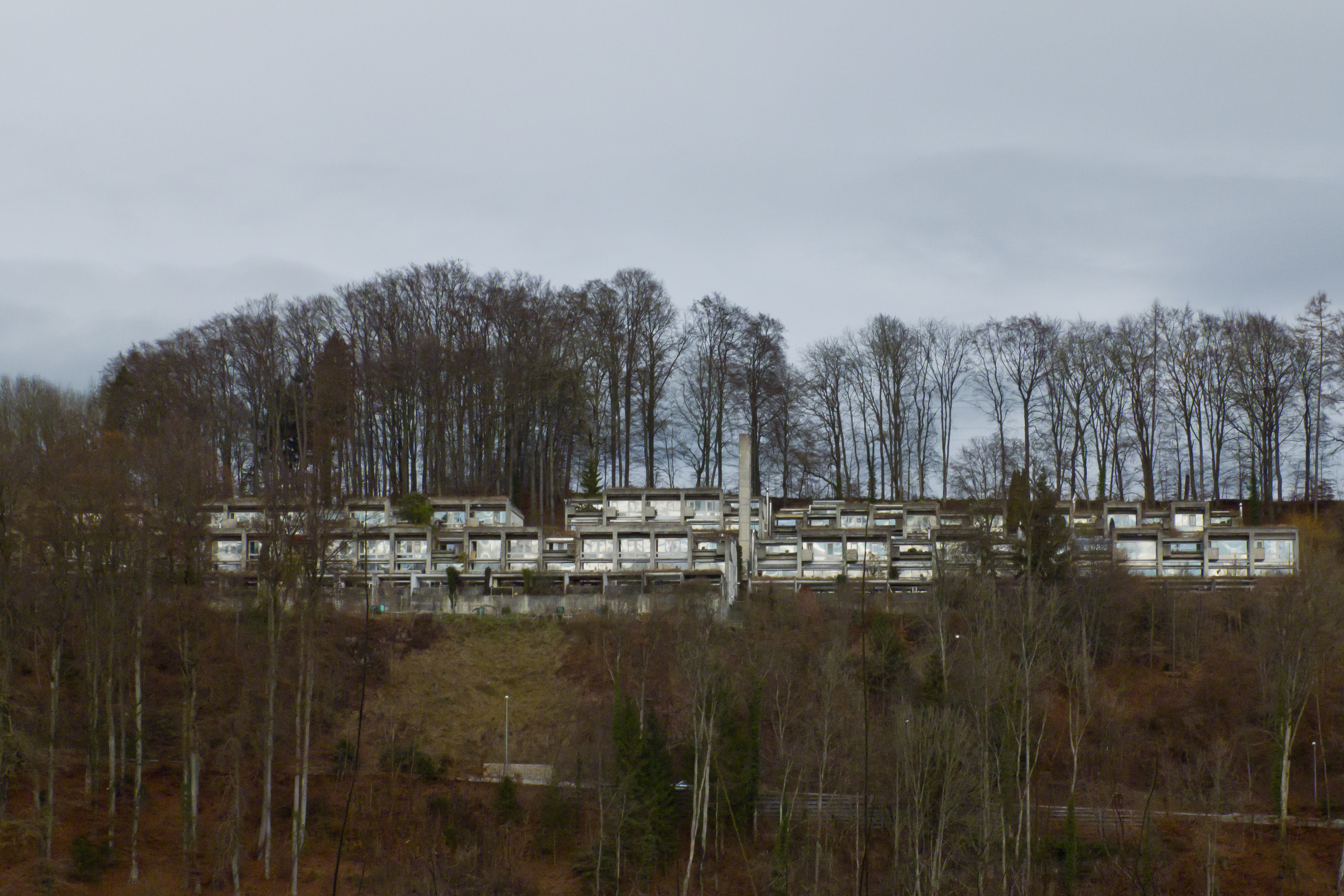
Urbanización Halen cerca de Berna, 1961 (Atelier 5)

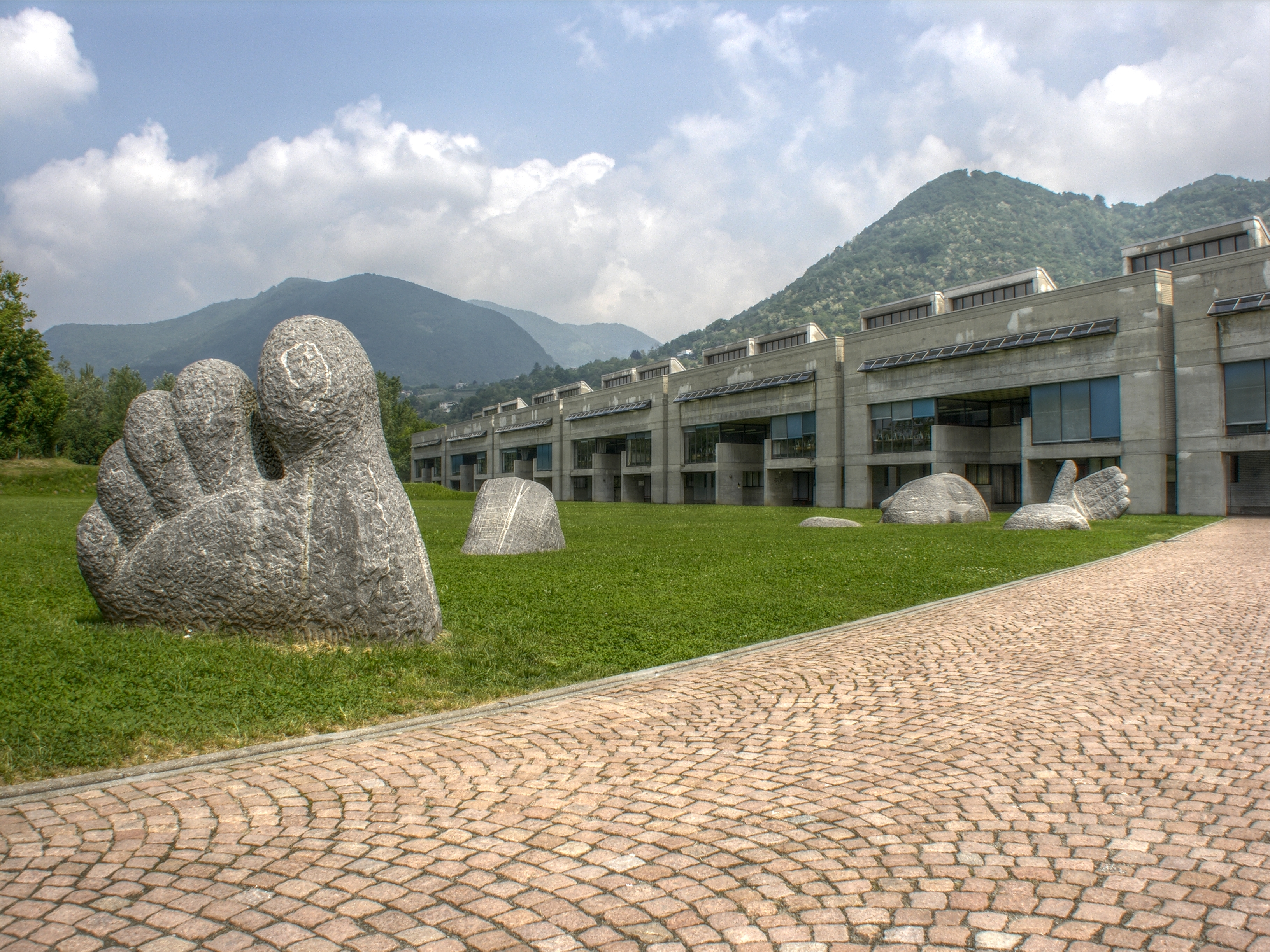
Escuela secundaria en en Morbio Inferiore, 1976 (Mario Botta)

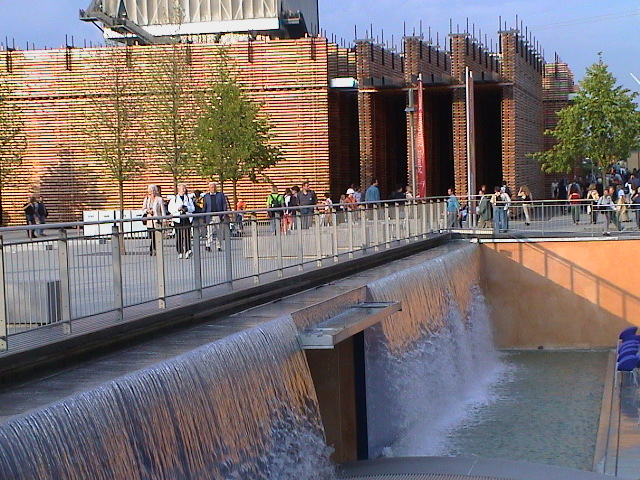
Pabellón suizo en la Expo 2000 en Hannover (Peter Zumthor)

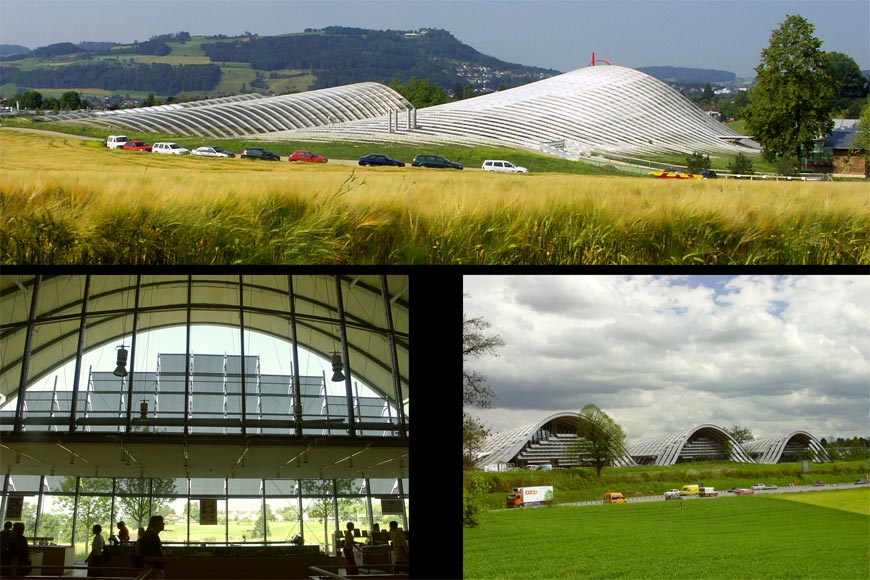
Zentrum Paul Klee, Berna 2005 (Renzo Piano)

En comparación con otras corrientes del estructuralismo en la arquitectura, cabe señalar las siguientes aclaraciones: «En el nuevo movimiento arquitectónico se tiende a llamar estructuralista a todo lo que se asemeja a una trama tejida y tiene una retícula. Sería una forma superficial de ver las cosas. Por naturaleza, el estructuralismo se ocupa de la configuración de unidades de forma condicionadas y polivalentes (unidades espaciales, comunicacionales, constructivas u otras) en todas las escalas urbanas. Sólo cuando los usuarios han tomado posesión de las estructuras a través del contacto, la interpretación o el contenido de los detalles, las estructuras alcanzan su pleno estatus. Por tanto, se excluye cualquier arquitectura que tenga tendencia al formalismo. La forma flexible, de la que se ha hablado mucho, también se rechaza como un sistema de cerramiento neutro, ya que no ofrece la solución adecuada para ningún programa espacial. En la arquitectura de Herman Hertzberger se puede encontrar la forma estructuralista desde el detalle más pequeño hasta la estructura más complicada, ya sea en términos de diseño espacial, de fachada o ambiental».
La siguiente cita es una definición del estructuralismo en diferentes campos. También habla de la autonomía de la estructura primaria: «Muchos estructuralistas describirían una estructura en términos generales como un conjunto completo de relaciones, en el que los elementos pueden cambiar, pero de tal manera que estos siguen dependiendo del conjunto y conservan su significado. El conjunto es independiente de su relación con los elementos. Las relaciones entre los elementos son más importantes que los elementos mismos. Los elementos son intercambiables, pero no las relaciones».

## Orígenes teóricos, principios y aspectos
Los siguientes aspectos están menos relacionados con el lado visual de la arquitectura y a menudo se describen como principios ideológicos:
- Estructuras construidas que corresponden formalmente a las estructuras sociales, según el Team 10 (Grupo de trabajo para la investigación de las «interrelaciones entre las estructuras sociales y construidas»).[30][12][22]
- El «comportamiento arquetípico del hombre» como origen de la arquitectura (cf. Antropología, Claude Lévi-Strauss). Diferentes arquitectos racionalistas tuvieron contactos con grupos de la vanguardia rusa después de la Primera Guerra Mundial. Creían en la idea de que el hombre y la sociedad podían ser manipulados.
- «Coherencia», «crecimiento» y «cambio» en todos los niveles de la estructura urbana. El concepto de «sentido de lugar» (Sense of place). Elementos de identificación (dispositivos de identificación) y «estructuración urbana» (Urban Structuring) y «articulación» (del volumen construido).
- «Forma polivalente» e «interpretaciones individuales» (compárese el concepto de lengua y palabra de Ferdinand de Saussure). Participación de los usuarios en la vivienda. Integración de la cultura "alta" y "baja" en la arquitectura (bella arquitectura y formas de construcción cotidianas): arquitectura pluralista.

El principio de «estructura y contenido» (Structure and Infill) sigue siendo relevante hasta ahora, tanto para los proyectos de vivienda como para la planificación urbana. En los proyectos de vivienda influyeron las siguientes imágenes: el dibujo en perspectiva del proyecto «Fort l'Empereur» en Argel de Le Corbusier (1934), el dibujo isométrico del proyecto de vivienda «Diagoon» en Delft de Herman Hertzberger (1971) y los proyectos de vivienda social realizados por Alejandro Aravena en el siglo XXI. A nivel de ciudad, los proyectos importantes fueron: el Plan de la Bahía de Tokio de Kenzo Tange (1960) y las fascinantes imágenes de la maqueta de la Universidad Libre de Berlín de Candilis Josic & Woods  (1963). También vale la pena mencionar las utopías de Metabolismo, Archigram y Yona Friedman. En general, los instrumentos para la estructuración urbana eran: líneas de tráfico (por ejemplo, planos en retícula), simetrías, plazas, edificios notables, ríos, costas, áreas verdes, colinas, etc. Estos métodos también se utilizaron en ciudades anteriores.
El principio de la «estética del número» resultó menos útil para estructurar una ciudad entera. Sin embargo, surgieron configuraciones articuladas ejemplares, tanto en la arquitectura como en los proyectos de vivienda. Las primeras imágenes influyentes de esta dirección las proporcionó Aldo van Eyck con fotografías aéreas de su orfanato en Ámsterdam (1960). Más tarde construyó otra configuración inspiradora para el Centro Espacial Estec en Noordwijk (1989). Estas dos composiciones pueden contarse entre los "iconos" más hermosos del estructuralismo.

## Urbanizaciones, edificios y proyectos

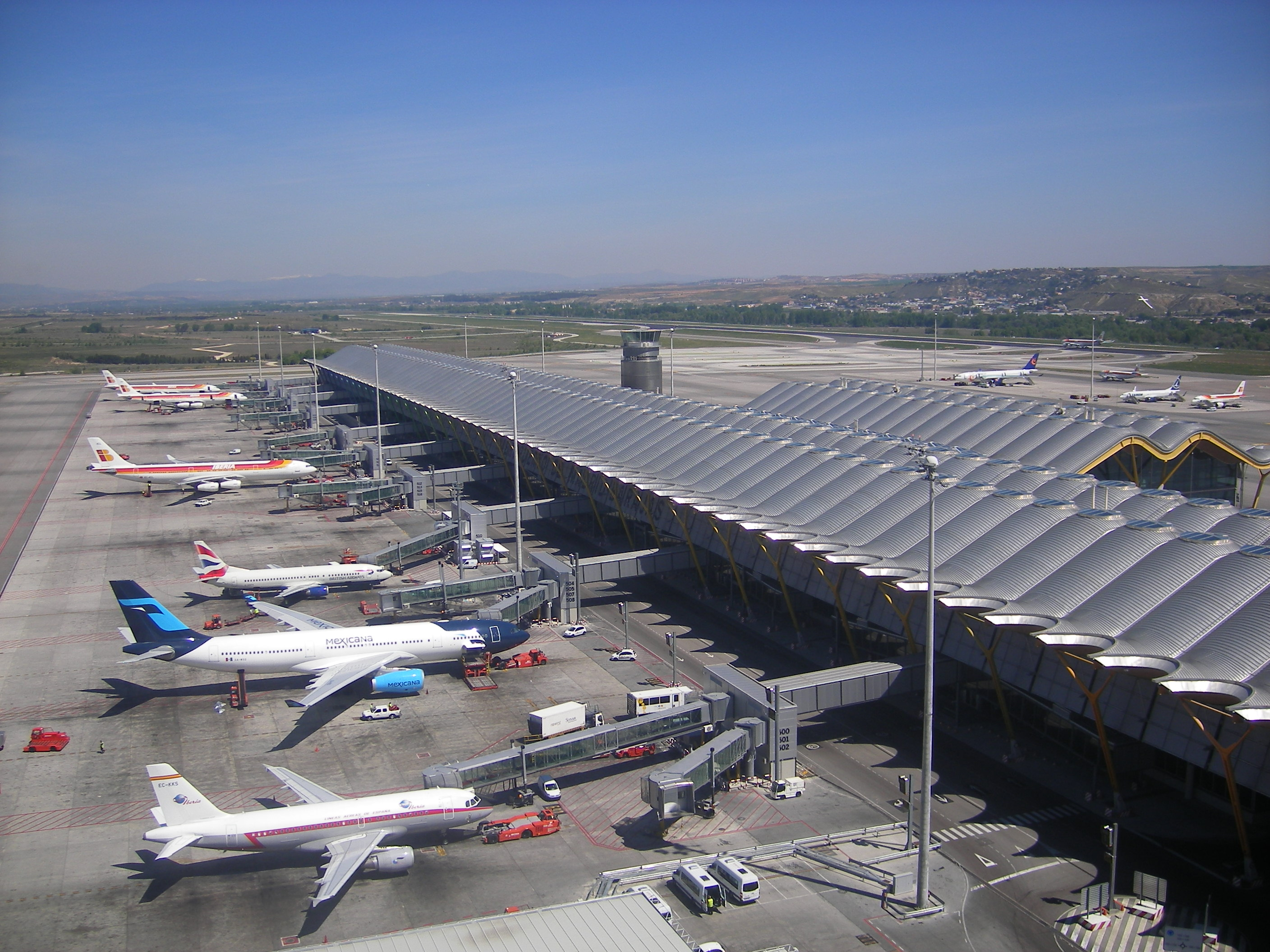
Aeropuerto de Madrid-Barajas, 2006 (Richard Rogers)

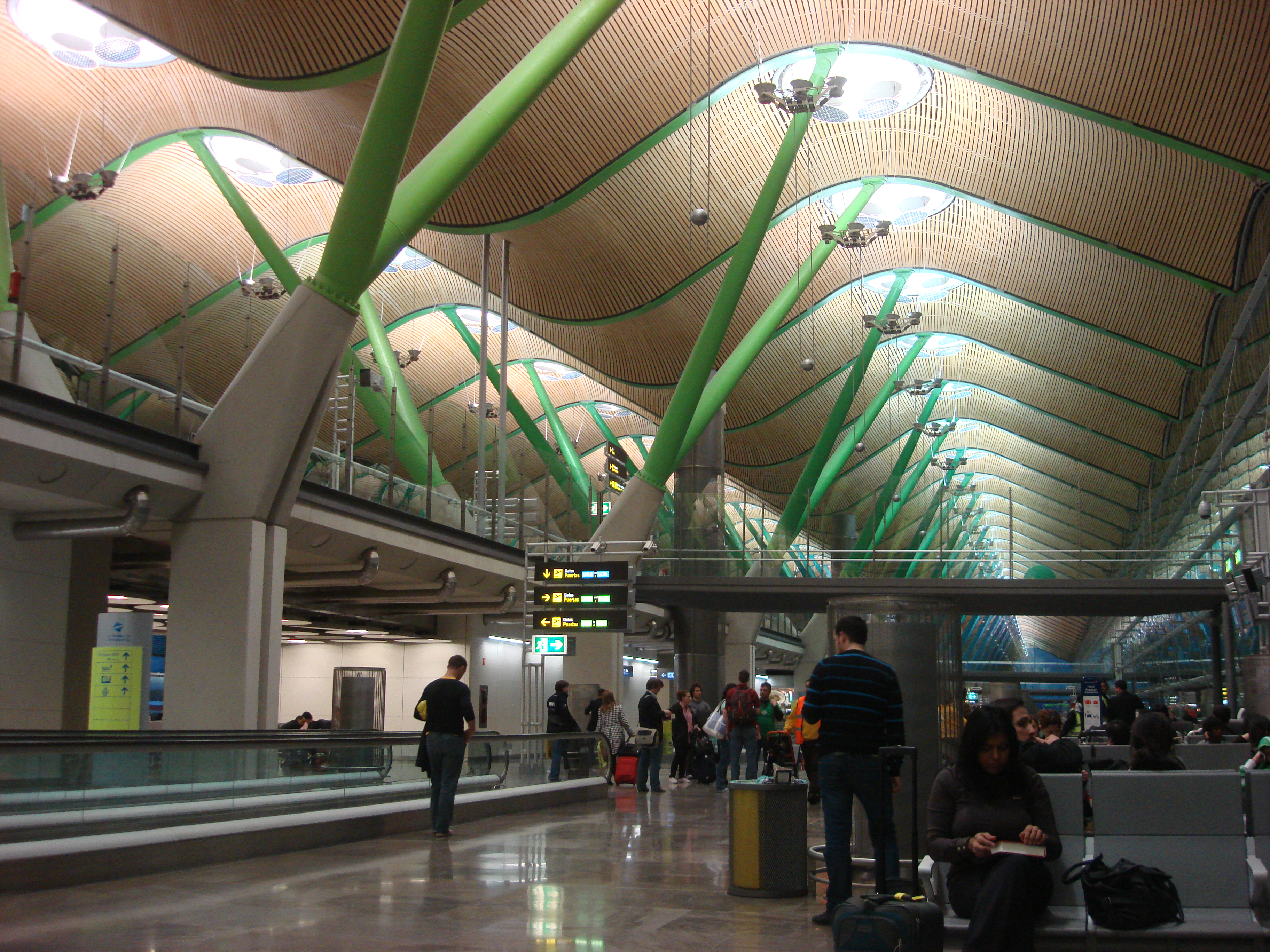
Aeropuerto de Madrid-Barajas, terminal 4

- OMA, oficina de Rem Koolhaas: proyecto de viviendas Homeruskwartier en Almere, 2012 (participación)
- Richard Rogers: Terminal 4 del Aeropuerto de Madrid-Barajas, 2006
- Renzo Piano: Zentrum Paul Klee, Museo de Berna, 2005
- Alejandro Aravena: Proyectos de vivienda social en  Iquique 2004, Santiago de Chile 2007, Monterrey 2010, Constitución 2016 (participación)
- Riegler Riewe: Fakultät für Informations- und Elektrotechnik der Technischen Universität Graz, 2000
- Adriaan Geuze et al.: Nuevo distrito urbano Borneo-Sporenburg Scheepstimmermanstraat en Ámsterdam, 1997 (participación)
- Rafael Moneo: Museo Nacional de Arte Romano, Mérida, 1986
- Renzo Piano & Richard Rogers: Centro Georges-Pompidou  en París, 1977
- Lucien Kroll: Centro de estudiantes St. Lambrechts-Woluwe en  Louvain-la-Neuve erca de Bruselas, 1976 (participación)
- Verhoeven Klunder Witstok & Brinkman: Urbanización en Berkel-Rodenrijs cerca de Róterdam, 1973
- Piet Blom: Urbanización Kasbah en Hengelo, 1973 /  Barrio urbano Oude Haven en Róterdam, 1985
- Craig Zeidler & Strong: Centro médico de la Universidad McMaster en Hamilton, Canadá, 1972
- Kisho Kurokawa: Nakagin Capsule Tower (1970-1972), en Tokio;
- Herman Hertzberger: Edificio de oficinas Centraal Beheer en Apeldoorn, 1972 (participación, interior) / Diagoon, ocho casas experimentales en Delft, 1971 (participación)
- Moshe Safdie: Conjunto habitacional Habitat '67, Exposición Universal de Montreal, 1967 / Monumento a los Niños Yad Vashem en Jerusalén, 2005
- Giancarlo De Carlo: lojamiento para estudiantes Collegio del Colle Urbino, 1966
- Stefan Wewerka: NNuevo barrio urbano Ruhwald en Berlín, proyecto 1965
- Candilis Josic & Woods: Universidad Libre de Berlín, 1963-1973
- Atelier 5: Urbanización Halen cerca de Berna, 1961
- Kenzo Tange: Plande la bahía de Tokio, proyecto 1960 / Cámara de Cultura de Yamanashi en Kofu, 1967
- Aldo van Eyck: Orfanato en Ámsterdam, 1960 / Centro Europeo de Investigación y Tecnología Espacial Estec, rrestaurante-sala de conferencias biblioteca en Noordwijk, 1989
- Louis Kahn: Centro comunitario judío en Trenton, proyecto  1954 / Instituto Salk en La Jolla, California, 1965 / Museo de Arte Kimbell en Fort Worth, 1972
- Alison y Peter Smithson: urbanización Golden Lane en Londres, proyecto 1952 / Plan de planificación urbana de 1953: Jerarquía asociativa "casa-calle-distrito-ciudad"
- Van den Broek & Bakema, Stokla: Nuevos distritos de Róterdam: proyecto Pendrecht 1949 / proyectos Alexanderpolder 1953 y 1956
- Le Corbusier: Dibujo en perspectiva del nuevo barrio de Fort l'Empereur en Argel, proyecto 1934 (participación) / Casa de fin de semana cerca de París, 1935 / Centro Le Corbusier en Zúrich, 1967

## Unidades de estructura: una característica de la arquitectura y el urbanismo estructuralistas
Una característica destacable del movimiento arquitectónico es la «estructuración del volumen construido con unidades y retículas» (structuring of the built volume with units and grid), en diferentes variantes. En el libro Structuralism in Architecture and Urban Planning [Estructuralismo en la arquitectura y el urbanismo] se publica este principio de diseño bajo los siguientes títulos:
- 1. Estructuras formadas por unidades de construcción (building units)
- 2. Estructuras formadas por grupos de edificios (building groups)
- 3. Estructuras formadas por unidades estructurales (structural units)
- 4. Estructuras formadas por unidades de comunicación (communication units) (unidades verticales, unidades horizontales)
- 5. Otras estructuras (sin retícula)

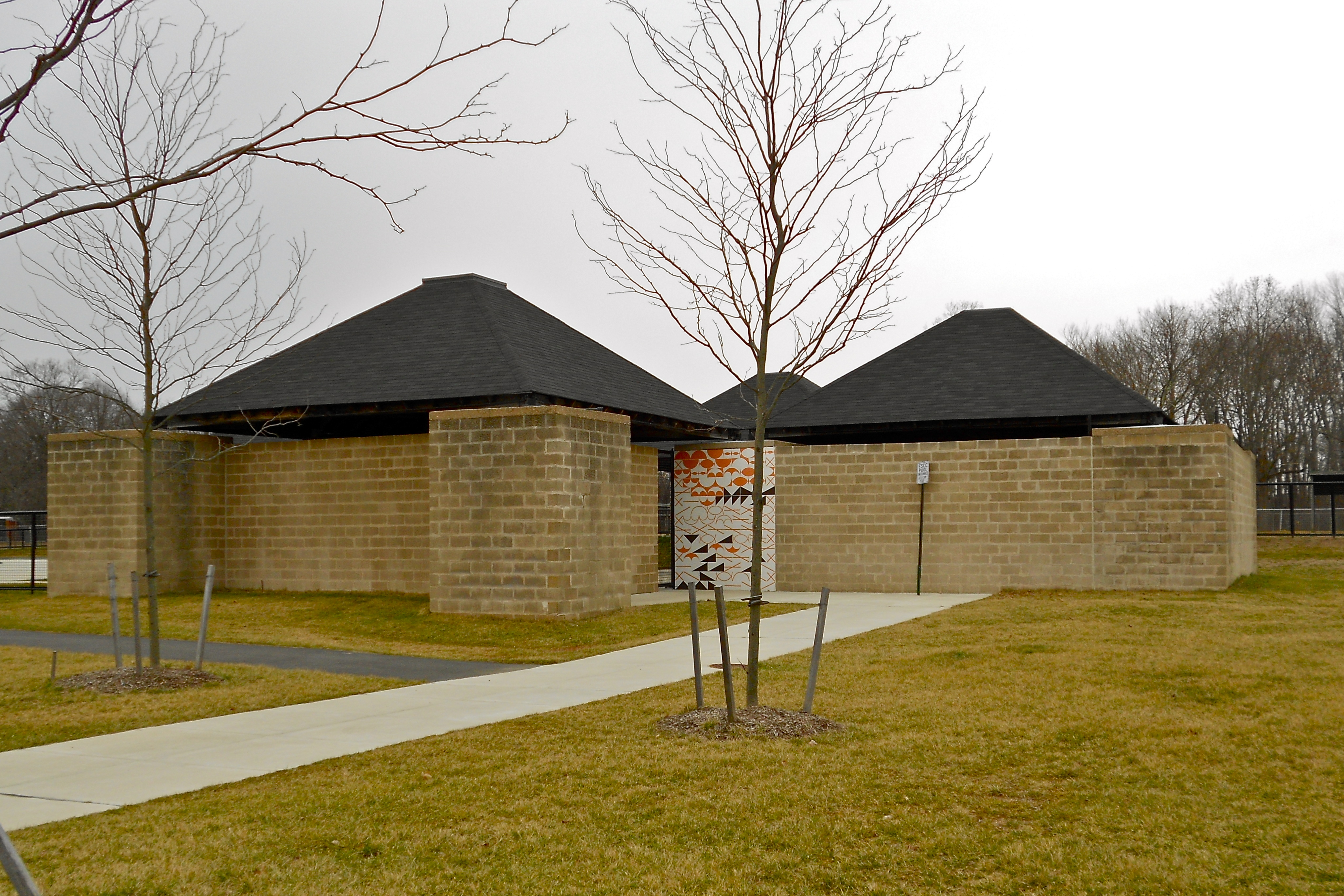
1. Casa de baños de Trenton, en Ewing Township NJ, parte de un plan más amplio, 1955 (Louis Kahn)
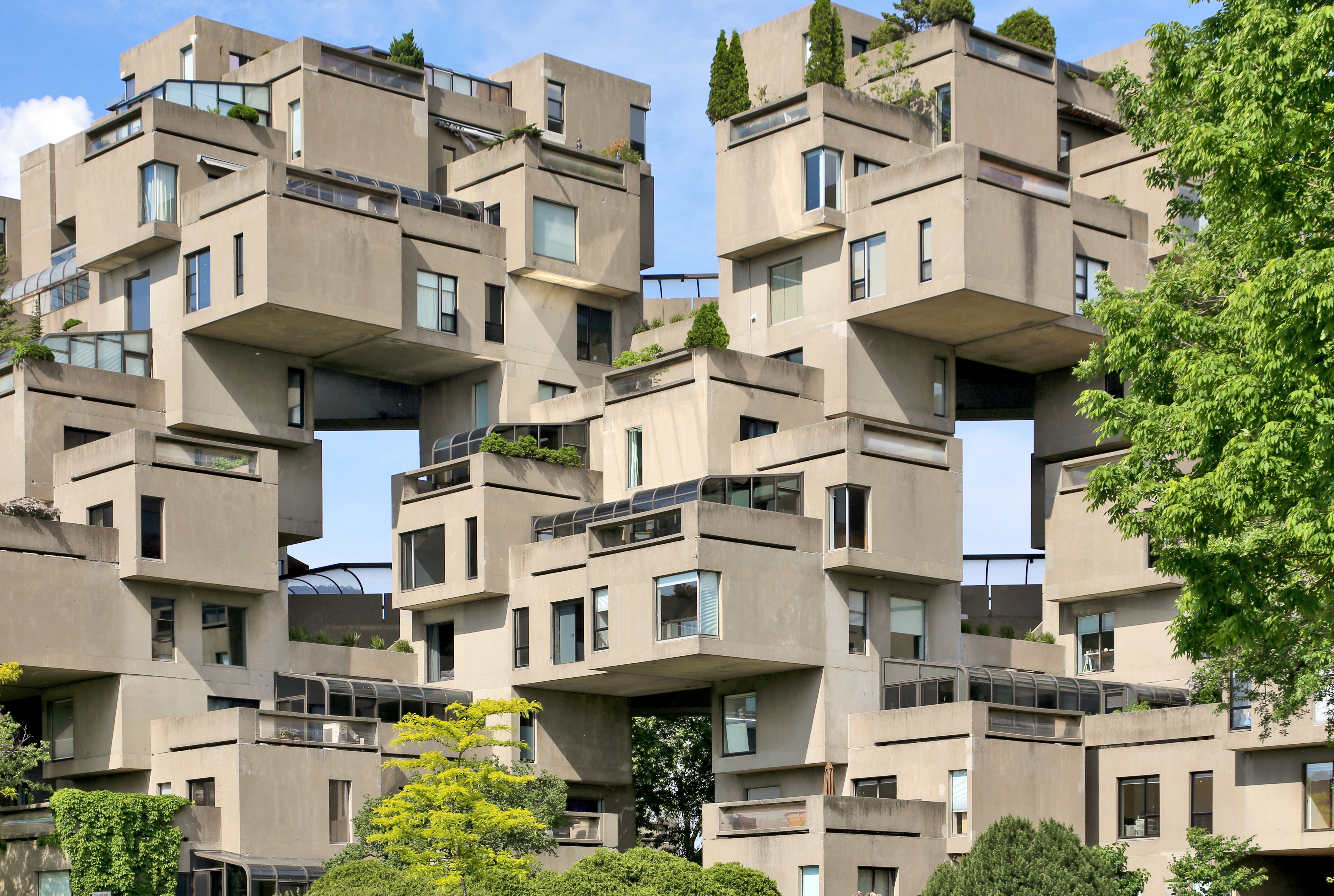
2. Habitat 67 en Montreal, 1967 (Moshe Safdie)
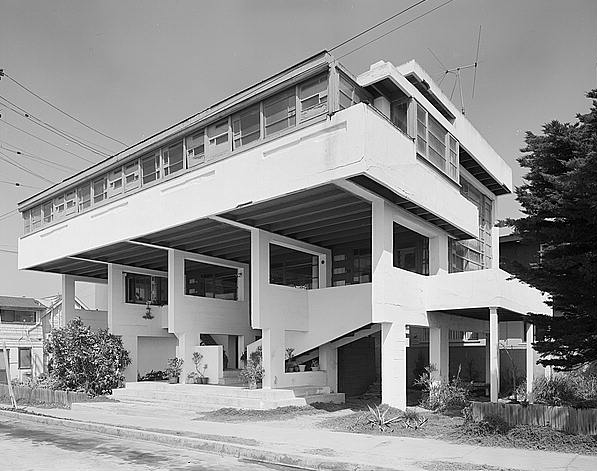
3. Casa de Lovell Beach en Newport Beach, 1926 (Rudolph Schindler)
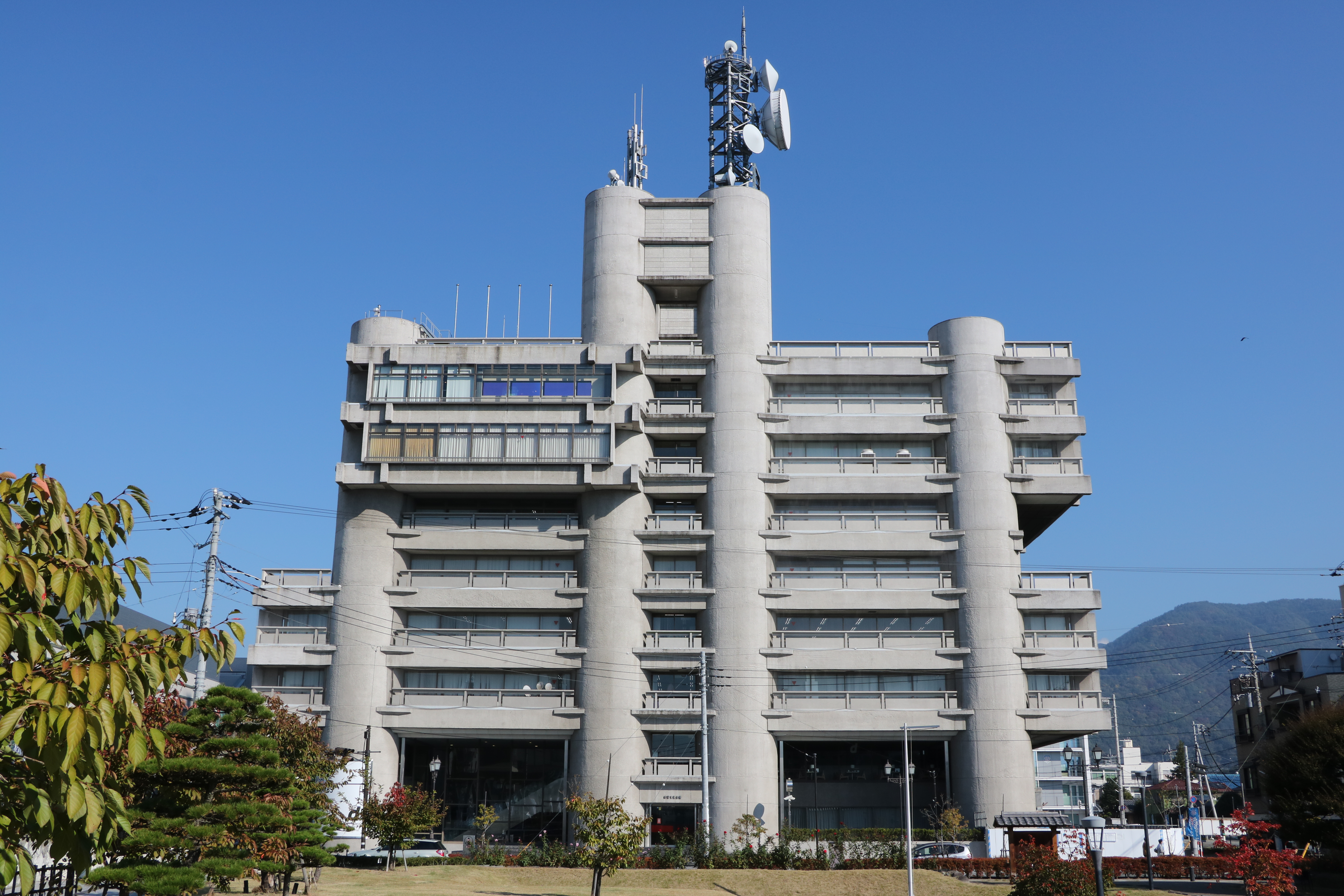
4a. Cámara de la Cultura Yamanashi en Kofu, 1967 (Kenzo Tange)
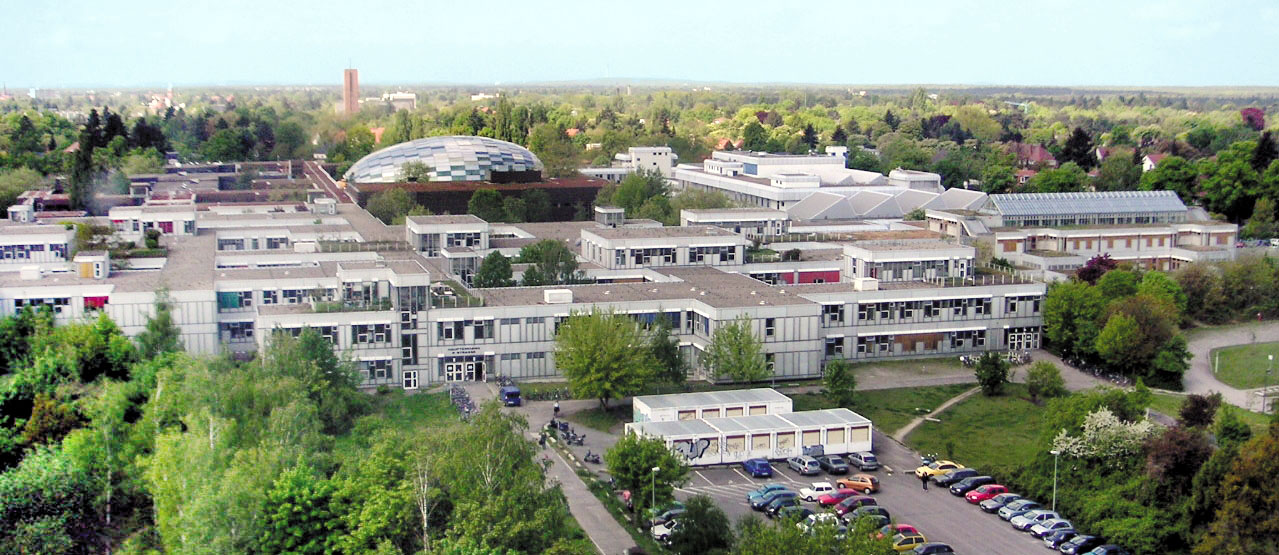
4b. FU Berlin 1963-1973 (Candilis Josic Woods)
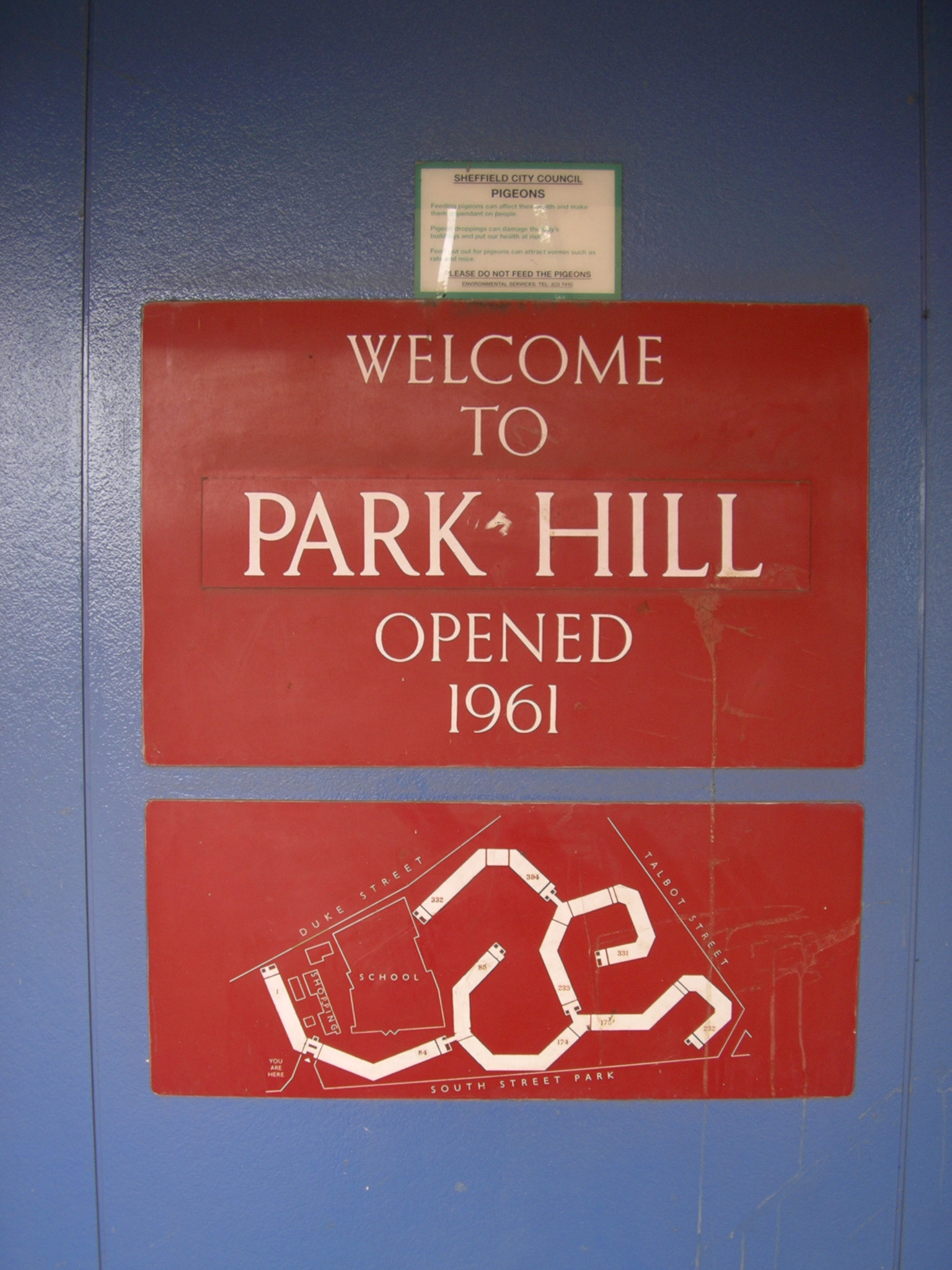
5. Park Hill en Sheffield, 1961 (Lynn Smith Womersley)

## Diferentes tipos de estructuras

### Estética del número
La expresión «estética del número» (Aesthetics of Number) fue introducida por Aldo van Eyck en la revista de arquitectura Forum 7/1959. En su artículo, van Eyck mostraba dos obras de arte: un cuadro estructuralista del artista contemporáneo Richard Paul Lohse y un tejido kuba (pañuelo Bakuba) de un artista africano de la cultura primitiva. La combinación de estas dos culturas ha tenido un significado simbólico en el movimiento estructuralista. El aspecto exterior de esta arquitectura es inmutable.

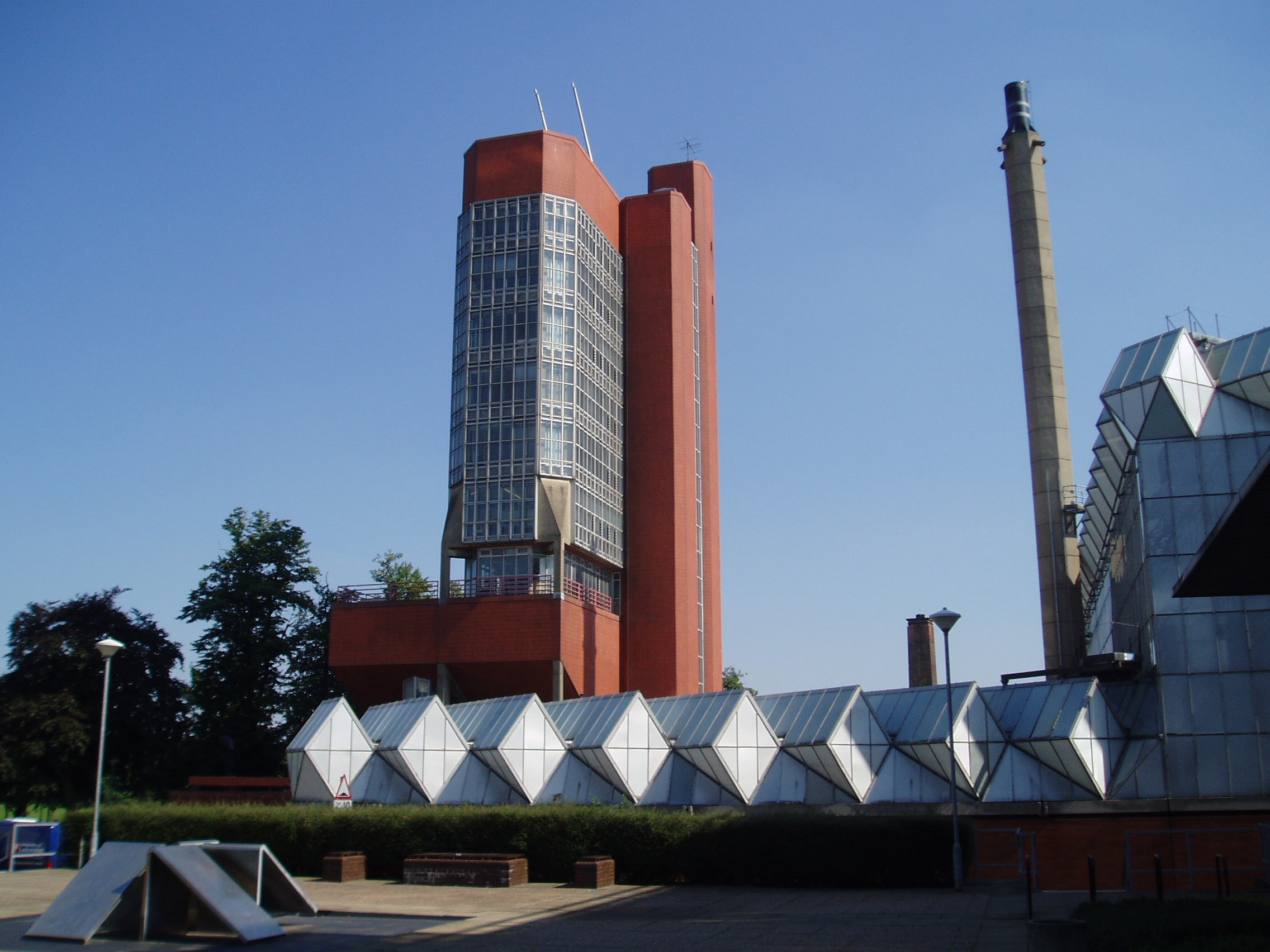
Edificio de ingeniería de la Universidad de Leicester (1959-1963) (Stirling-Gowan)
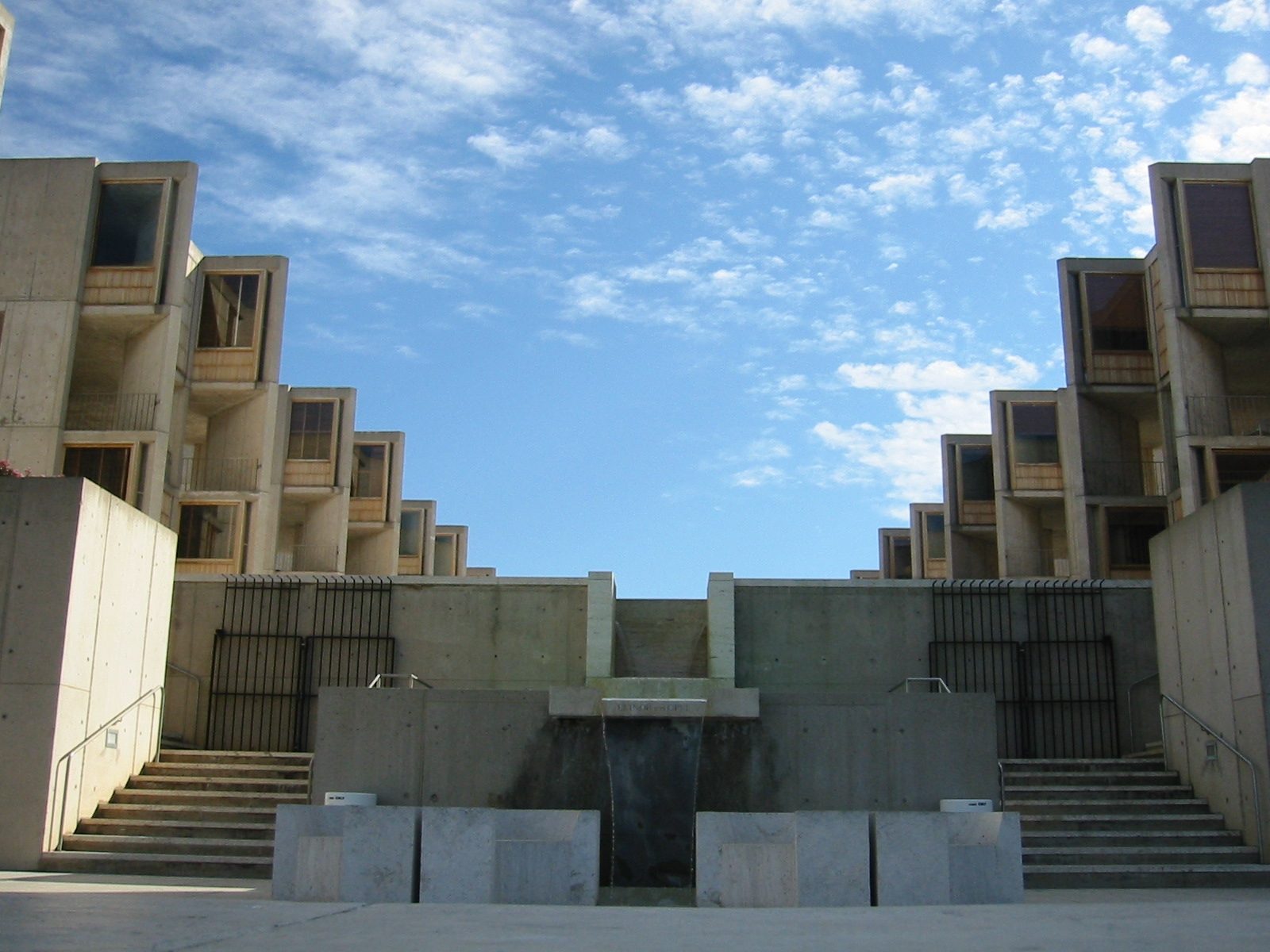
Instituto Salk en La Jolla (1965), California (Louis Kahn)
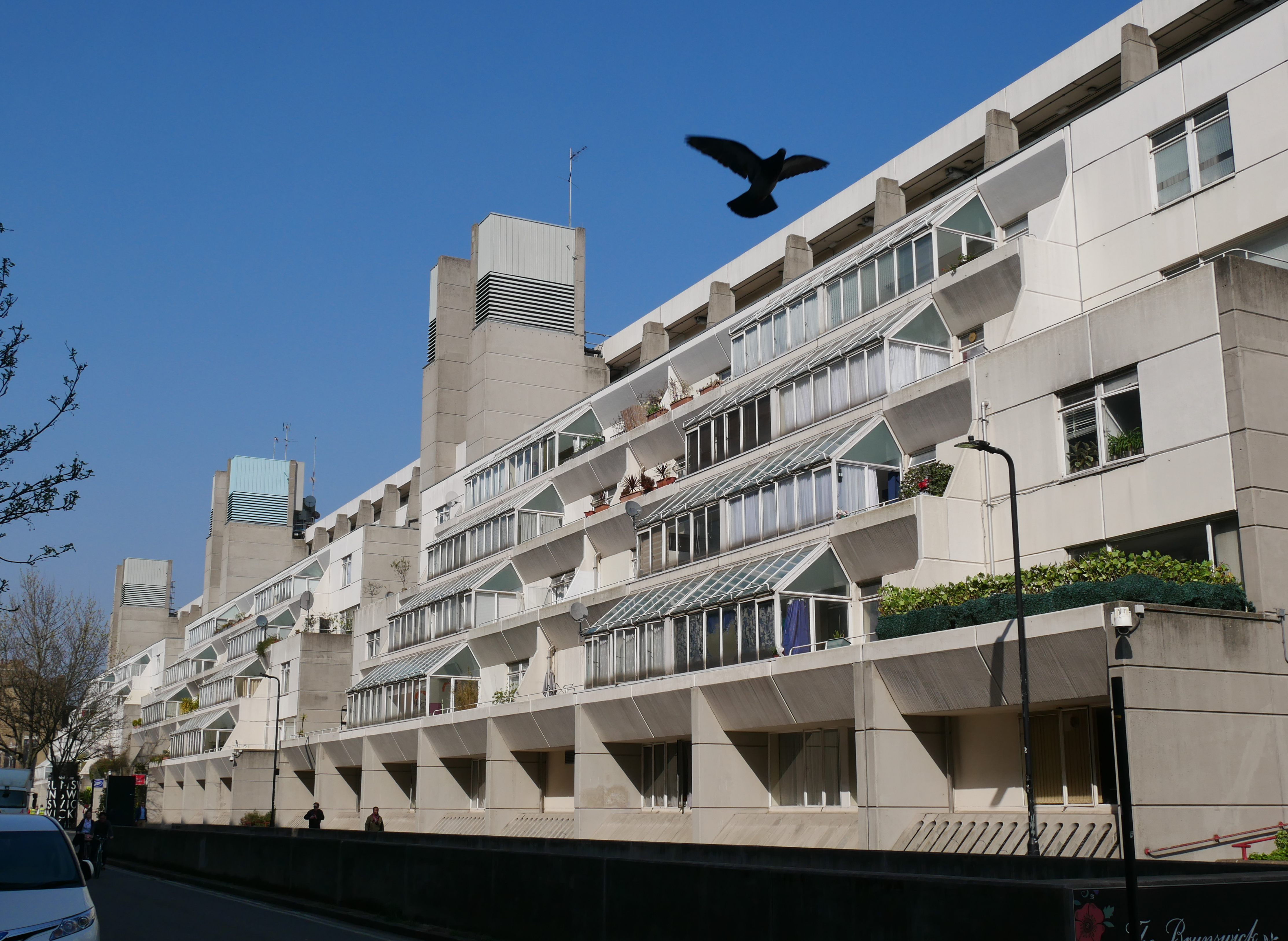
Centro Brunswick (1972) en Bloomsbury Londres, (Patrick Hodgkinson)
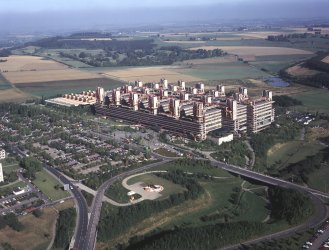
Clínica de Aquisgrán (1971-1985) (Klinikum Aachen)
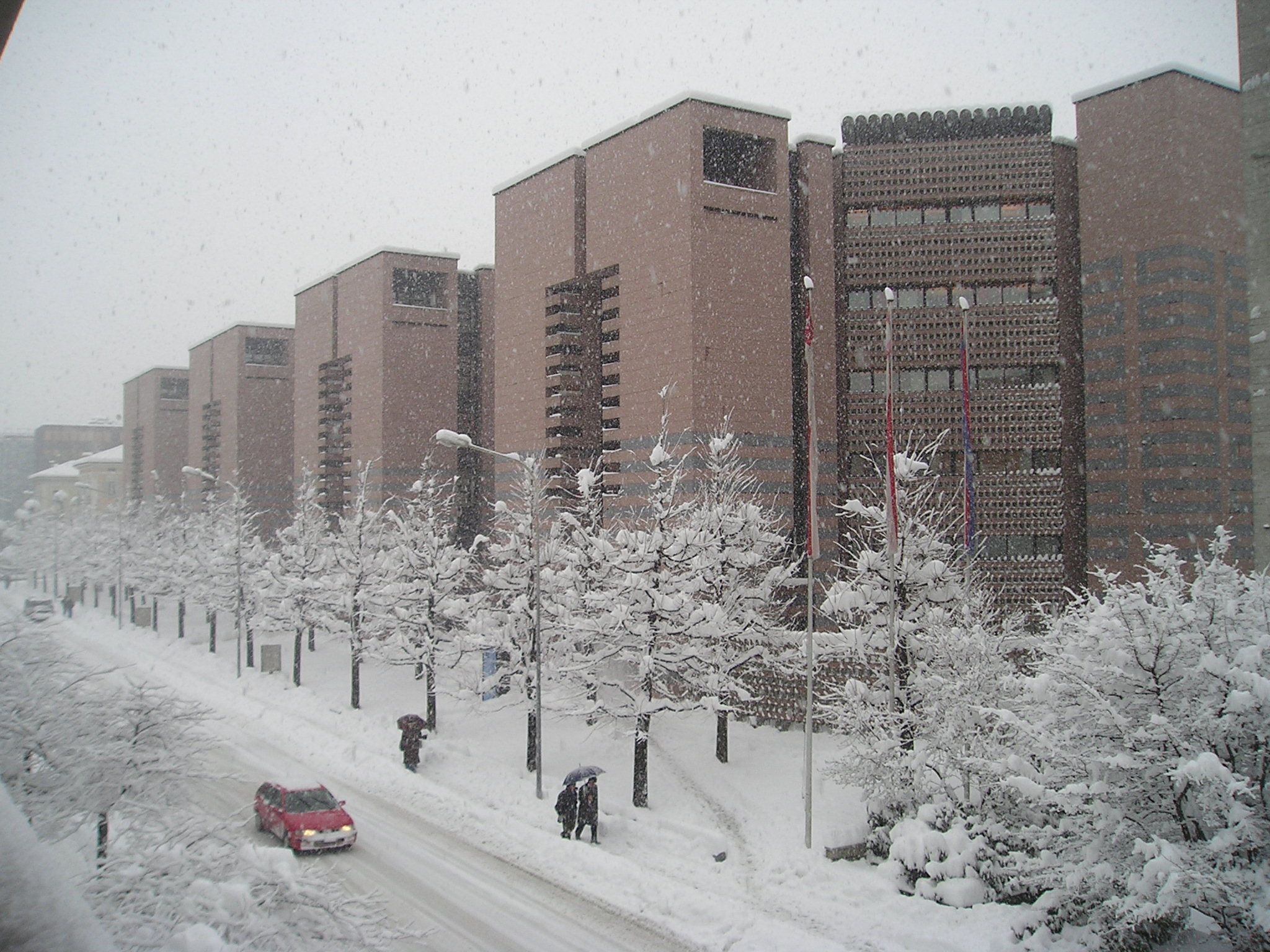
Edificio de oficinas Banca del Gottardo (1987) en Lugano (Mario Botta)
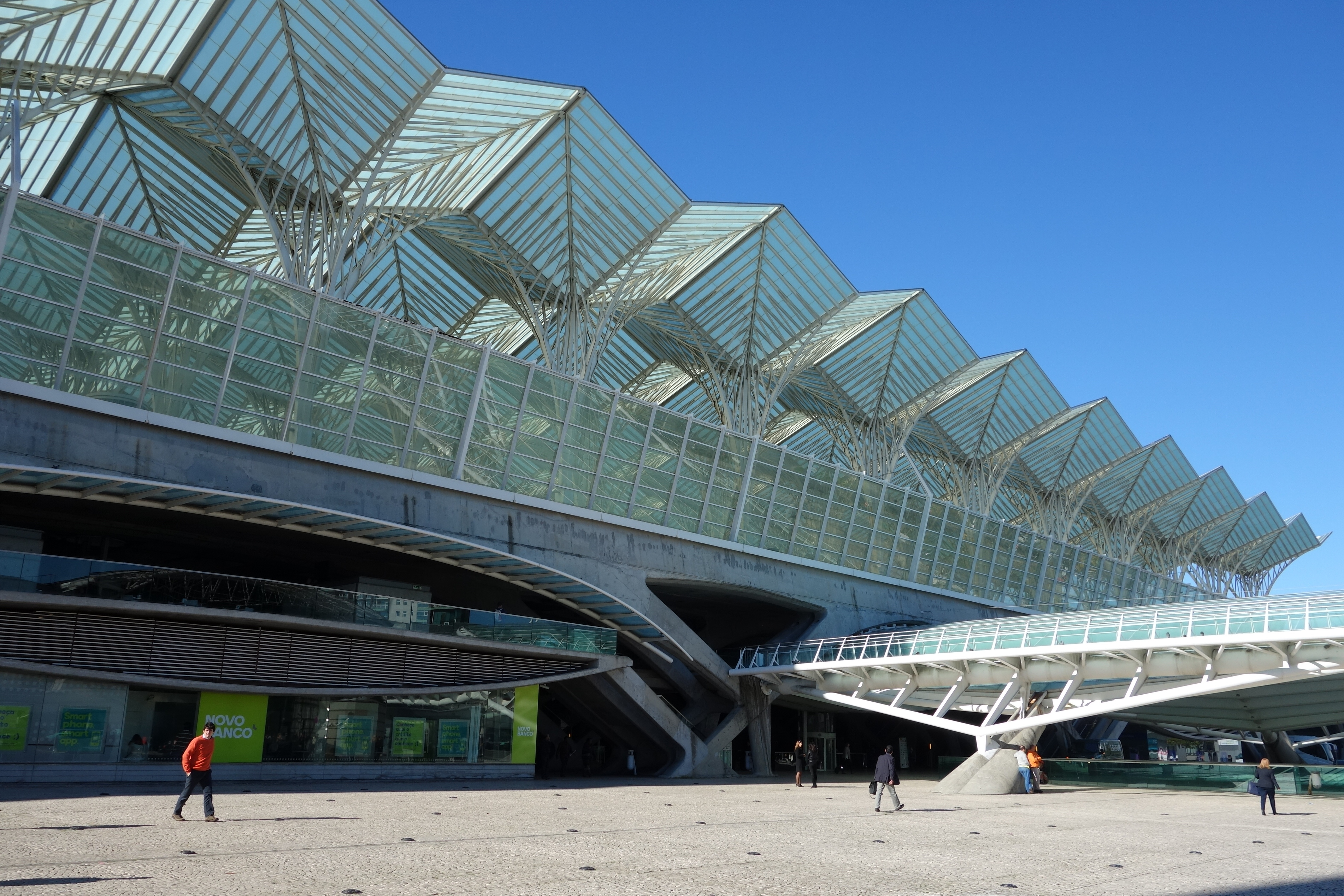
Estación de Oriente de Lisboa, 1998 (Santiago Calatrava)
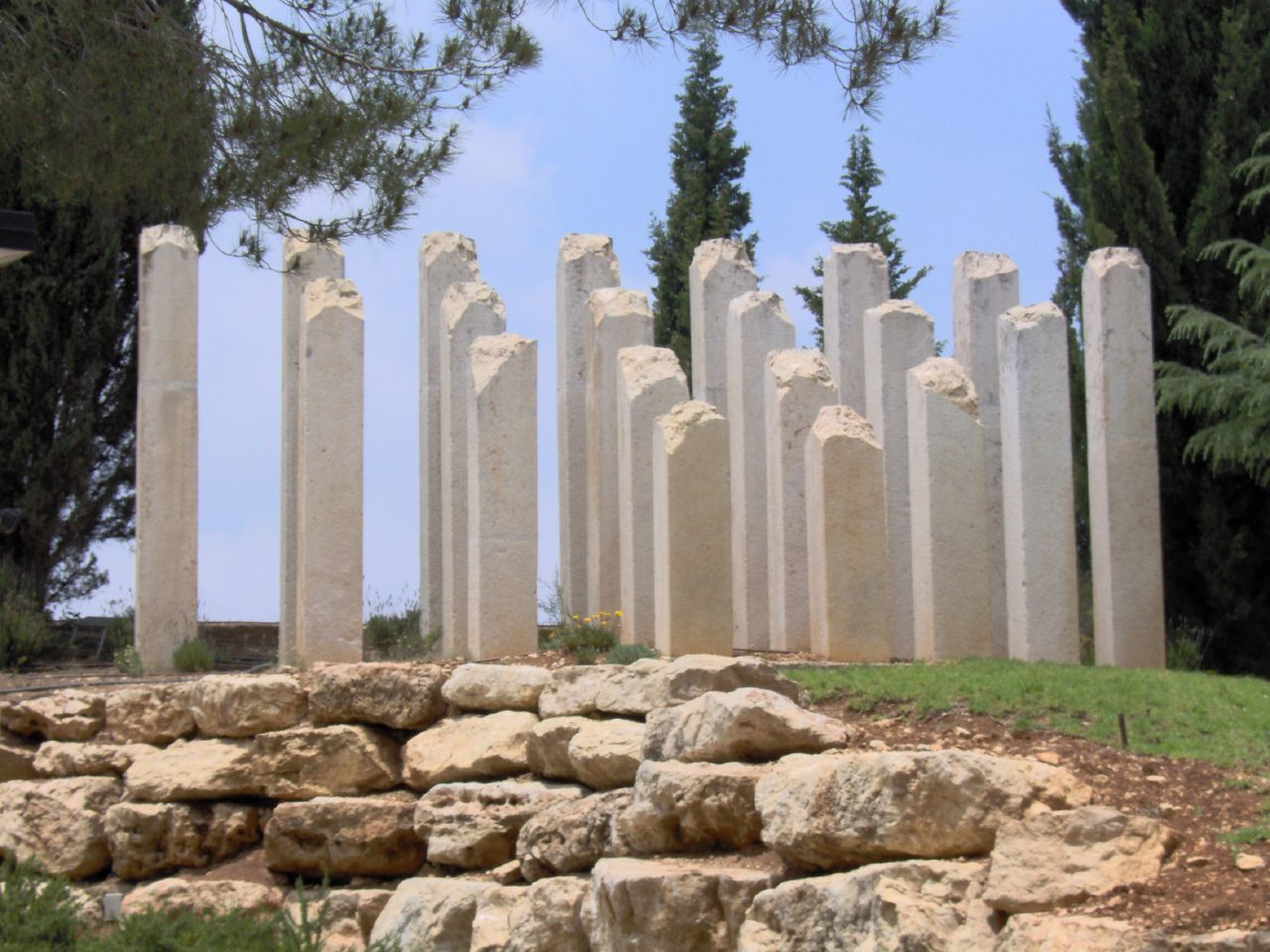
El monumento de los niños Yad Vashem Jerusalén, 2005 (Moshe Safdie)
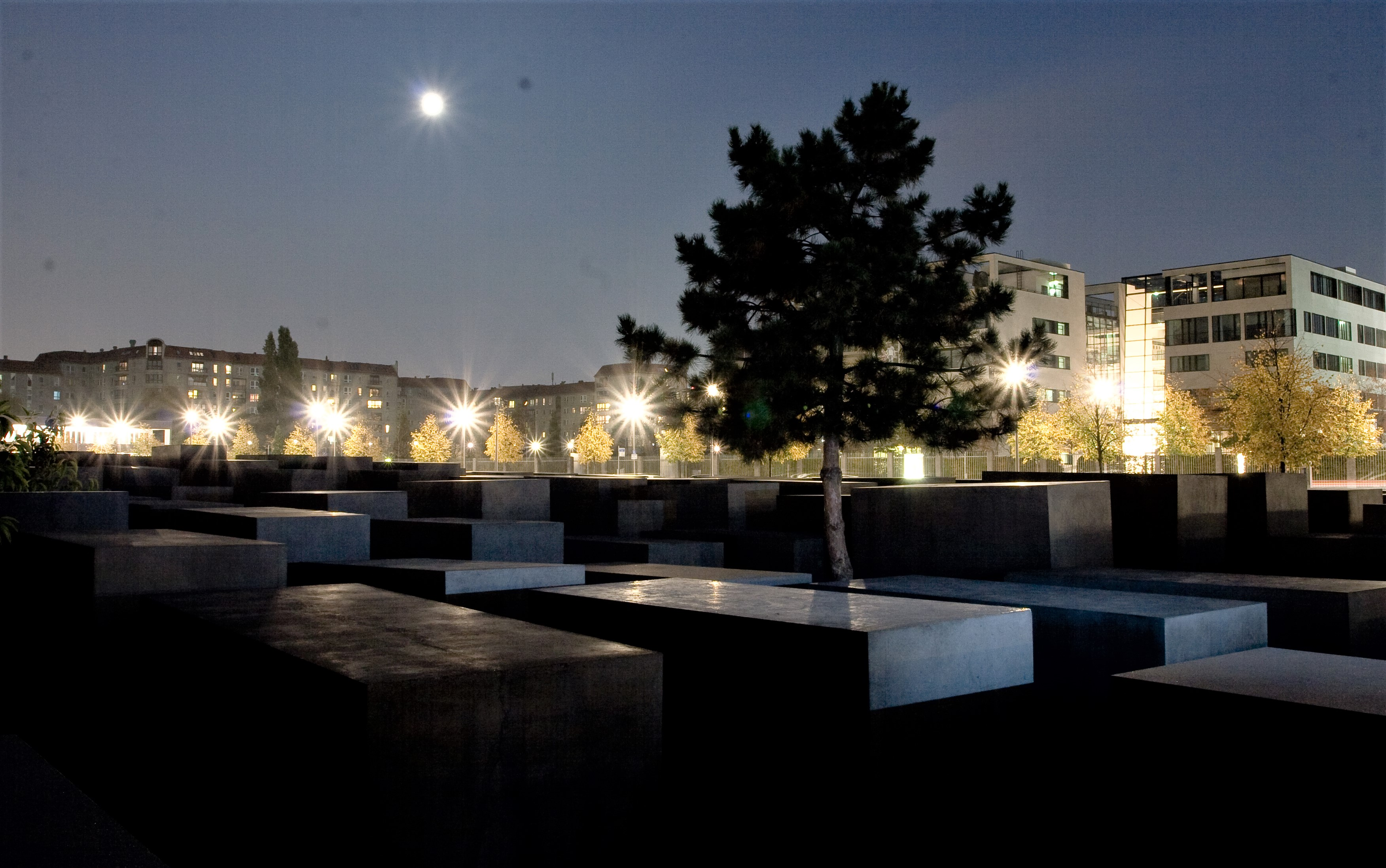
Memorial en Berlín, 2005 (Peter Eisenman)

### Estructura y contenido: enfoque de dos componentes: participación
En la década de 1960, los estructuralistas neerlandeses criticaron la estrechez del principio funcional «La forma sigue a la función». En las ciudades históricas encontraron soluciones para un principio formal más relevante: una arquitectura interpretable, adaptable y ampliable (véase más adelante «Ciudades históricas - Reciprocidad de la forma»). En la revista Forum desarrollaron ideas sobre «Forma polivalente e interpretaciones individuales» (Polyvalent form and individual interpretations), «Reciprocidad de la forma» (Reciprocity of form), «Estructura y contenido» (Structure and infill) y «Participación». Herman Hertzberger también utilizó las expresiones «Arquitectura como producto intermedio» (Architecture as half-product) y «Estructuras abiertas» (Open structures).
El iniciador de la participación en la arquitectura, como parte del movimiento estructuralista, fue John Habraken. En 1961 publicó el libro Supports: An Alternative to Mass Housing i en diferentes idiomas. En el siglo XXI, el arquitecto chileno Alejandro Aravena está trabajando con principios similares de participación. En relación con sus proyectos de vivienda social, Aravena habla de «Proceso de diseño participativo», «Medias casas para la participación» y «Vivienda incremental». Aunque Aravena fue galardonado con el Premio Pritzker en 2016 por su trabajo arquitectónicos. En 2008, para la Trienal de Milán, Alejandro Aravena construyó un prototipo de "Media casa" de manera similar al Pabellón de l'Esprit Nouveau en París de Le Corbusier en 1925.

Estructura y contenido – unidades de comunicación verticales y horizontales

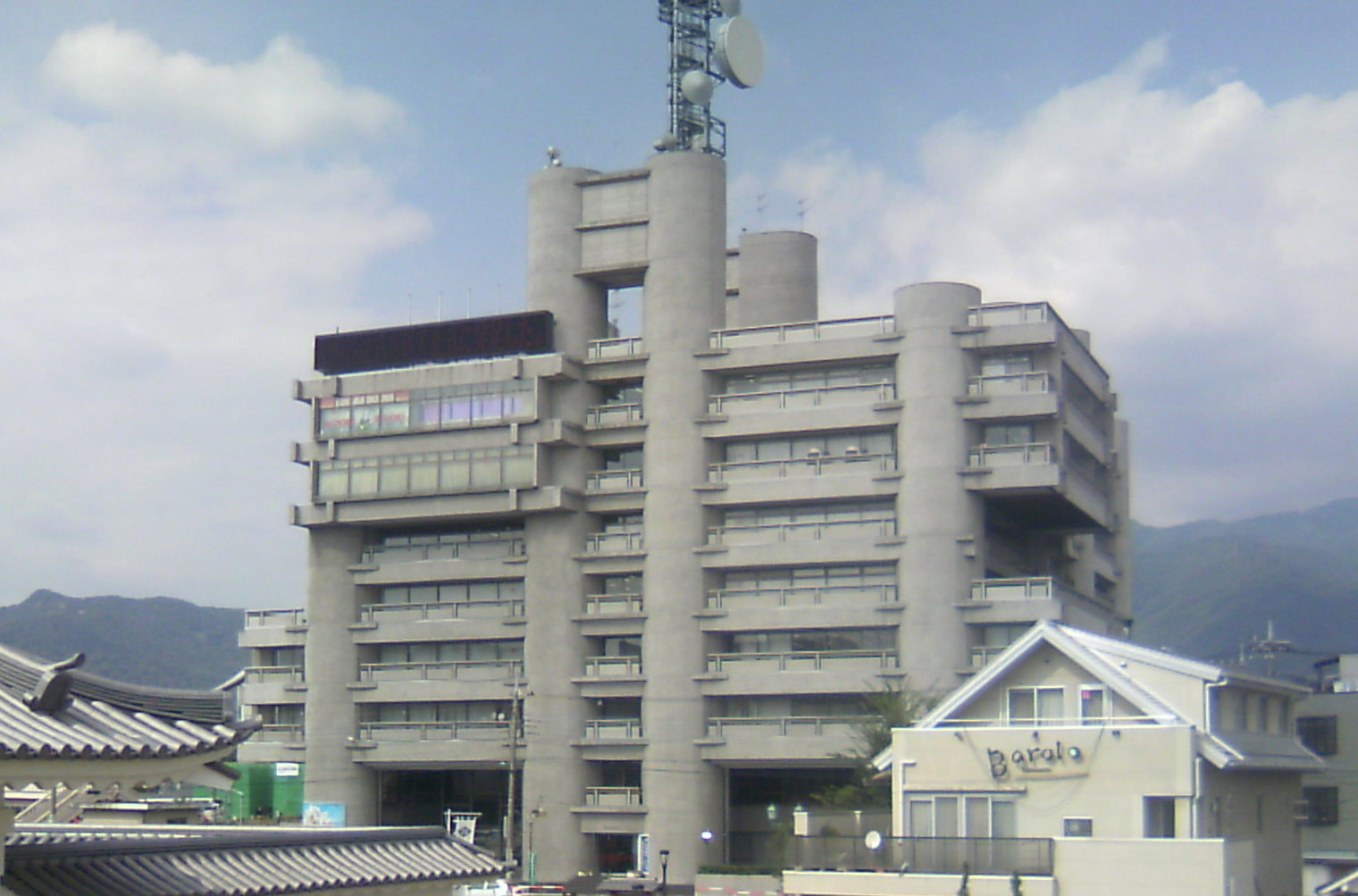
«Interpretable, adaptable y ampliable» – Yamanashi en Kofu, 1967 (Kenzo Tange)
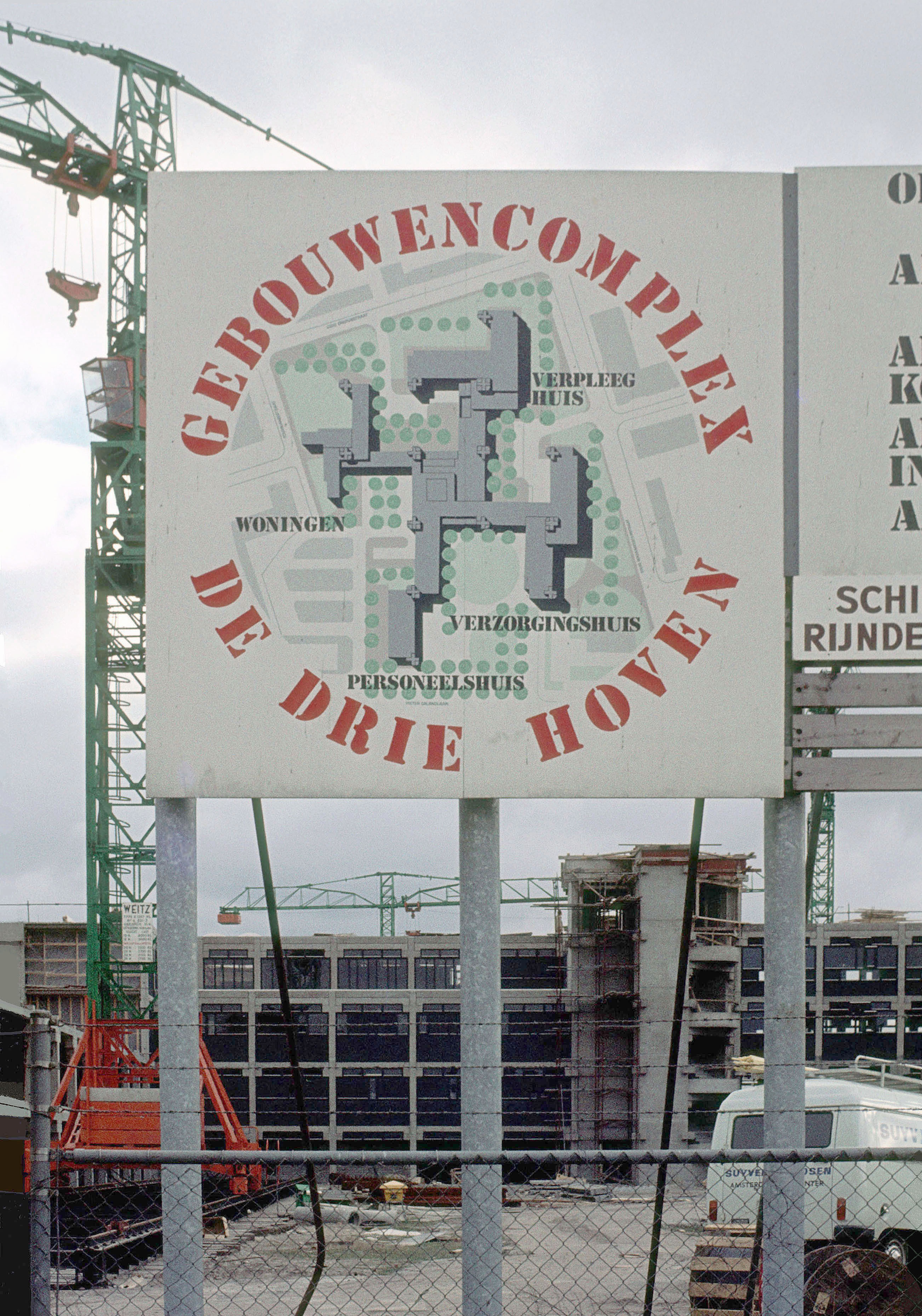
De Drie Hoven para personas mayores en Ámsterdam, 1974 (Herman Hertzberger)
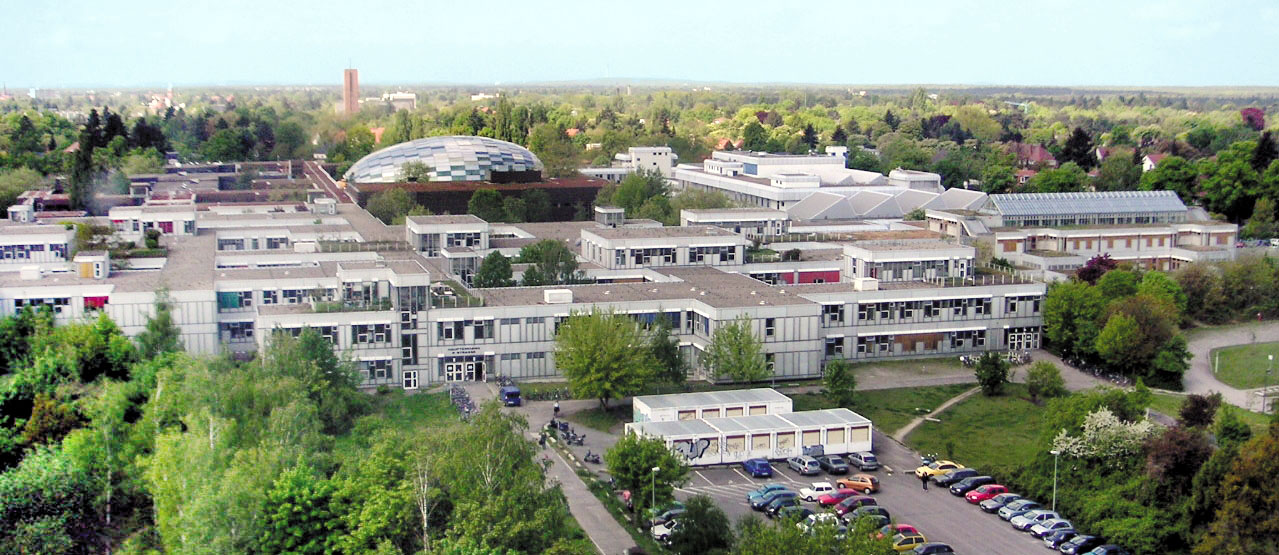
Universidad Libre de Berlín, 1963-1973 (Candilis Josic Woods)
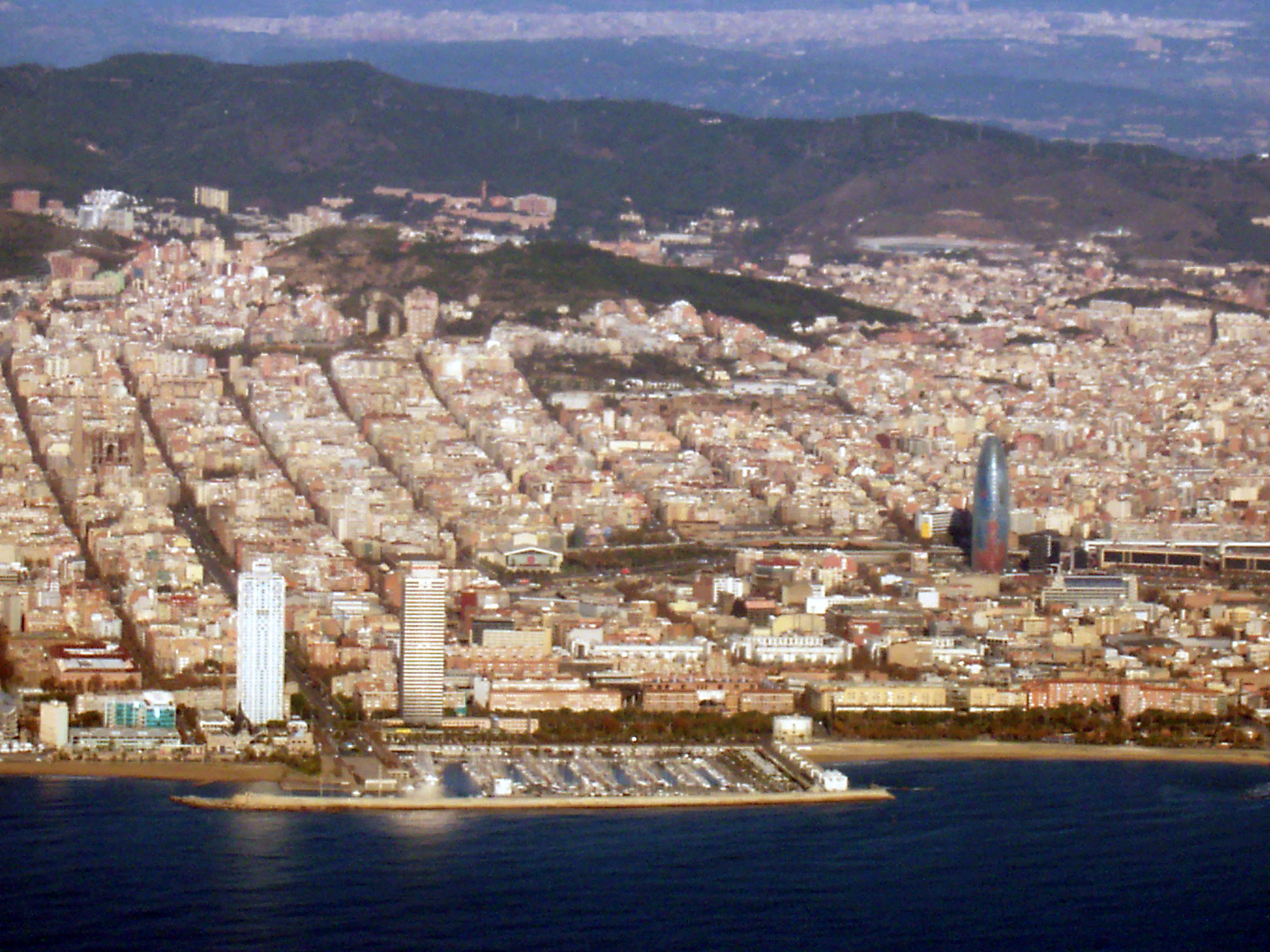
Barcelona, plano urbano del siglo XIX

Participación en la vivienda

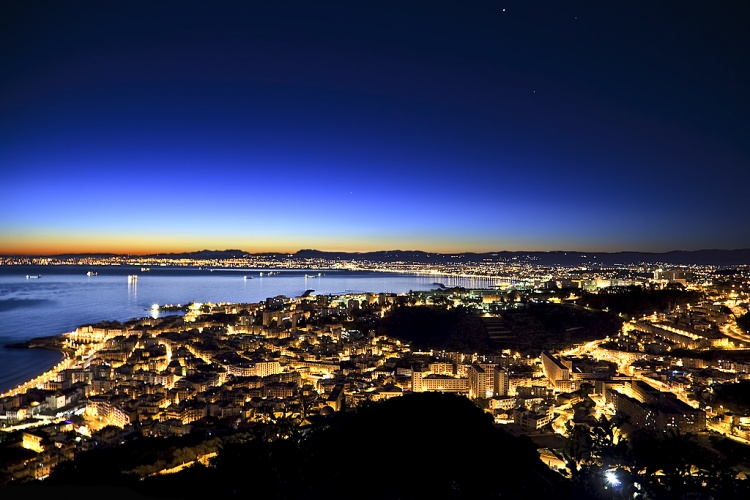
En 1934 Le Corbusier diseñó el proyecto del  Fort l'Empereur en Argel, para la participación de los residentes
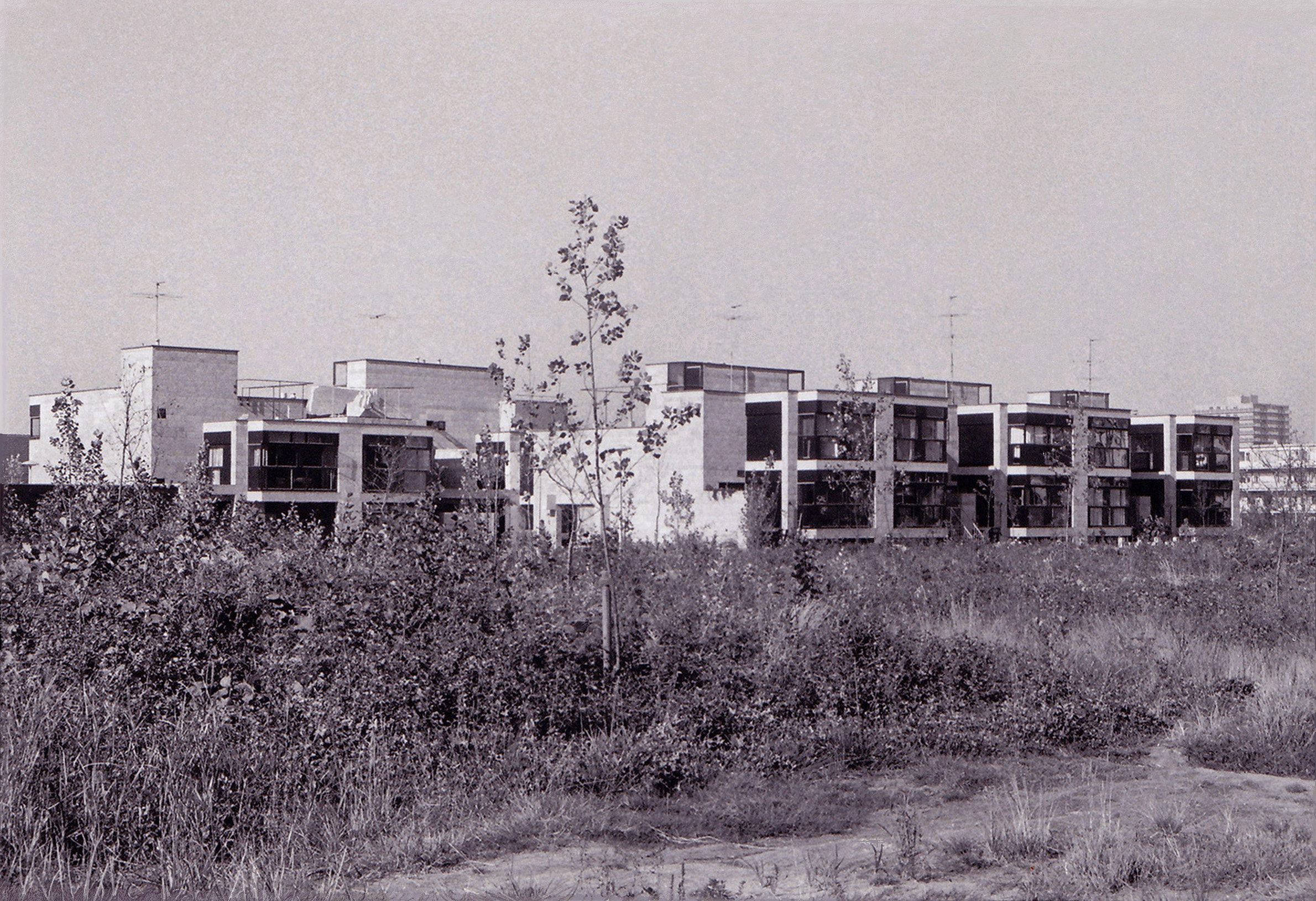
Viviendas Diagoon en Delft, 1971 (Herman Hertzberger)
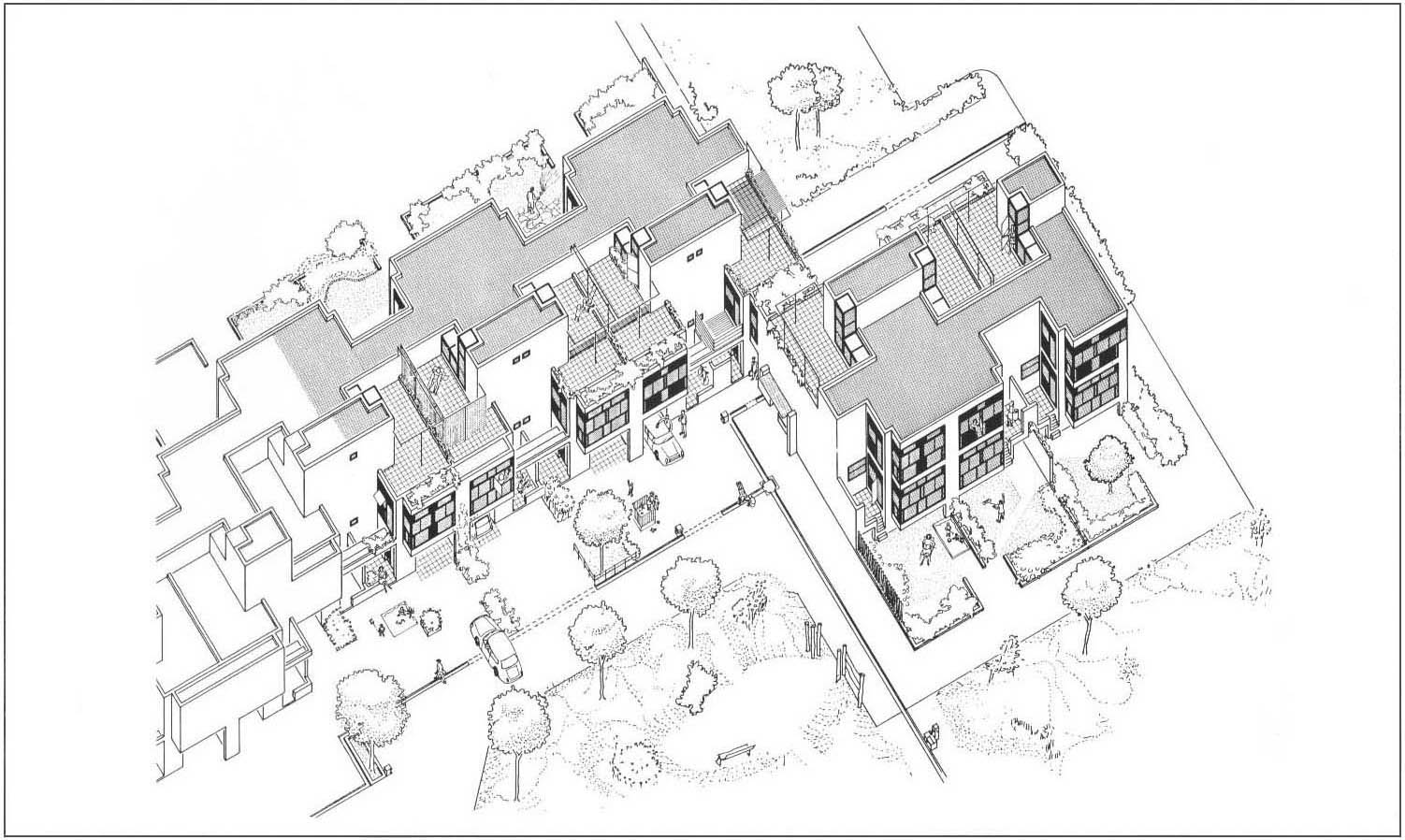
Viviendas Diagoon, participación dentro y fuera
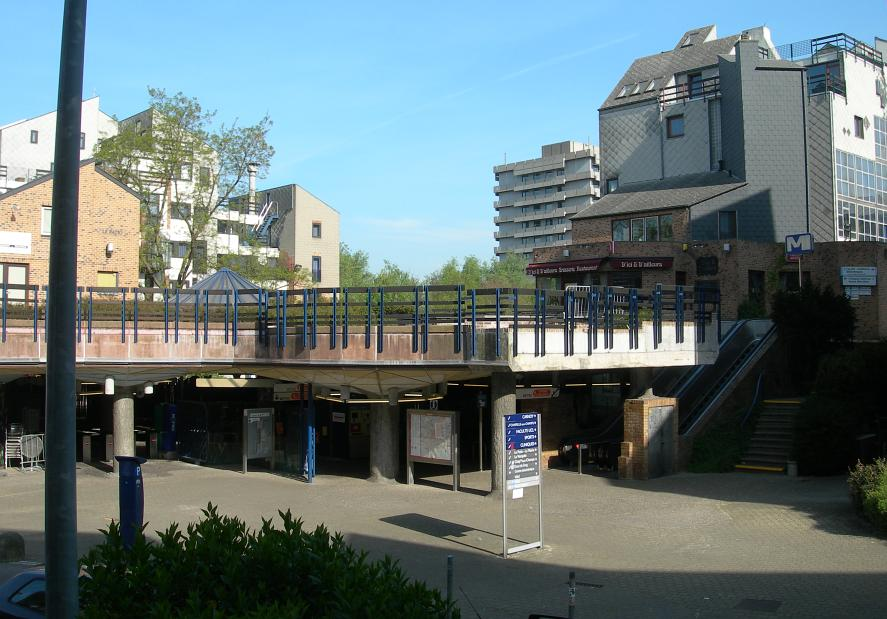
Residencias de la Facultad de Medicina de Louvain-la-Neuve cerca de Bruselas, 1976 (Lucien Kroll)
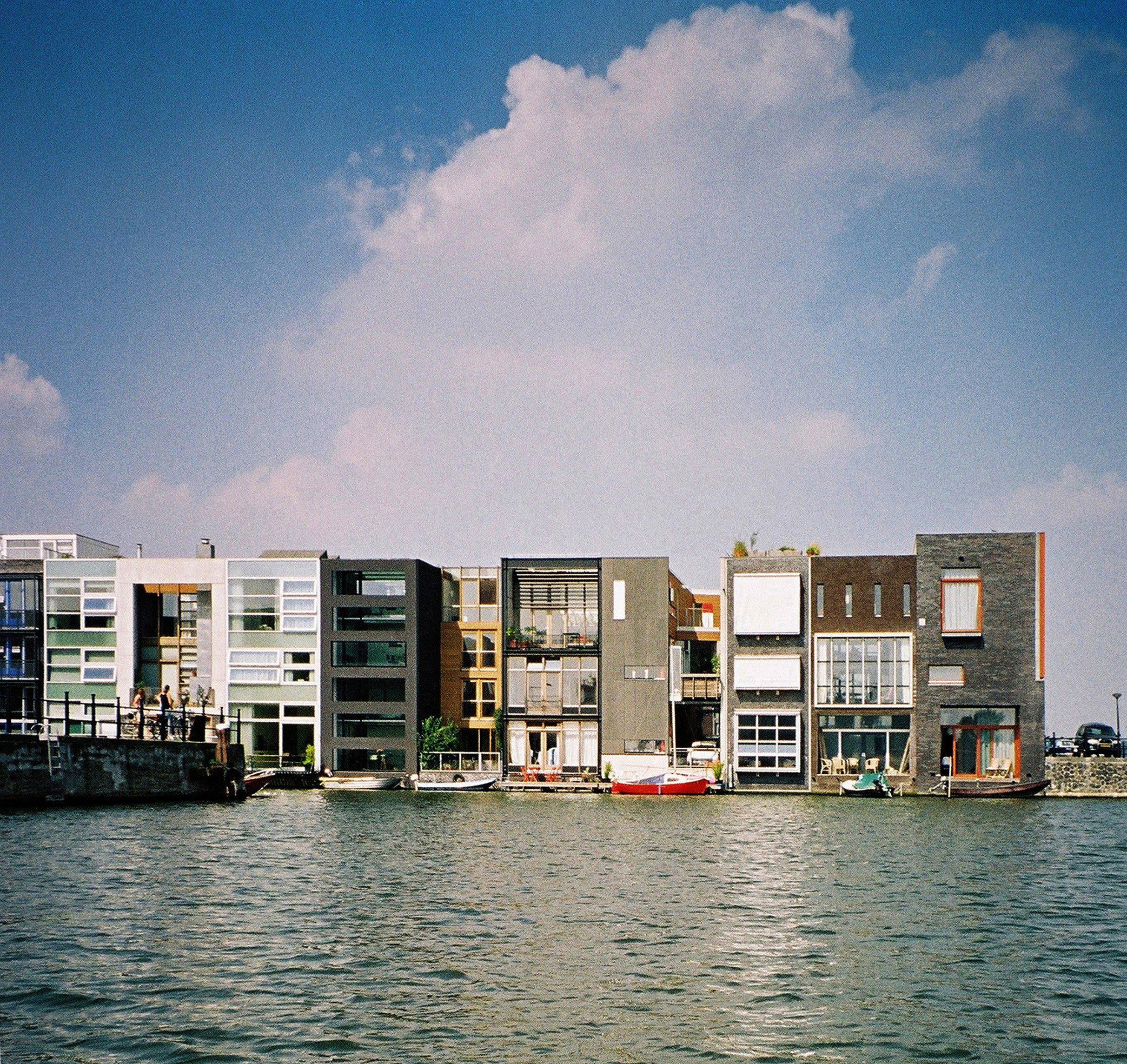
Ámsterdam Scheeps- timmermanstraat, estilo cubista, 1997 (Adriaan Geuze, coordinación)
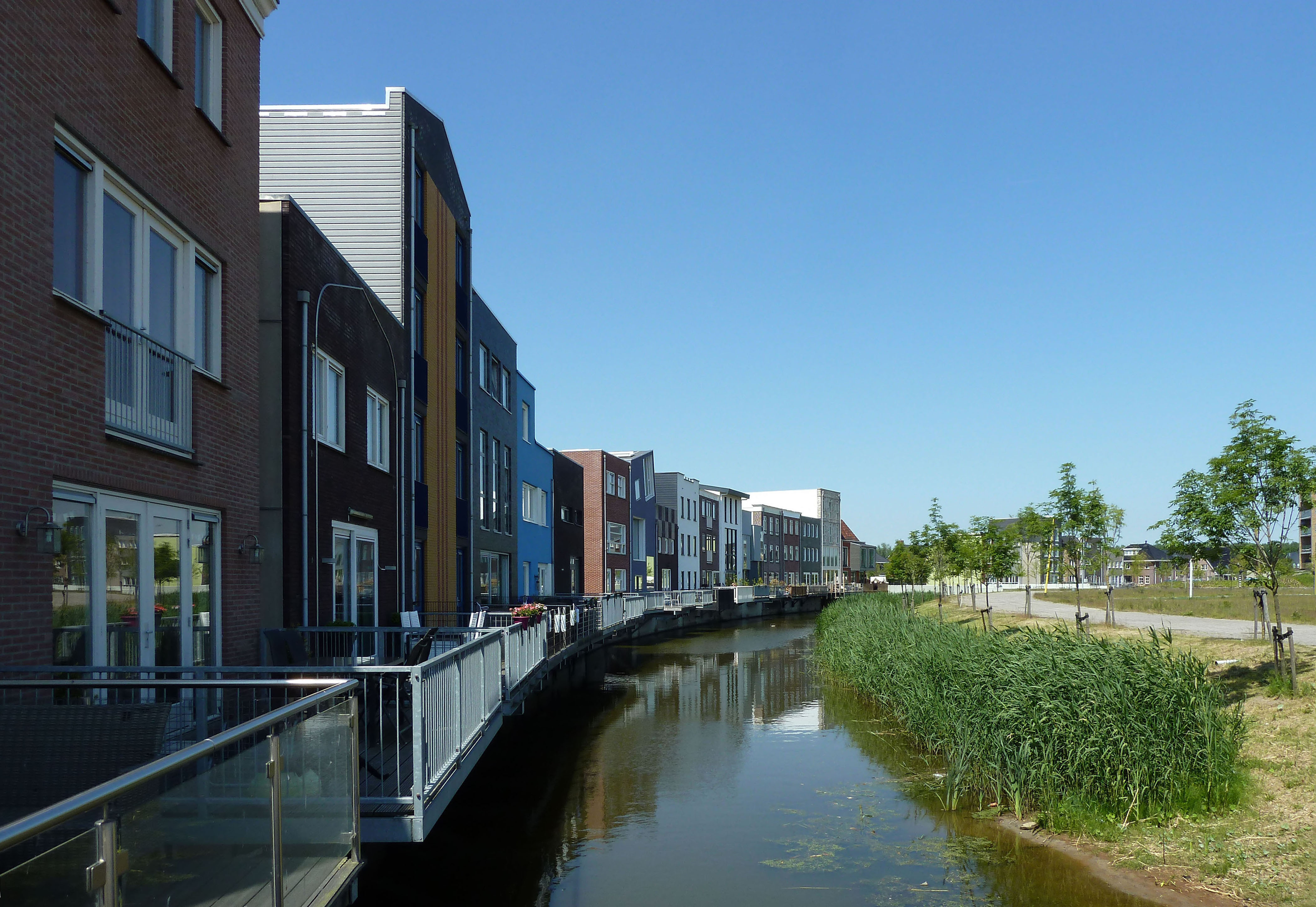
Almere Homerus- kwartier, mezcla de estilos, 2012 (OMA, plan general y coordinación)
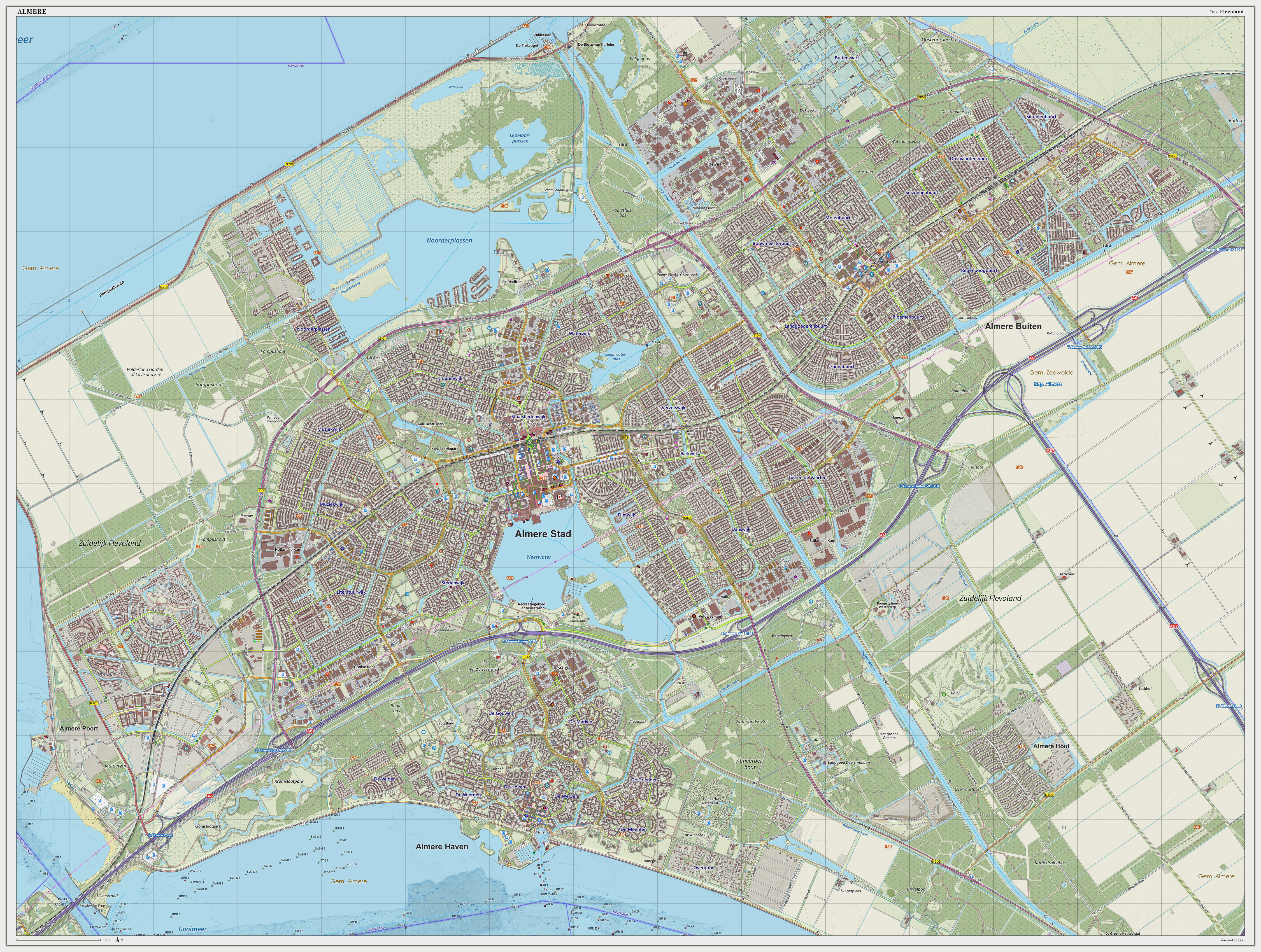
Plano de la ciudad de Almere, Homeruskwartier (círculo a la izquierda)

Participación con «medias casas», cinco proyectos de vivienda social en Chile —Quinta Monroy (2004), Iquique; Lo Espejo (2007), Don Francisco, Santiago de Chile; Villa Verde (2016), Rio Loncamilla, Constitución—, México —Las Anacuas (2010), Monterrey— e Italia —prototipo de "Half-house", en la Milán, Triennale 2008—, realizados por Alejandro Aravena :

### Otras estructuras

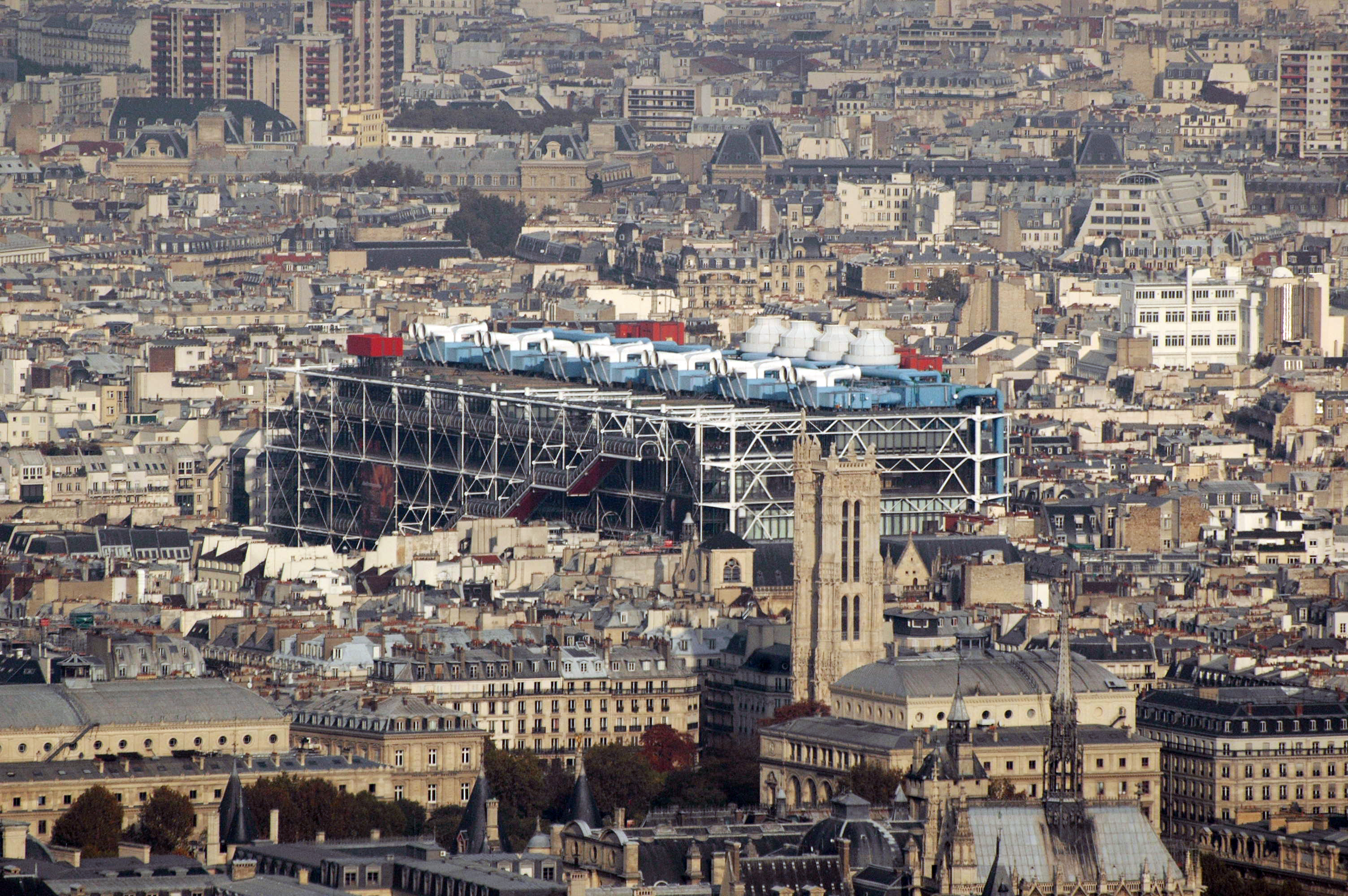
Centro Pompidou en Paris, "Megaestructura ", 1977 (Renzo Piano & Richard Rogers)
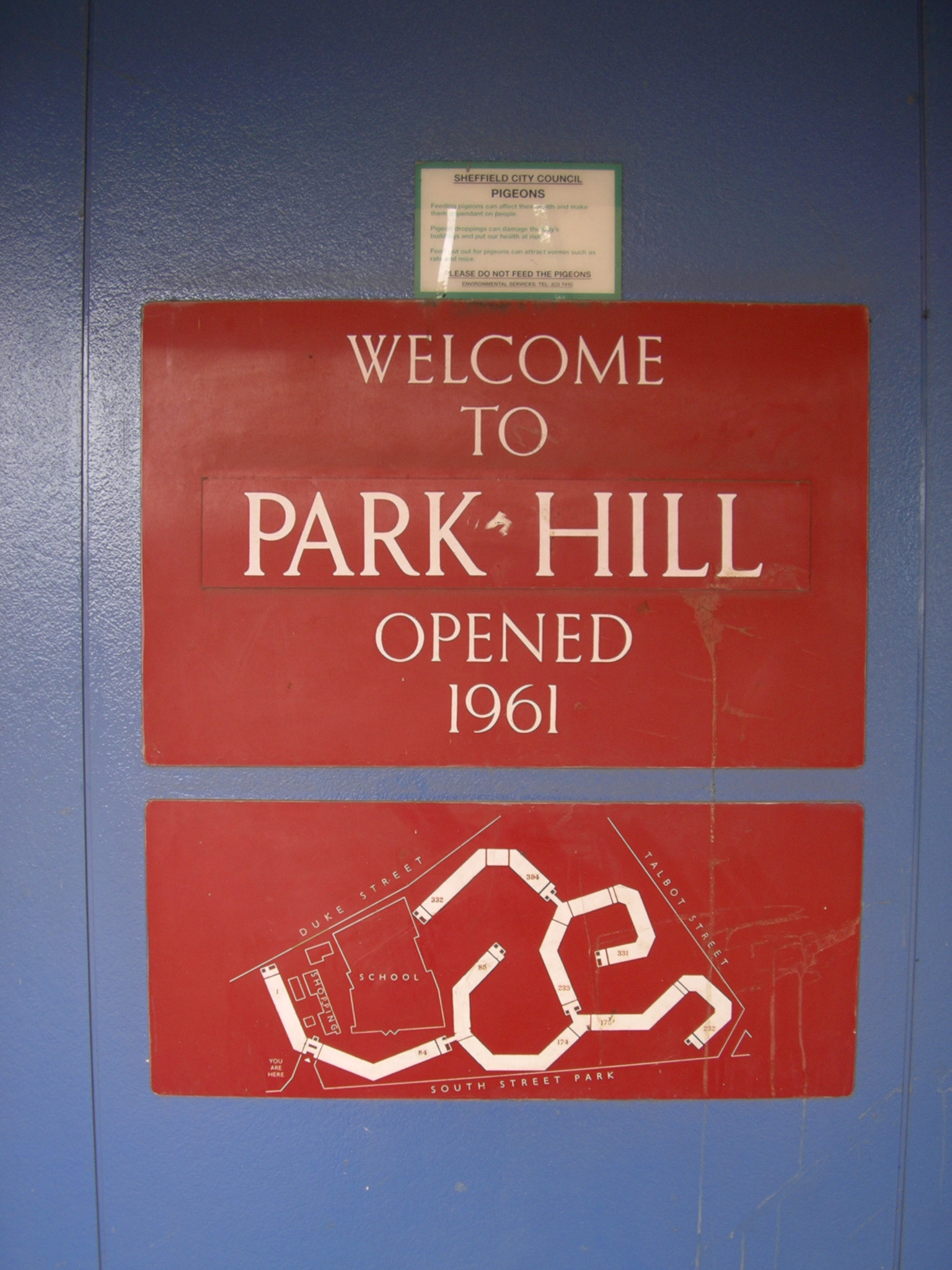
Park Hill housing estate in Sheffield, "Gridless structure", 1961 (Jack Lynn & Ivor Smith)
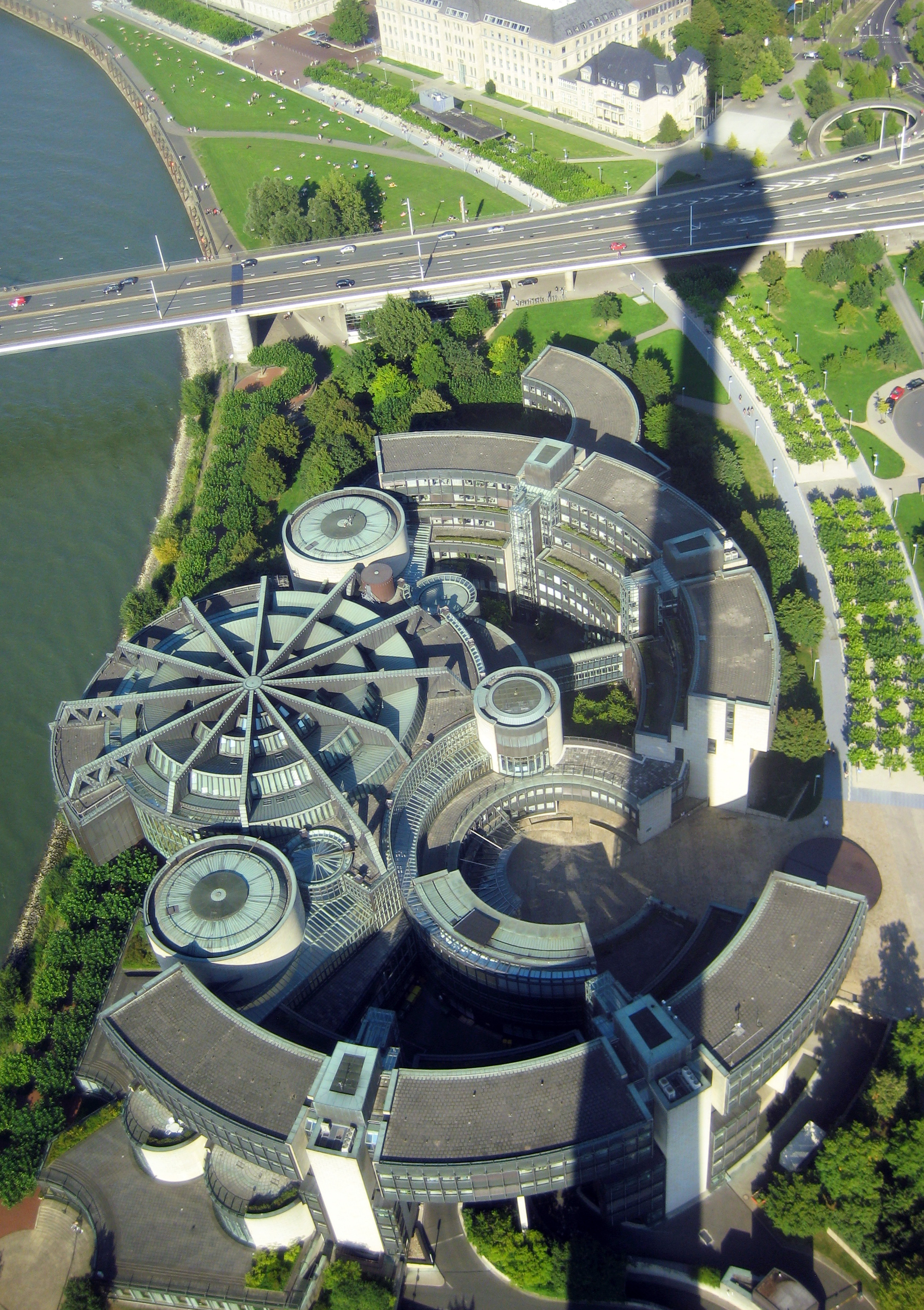
Edificio del Parlamento de Renania del Norte-Westfalia en Düsseldorf, 1979-1988

Urbanización Park Hill en Sheffield, "Estructura sin rejilla", 1961 (Jack Lynn e Ivor Smith)

## Estructuración urbana – el arte de la planificación urbana – estructuras generales

### Ciudades históricas
Ejemplos de planificación y estructuración urbana. Sobre la relación entre la arquitectura histórica y la contemporánea, Le Corbusier escribió: «Me calificaron de revolucionario, mientras que mi mayor maestro fue el pasado. Mis supuestas ideas revolucionarias provienen directamente de la historia de la arquitectura misma».

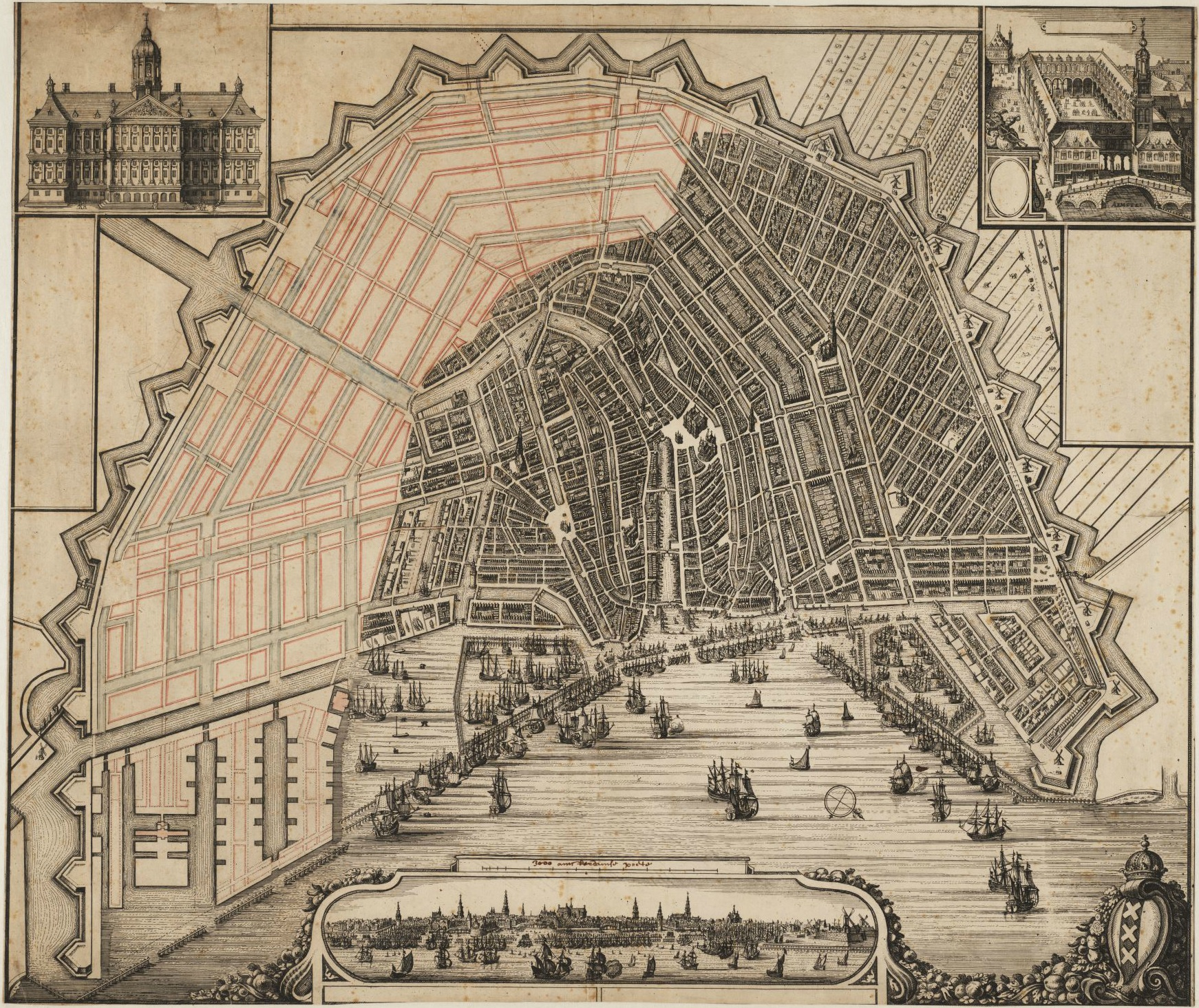
Ámsterdam, estructura y contenido (conjuntos urbanos), 1660
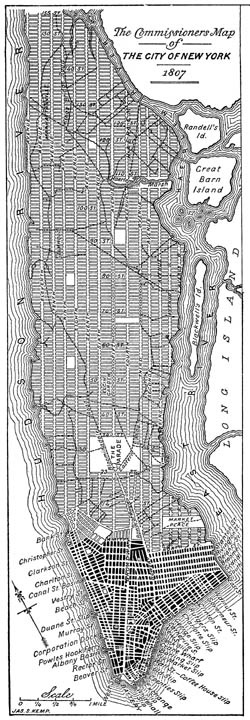
Manhattan, Plan Gridiron, 1807 (estructura y contenido, basado en reglas e interpretable)
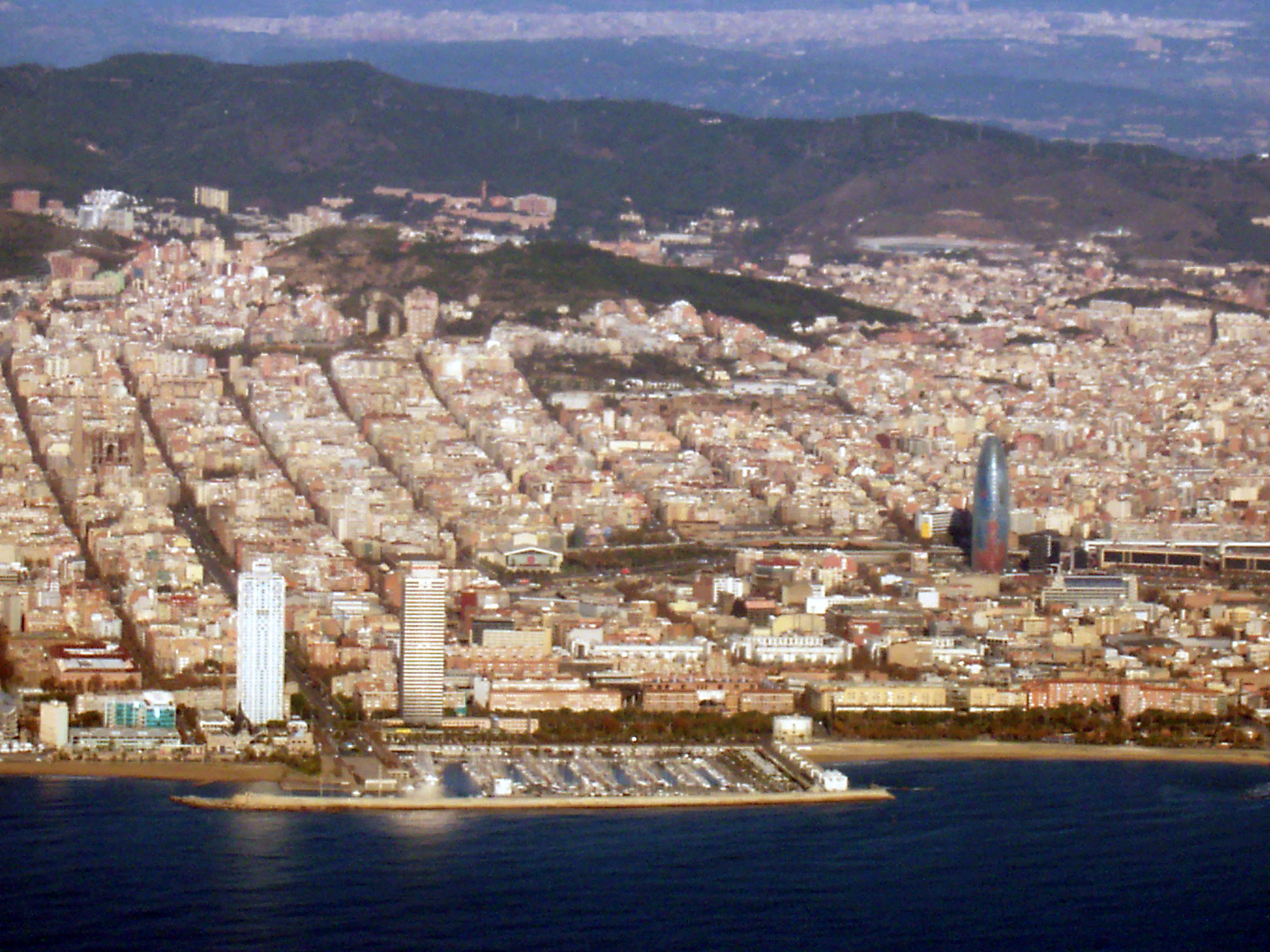
Barcelona, Plan Gridiron, 1859 (integración de dos estructuras diferentes: ciudad histórica y plano en cuadrícula)
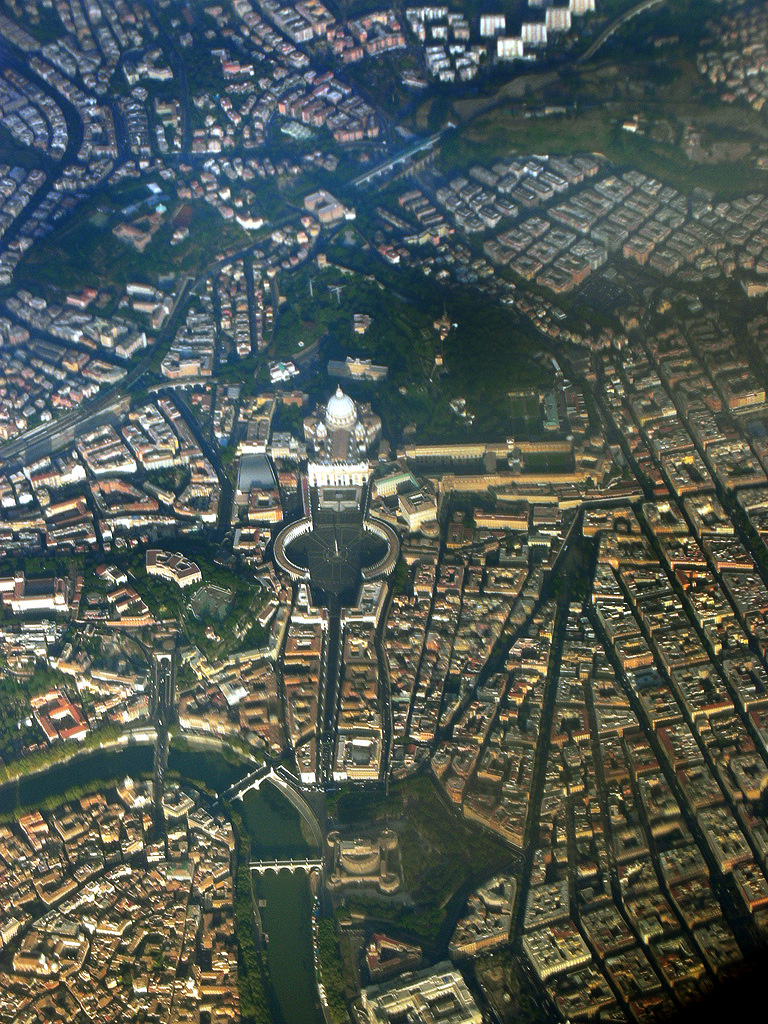
Roma, Simetrías, Ejes, Ríos, Colinas, etc..
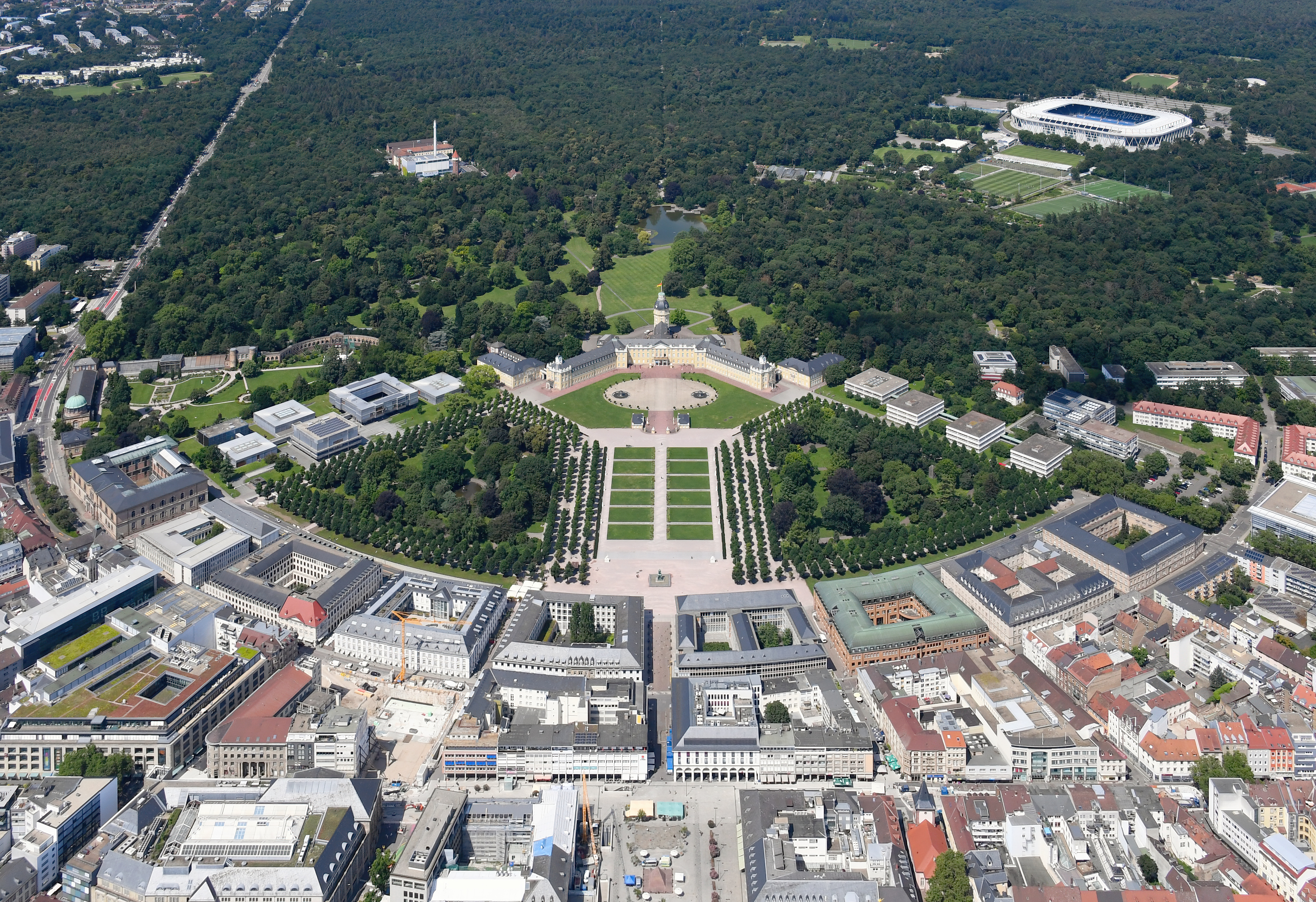
Karlsruhe, Estructura básica: radial
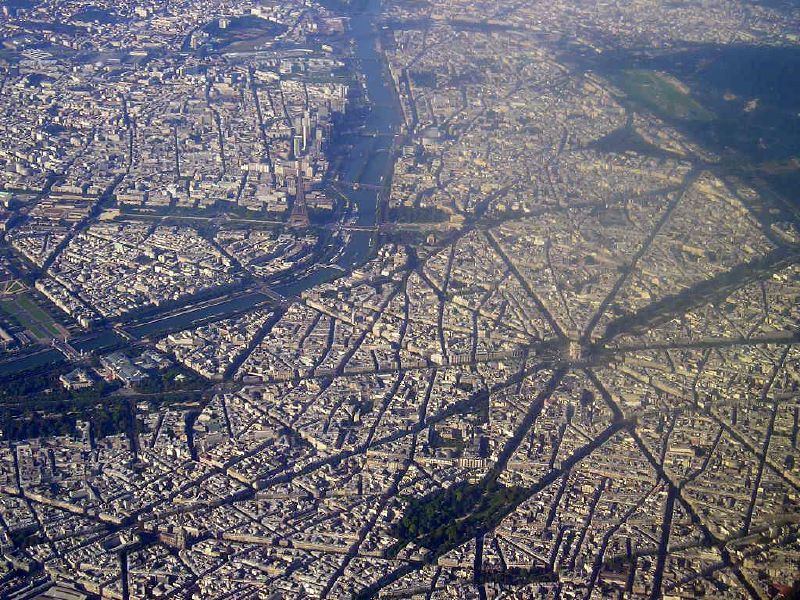
Paris, Estructura radial, Ejes, Simetrías, Río
Washington, D.C., Plan de L'Enfant 1792
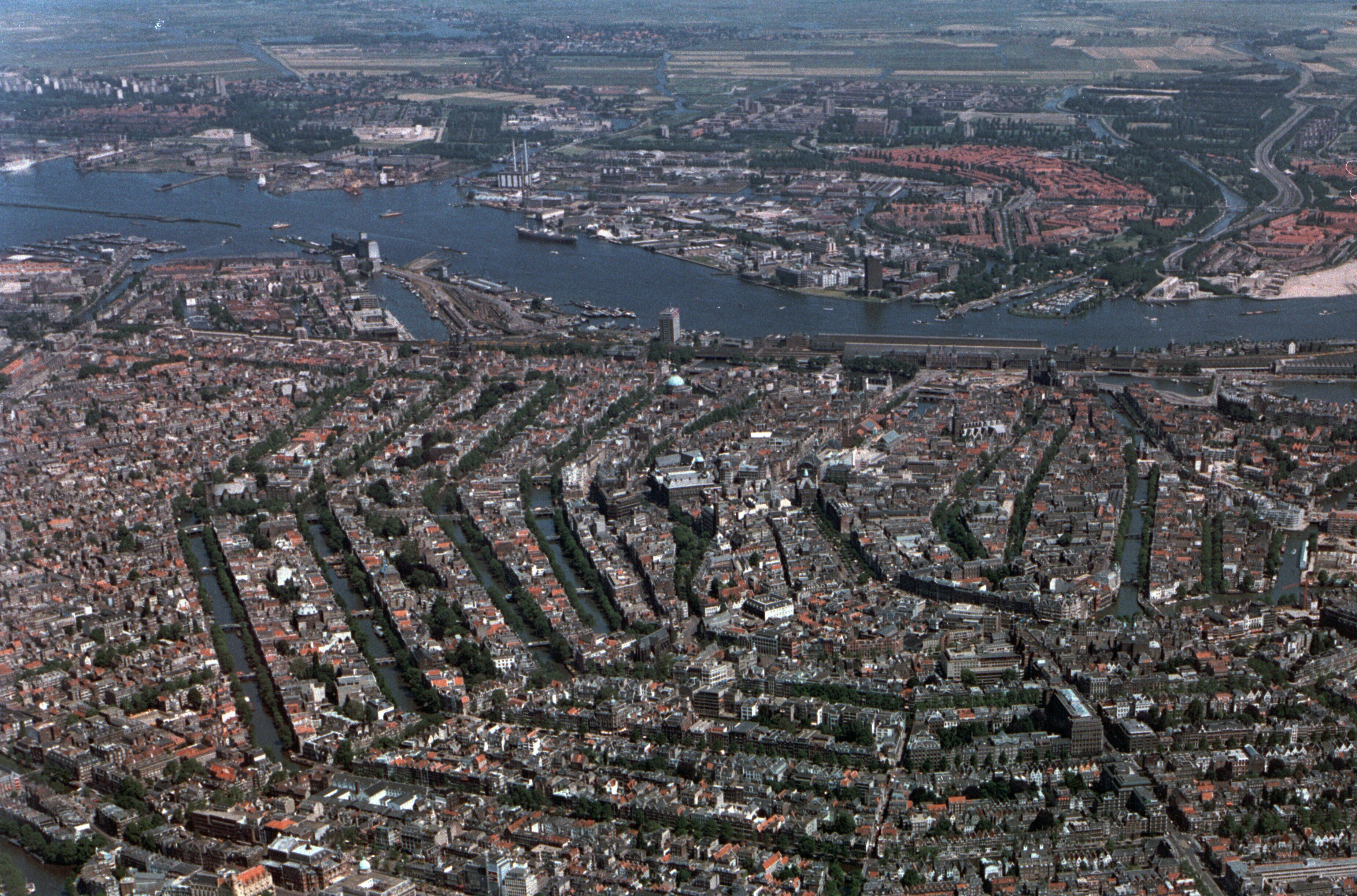
Ámsterdam, Estructura básica: forma de U
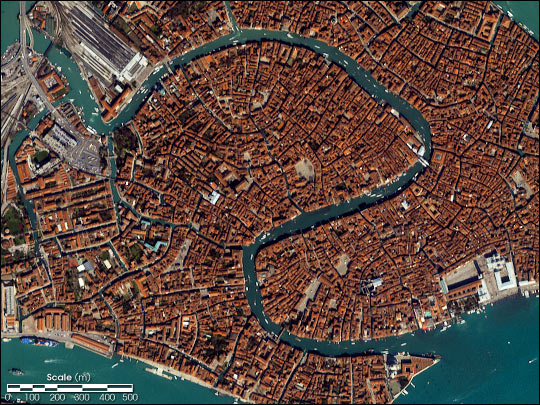
Venecia, Estructura básica: forma de S

### Ciudades históricas – reciprocidad de formas
En  Forum 2/1962 Jacob Bakema  realizó un estudio sobre el principio de la «reciprocidad de forma» ("reciprocity of form") y la «participación», especialmente sobre el Palacio de Diocleciano en Split. En Forum 3/1962 Herman Hertzberger  realizó una investigación sobre los anfiteatros romanos de Arlés y Lucca. Más tarde, en 1966, la idea del anfiteatro de Arlés fue retomada por Aldo Rossi en su libro L'architettura della città [La arquitectura de la ciudad]. En 1976, Reyner Banham presentó el Ponte Vecchio de Florencia como uno de los prototipos históricos en su libro Megastructure.

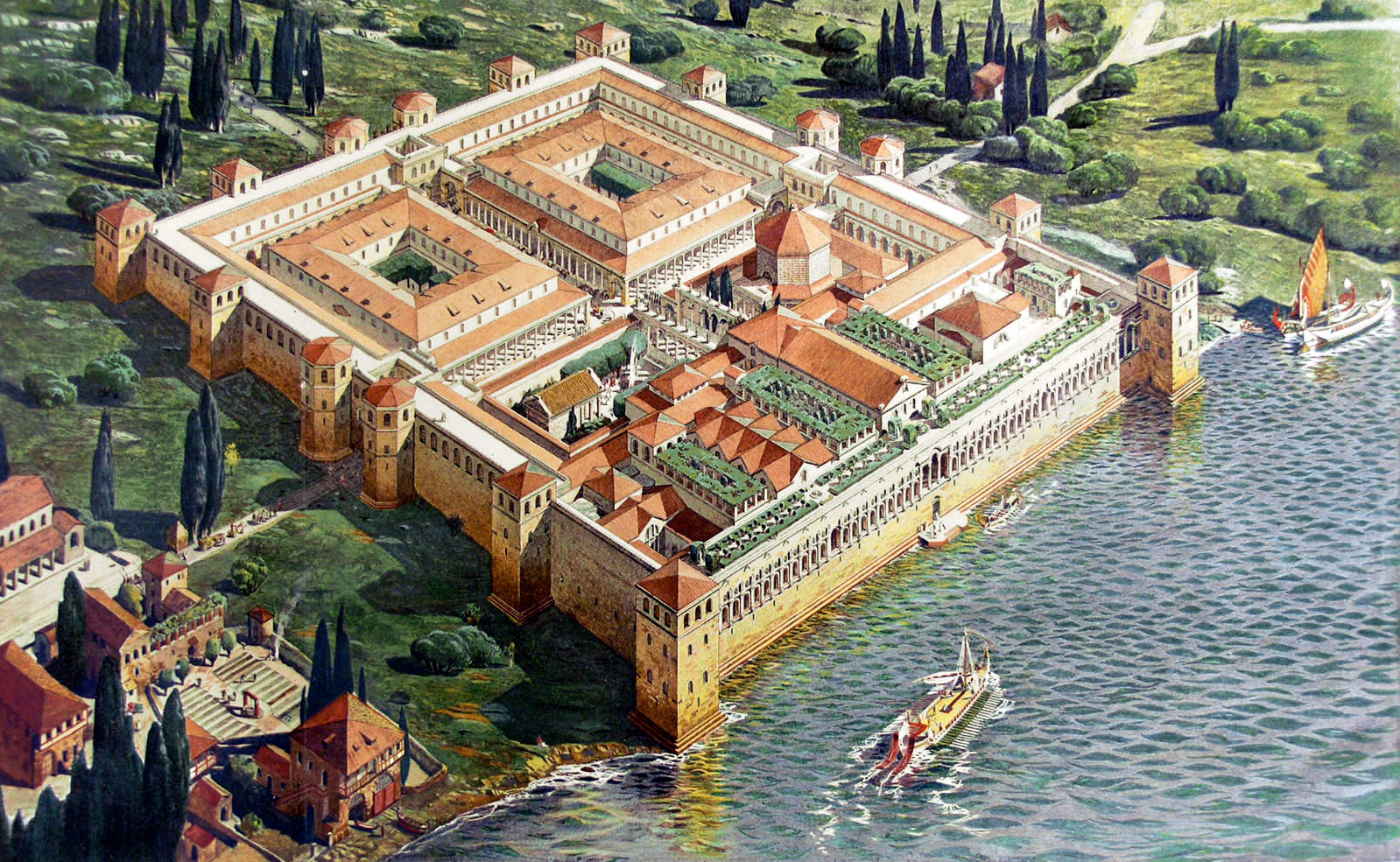
Palacio de Diocleciano, estado original, 305
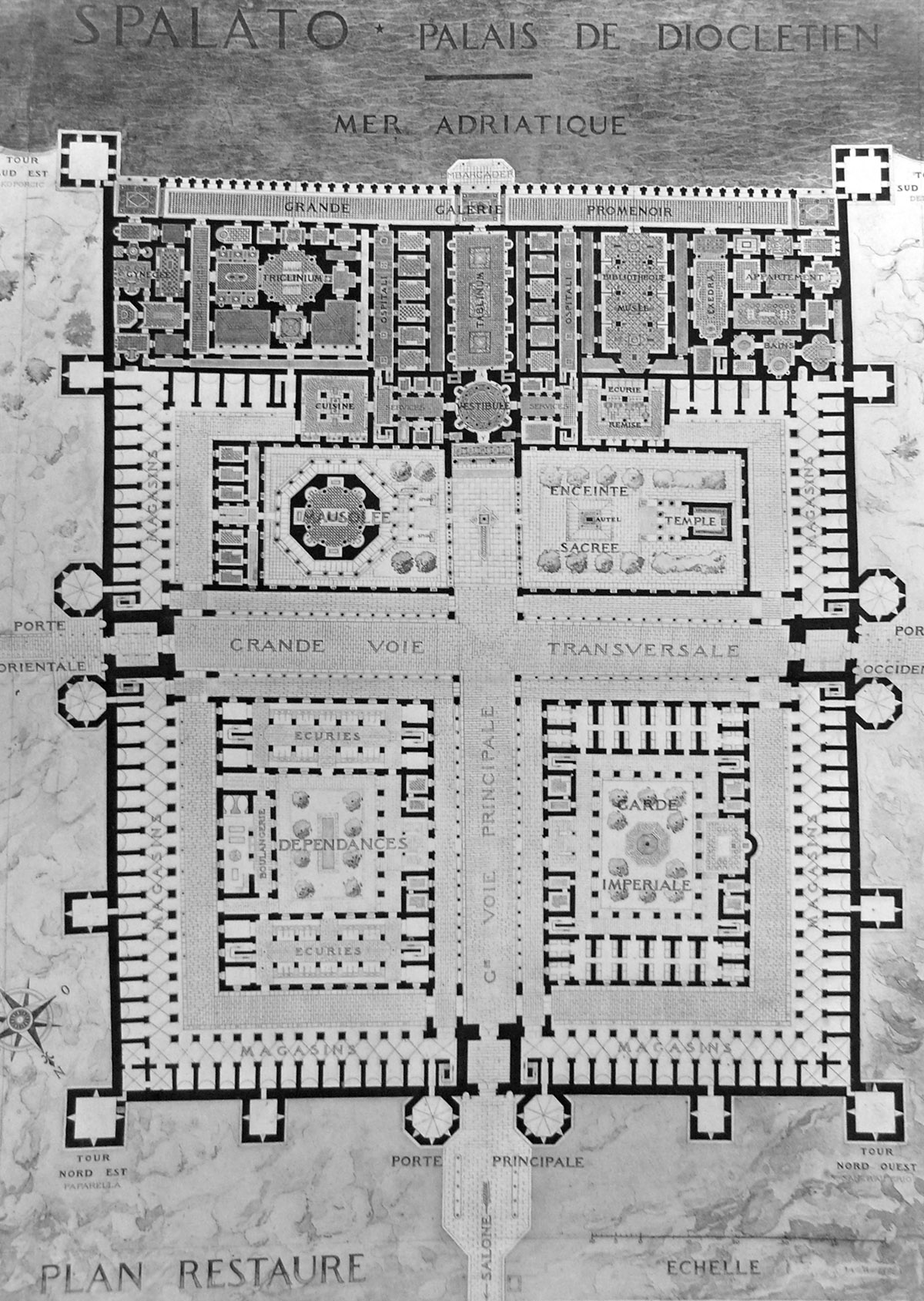
Palacio de Diocleciano, plano original
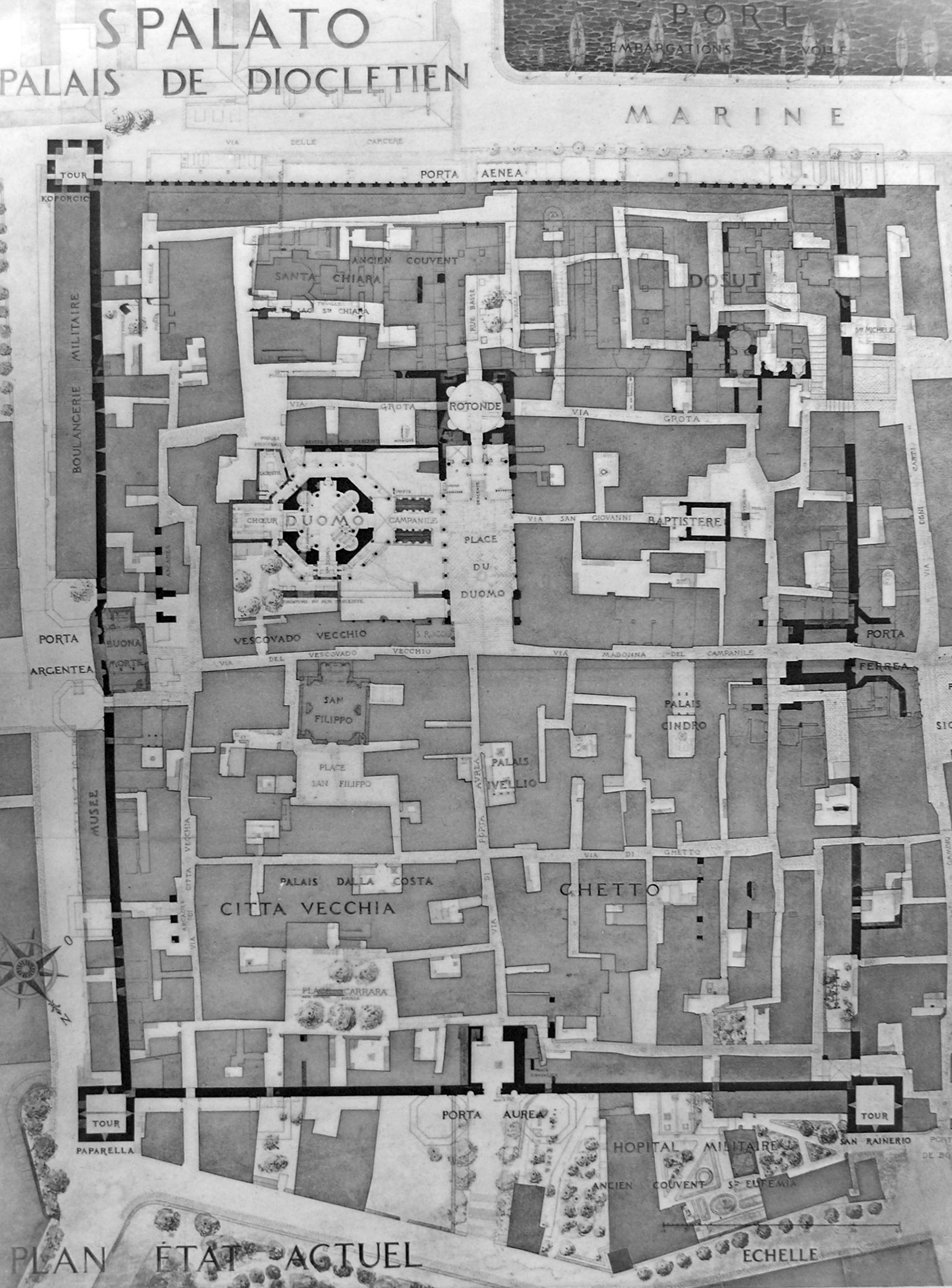
Palacio de Diocleciano transformado en ciudad, Split 1912
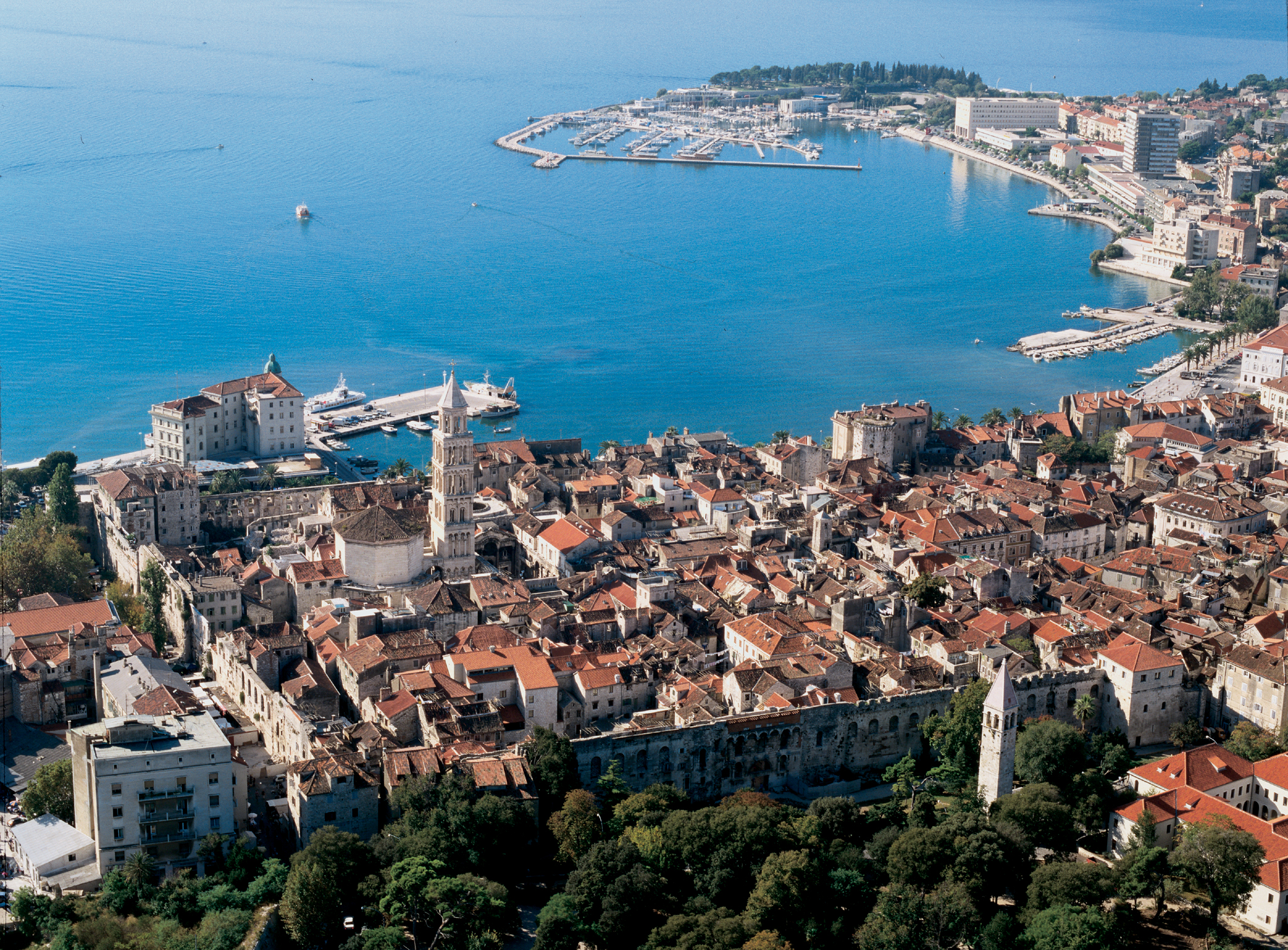
Split  y el Palacio de Diocleciano, siglo XXI
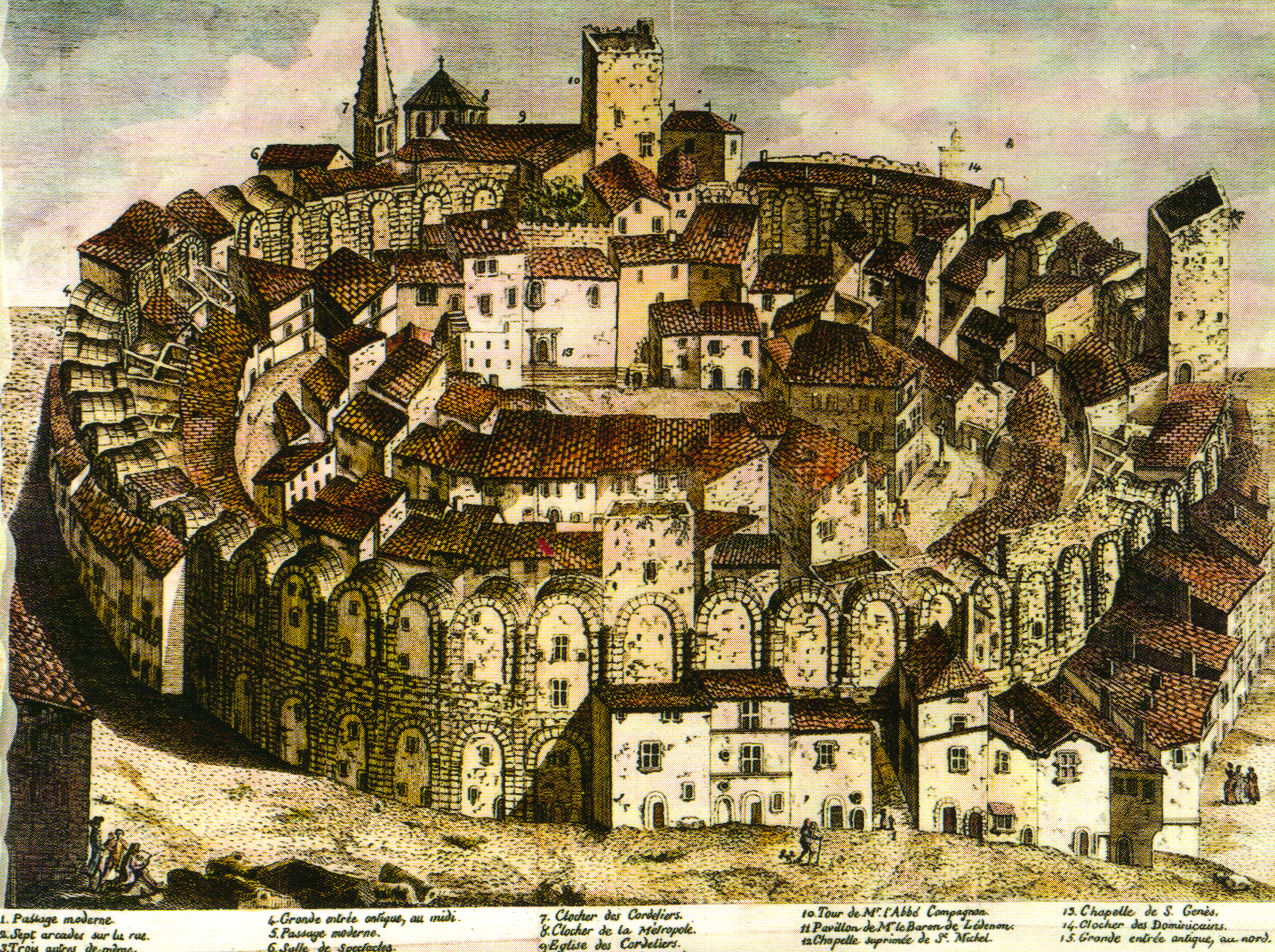
Arles, anfiteatro romano, construido en el año 90 d.C., transformado en ciudad entre 600 y 1830
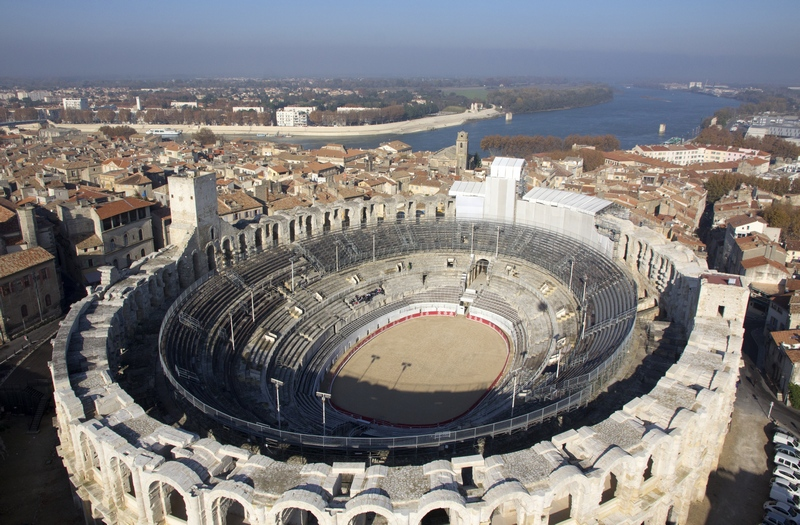
Arles, anfiteatro romano reutilizado como arena desde 1830
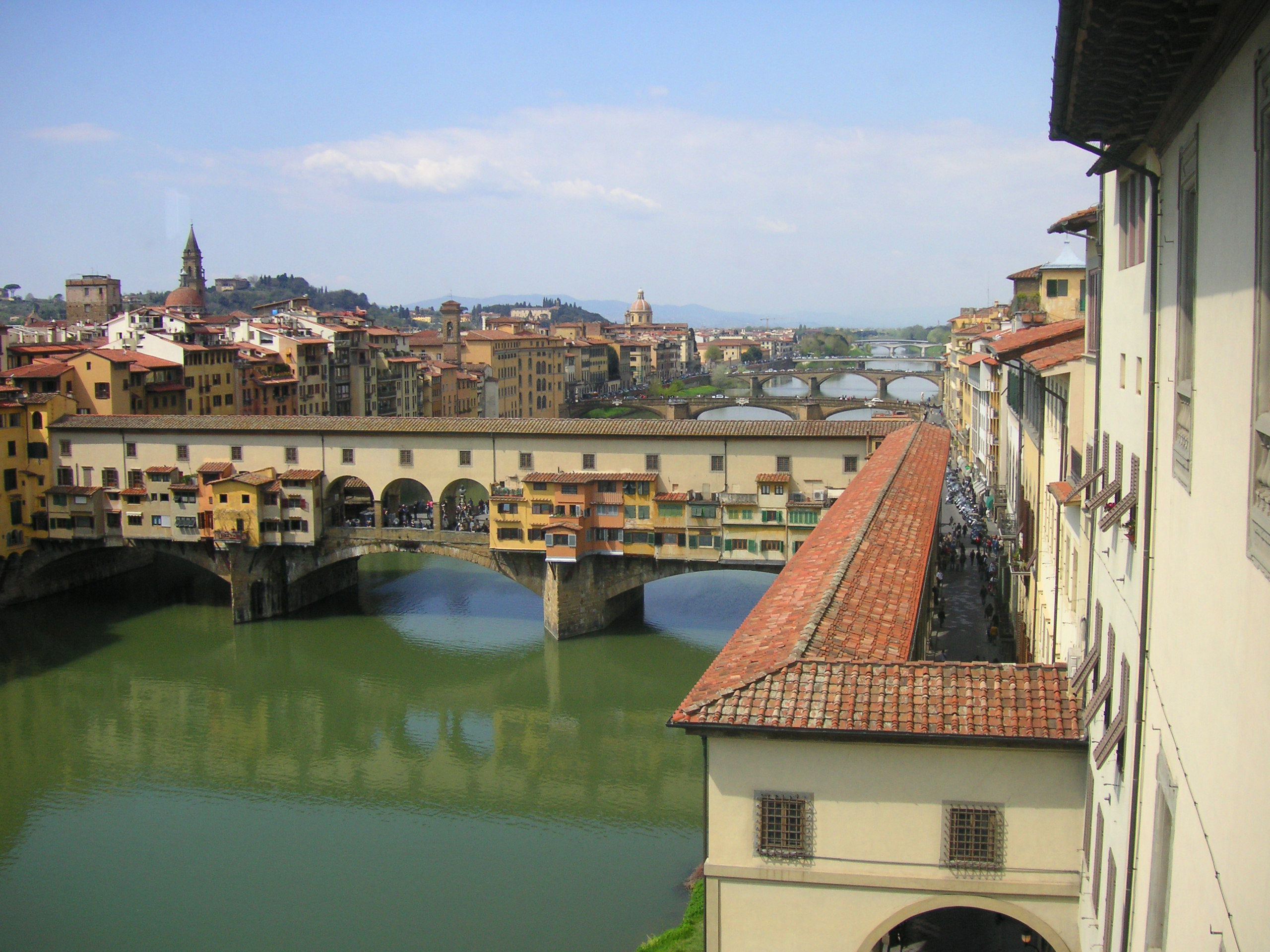
Florencia, Ponte Vecchio, Estructura y coincidencia

### Nuevas ciudades
Las nuevas ciudades en el siglo XX. El término "Urban Structuring" (estructuración urbana) fue introducido por Alison y Peter Smithson, el término "Articulations" (del volumen construido) por  Herman Hertzberger. Ambos términos se utilizan como título de un libro de arquitectura.

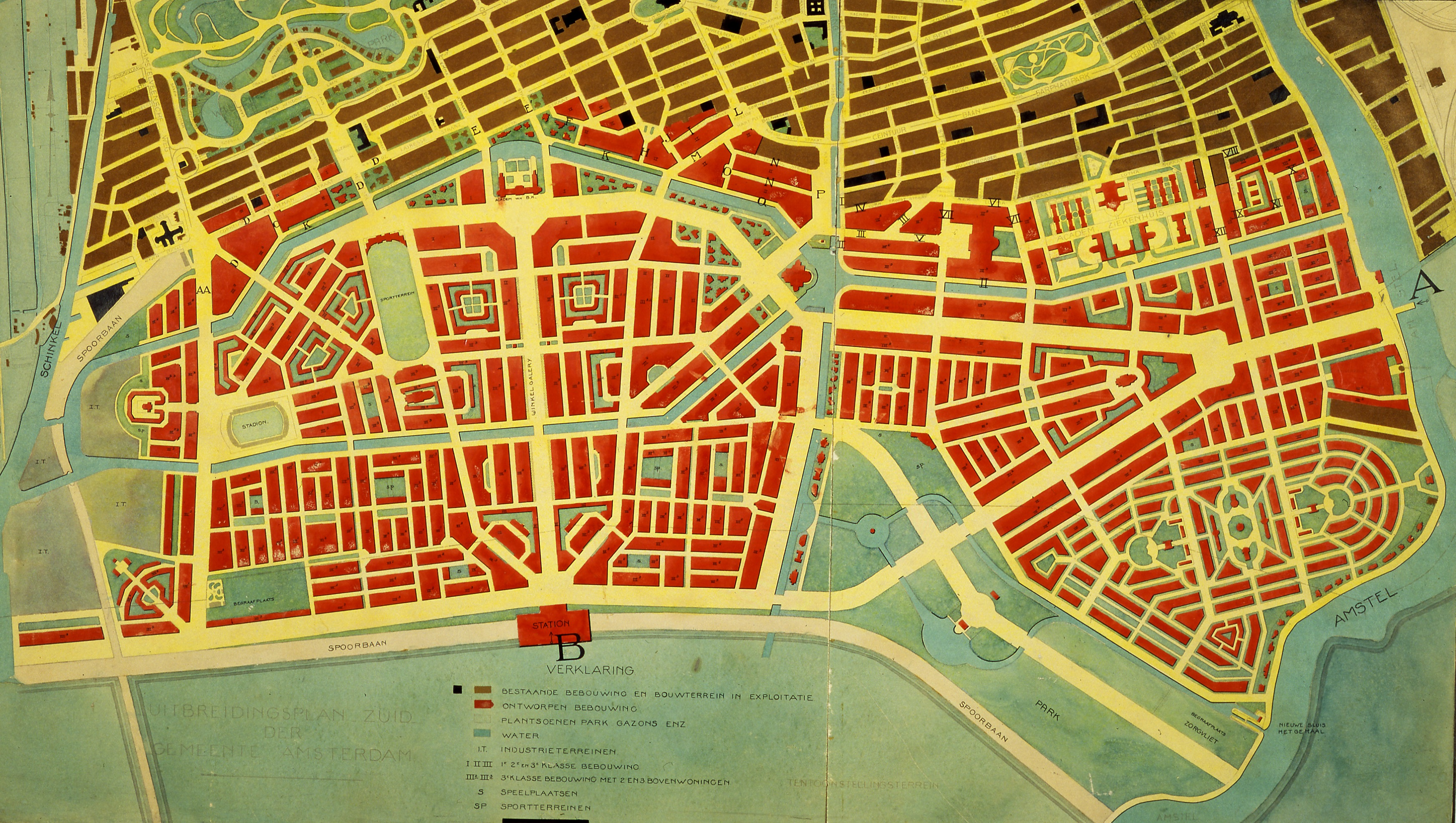
Ámsterdam, Plan Zuid,  plan urbano de Berlage 1915, arquitectura de la Escuela de Ámsterdam
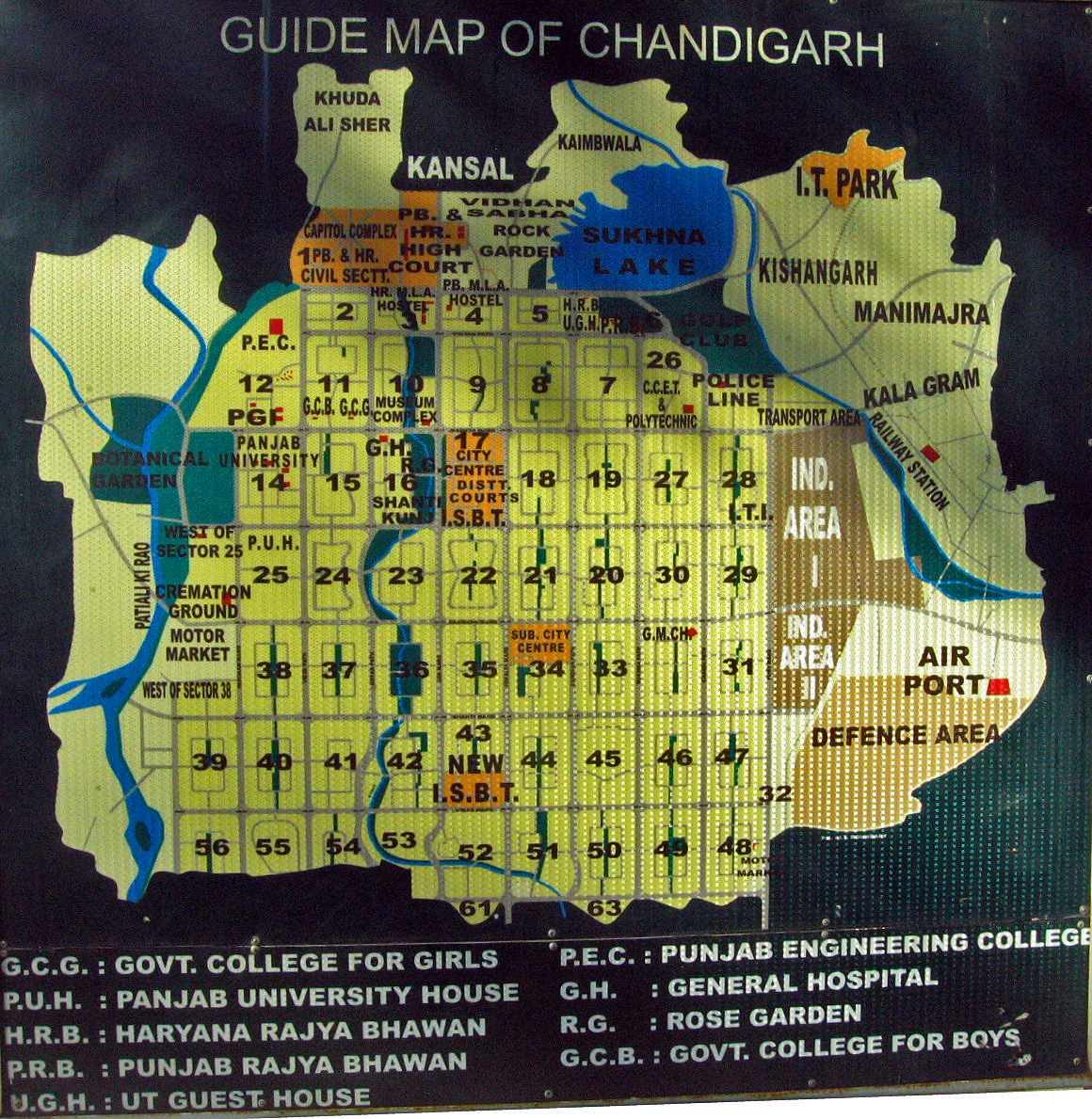
Chandigarh, Plan urbano y edificios gubernamentales de Le Corbusier, 1951-1964
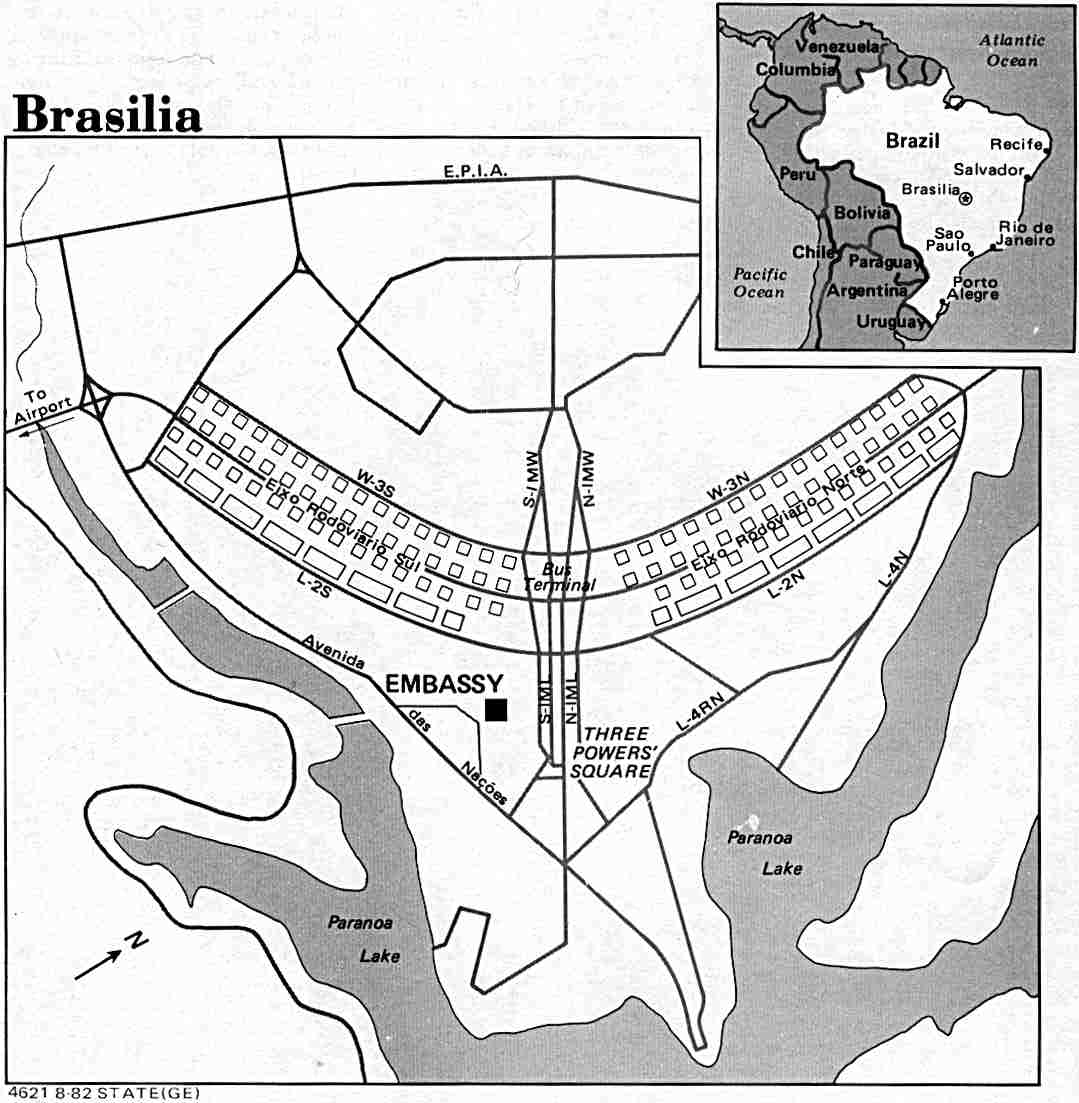
Brasília, plan urbano de  Lucio Costa, edificios gubernamentales de Oscar Niemeyer, 1956-1963
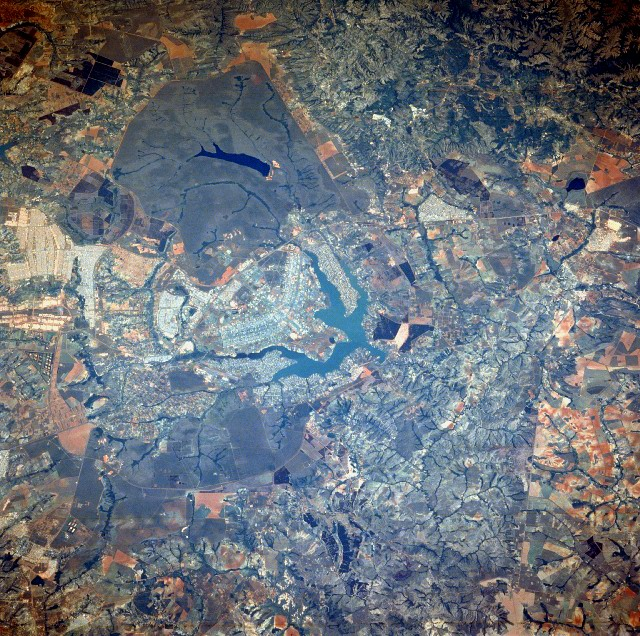
Brasília 1990
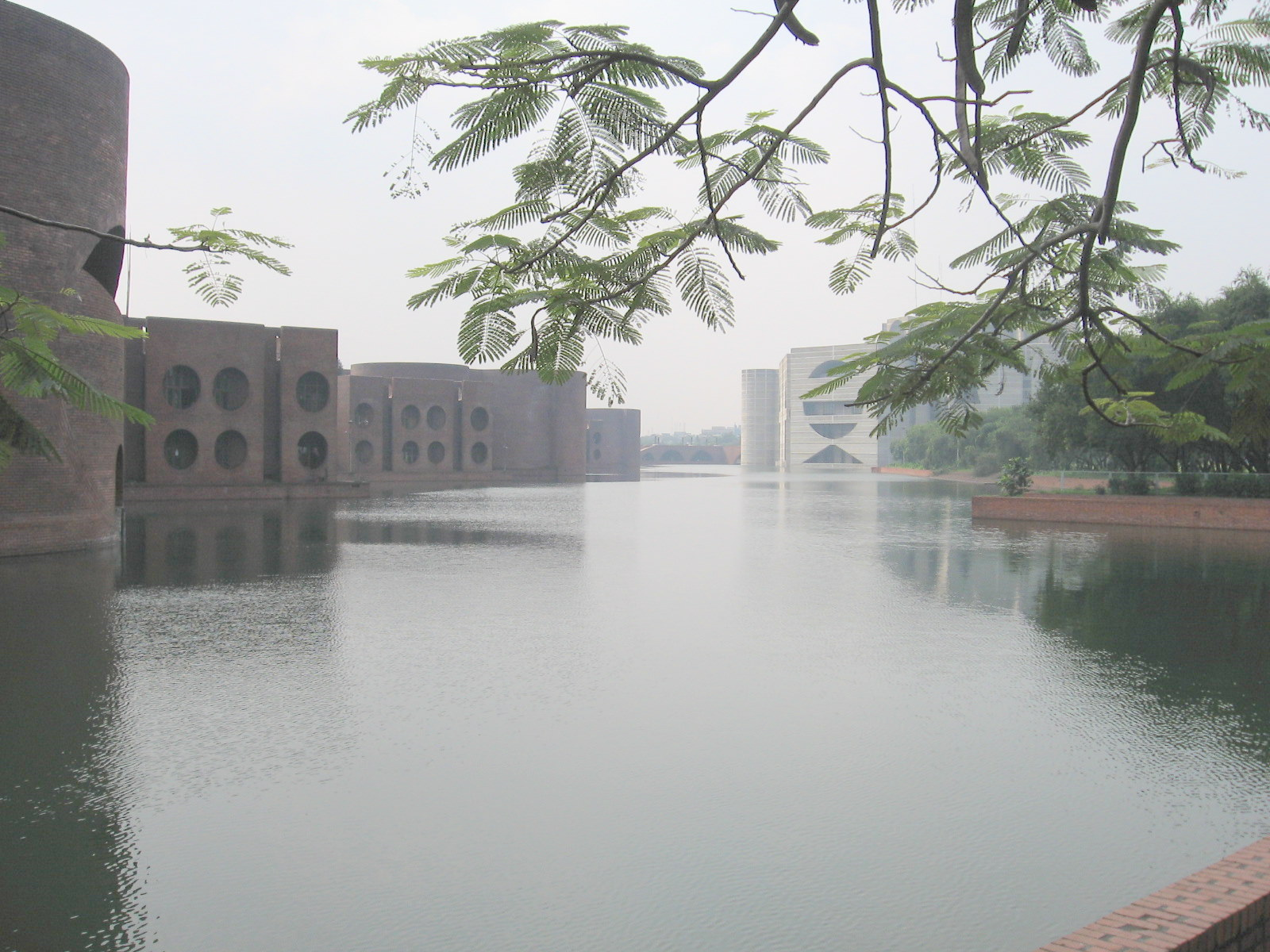
Dhaka, Parlamento Nacional de Bangladesh, plan urbano y arquitectura de Louis Kahn, 1962-1976

### Áreas residenciales, de gran y pequeña escala

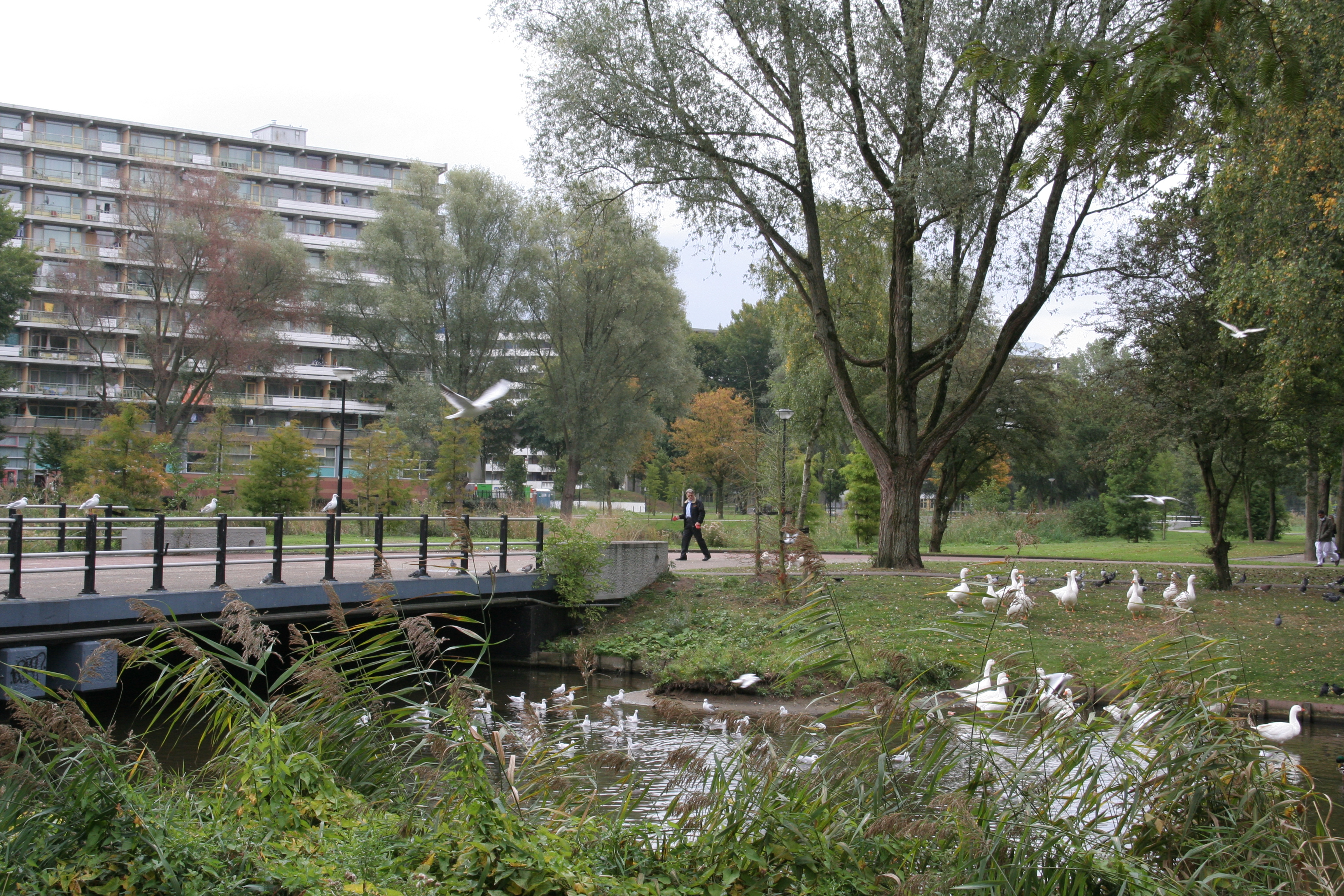
Bijlmermeer en Ámsterdam-Zuidoost, 1966–75
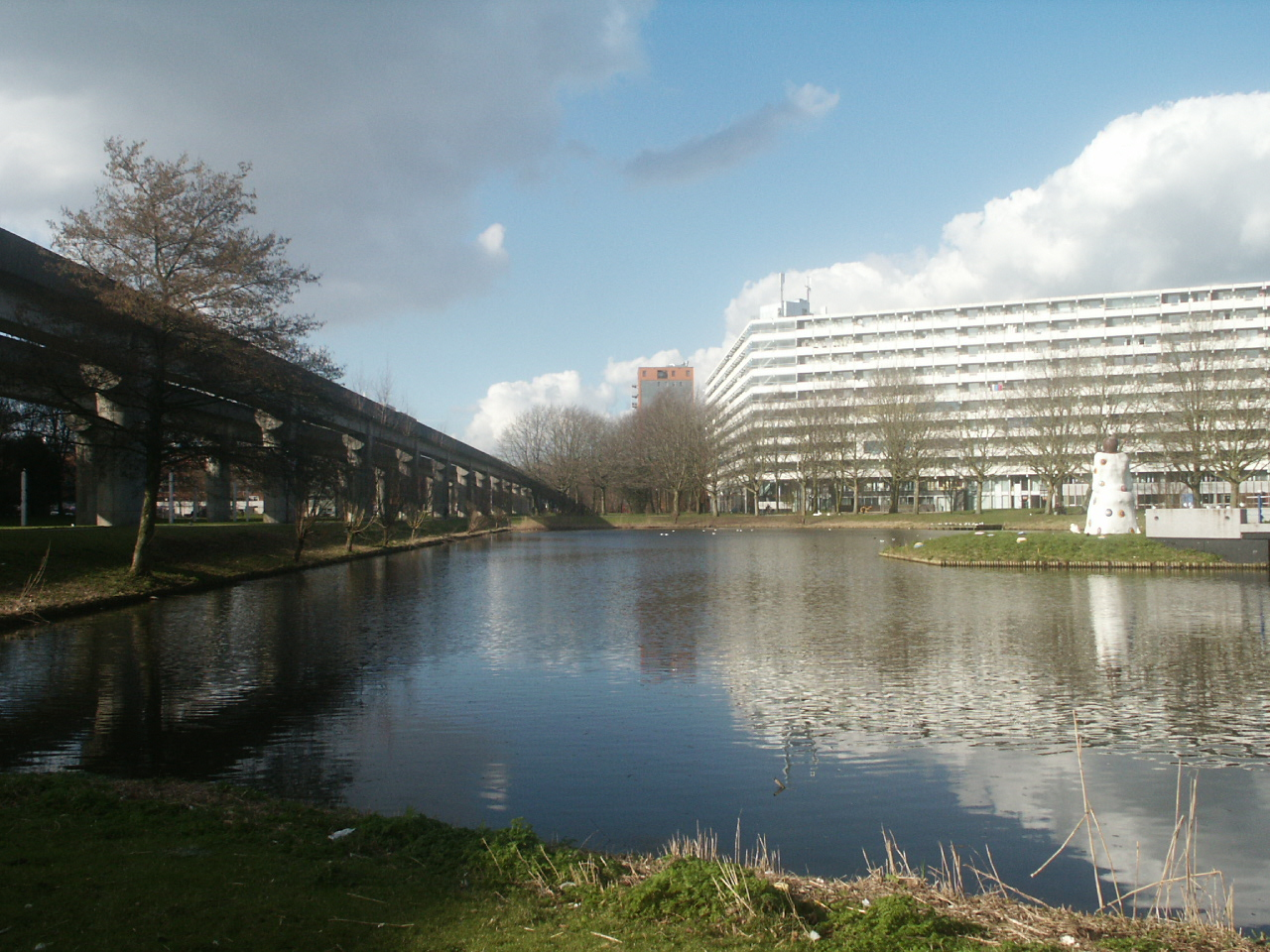
Metro de Bijlmermeer
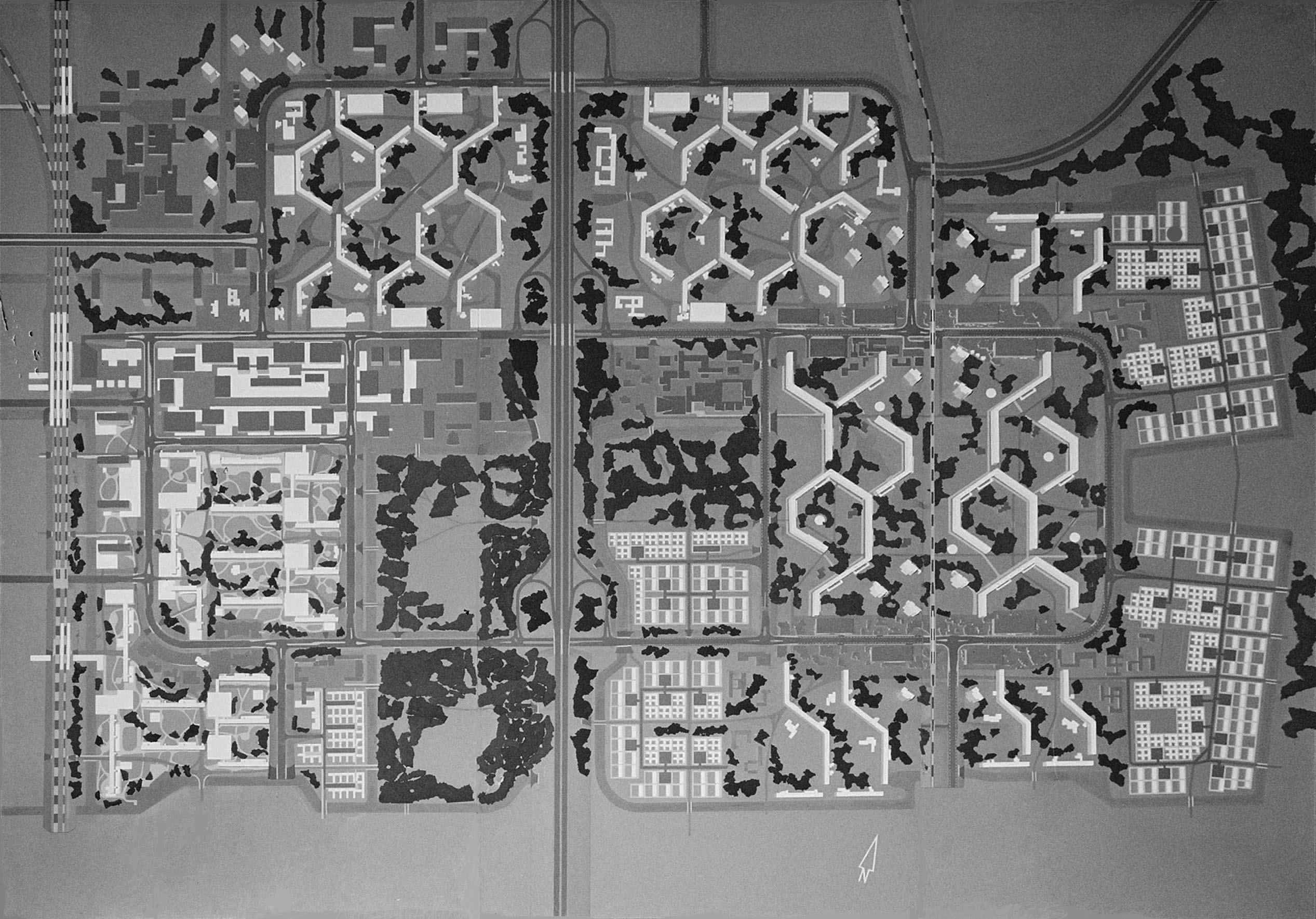
Bijlmermeer, plan general 1965 (Siegfried Nassuth)
Bijlmermeer 2012, edificios existentes (rojo), demolidos (gris)
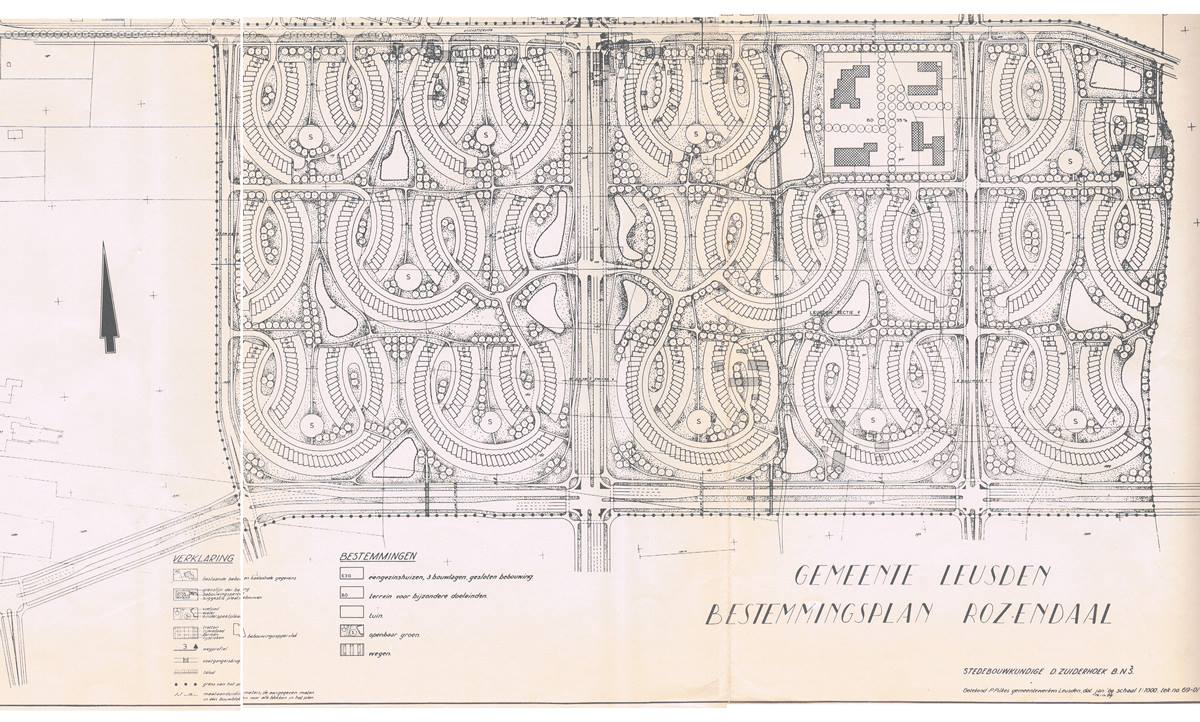
Rozendaal en Leusden, plan general 1969 (David Zuiderhoek)
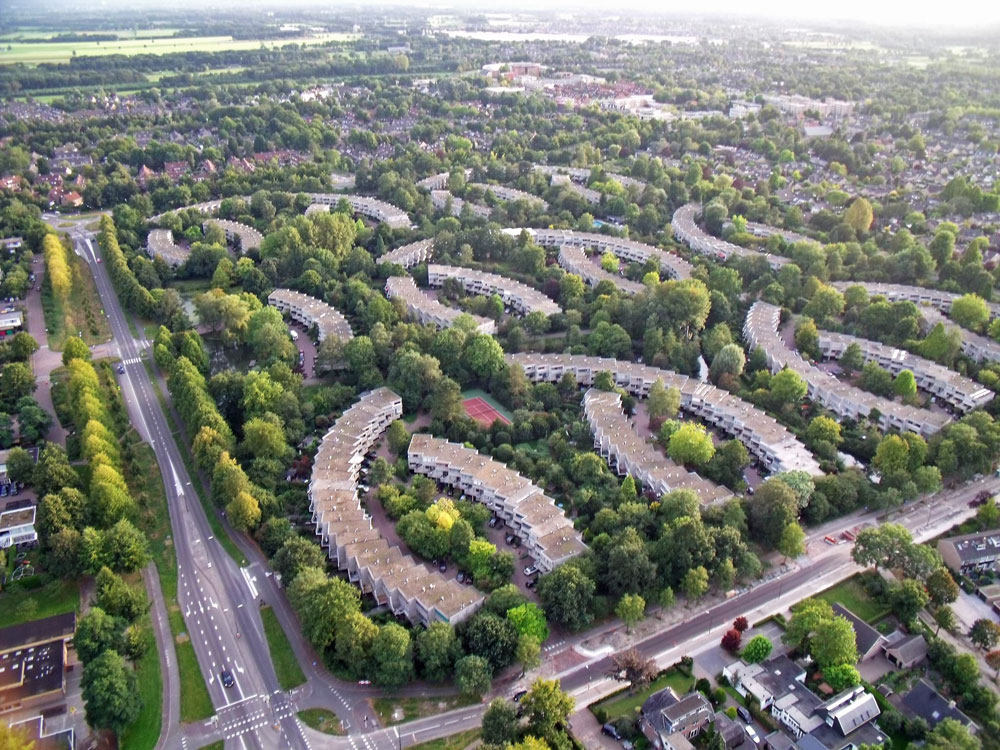
Rozendaal 1973, izquierda parte del plan realizada (Henk Klunder)
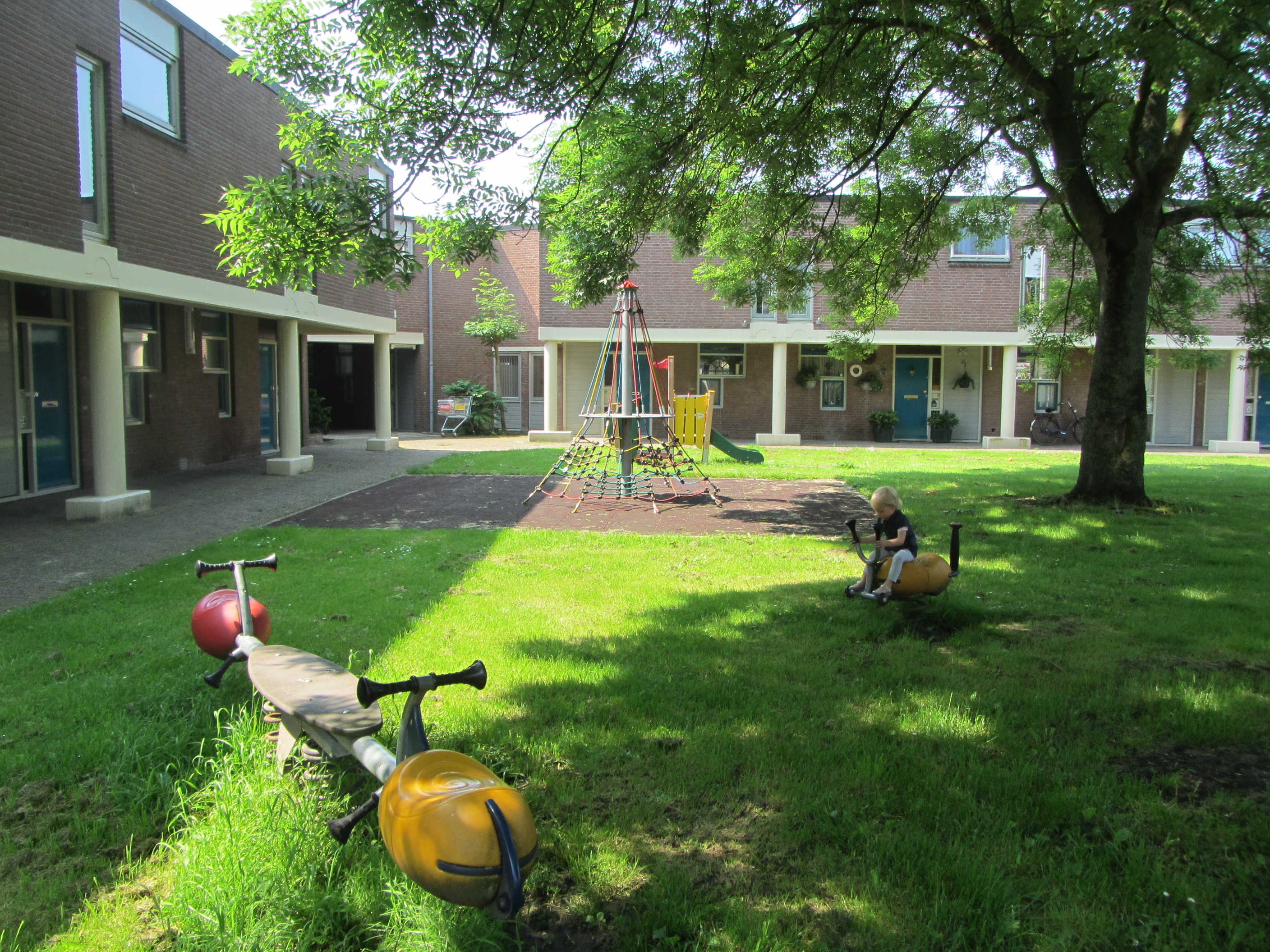
Sterrenwijk en Berkel en Rodenrijs, 1973 (Verhoeven Klunder Witstok Brinkman)
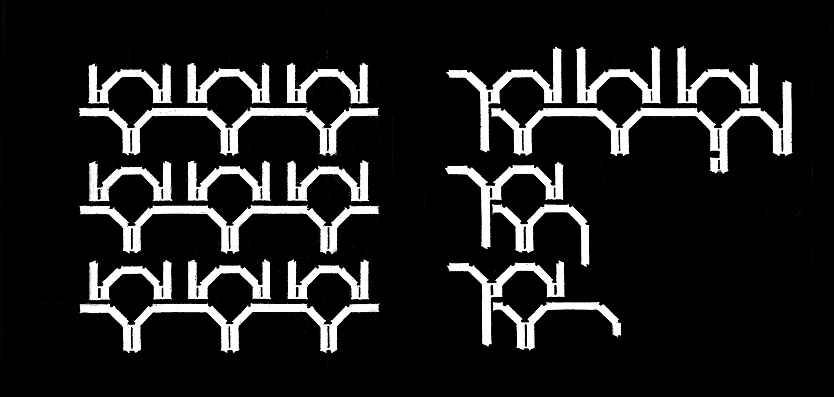
Sterrenwijk,  estructura básica y realización (ver Google Maps, Berkel en Rodenrijs Planetenweg)

## Temas del Equipo 10
En 1957, Jacob Bakema y los miembros de un comité de reorganización del CIAM pidieron que se cambiara el nombre de «CIAM: Congrès Internationaux d'Architecture Moderne» por el de «CIAM: Groupe de Recherches des Interrelations Sociales et Plastiques». Dos años más tarde, los temas del nuevo "Working group for the investigation of interrelationships between social and built structures" [Grupo de trabajo para la investigación de las interrelaciones entre las estructuras sociales y construidas] se publicaron en la revista Forum 7/1959. Esta revista también fue el programa del congreso CIAM '59 in Otterlo.
Temas del Team 10 en la portada de Forum 7/1959:
- cluster [grupo]
- change and growth [cambio y crecimiento]
- à mi-chemin [a mitad de camino en relación con otras culturas]
- imagination versus common-sense [imaginación versus sentido común]
- appreciated unit [unidad apreciada]
- la plus grand realité du seuil [la filosofía del umbral]
- l'espace corridor [contra el corredor espacial entre bloques funcionalistas]
- stad als interieur van de gemeenschap [la ciudad como "interior" de la comunidad]
- identity [IIdentidad, arquitectura y habitantes]
- het ogenblik van core [núcleo de la ciudad]
- hierarchy of human associations [jerarquía de asociaciones humanas]
- mobility [movilidad]
- l'habitat pour le plus grand nombre [hábitat para la mayor parte de la población]
- harmony in motion [armonía en movimiento, la estética del número]
- aspect of ascending dimensions (aspecto de dimensiones ascendentes)
- identifying devices [dispositivos de identificación)
- gedifferentieerde wooneenheid [unidad de vivienda diferenciada]
- visual group [grupo visual]

## Bibliografía – interpretaciones desde 1958

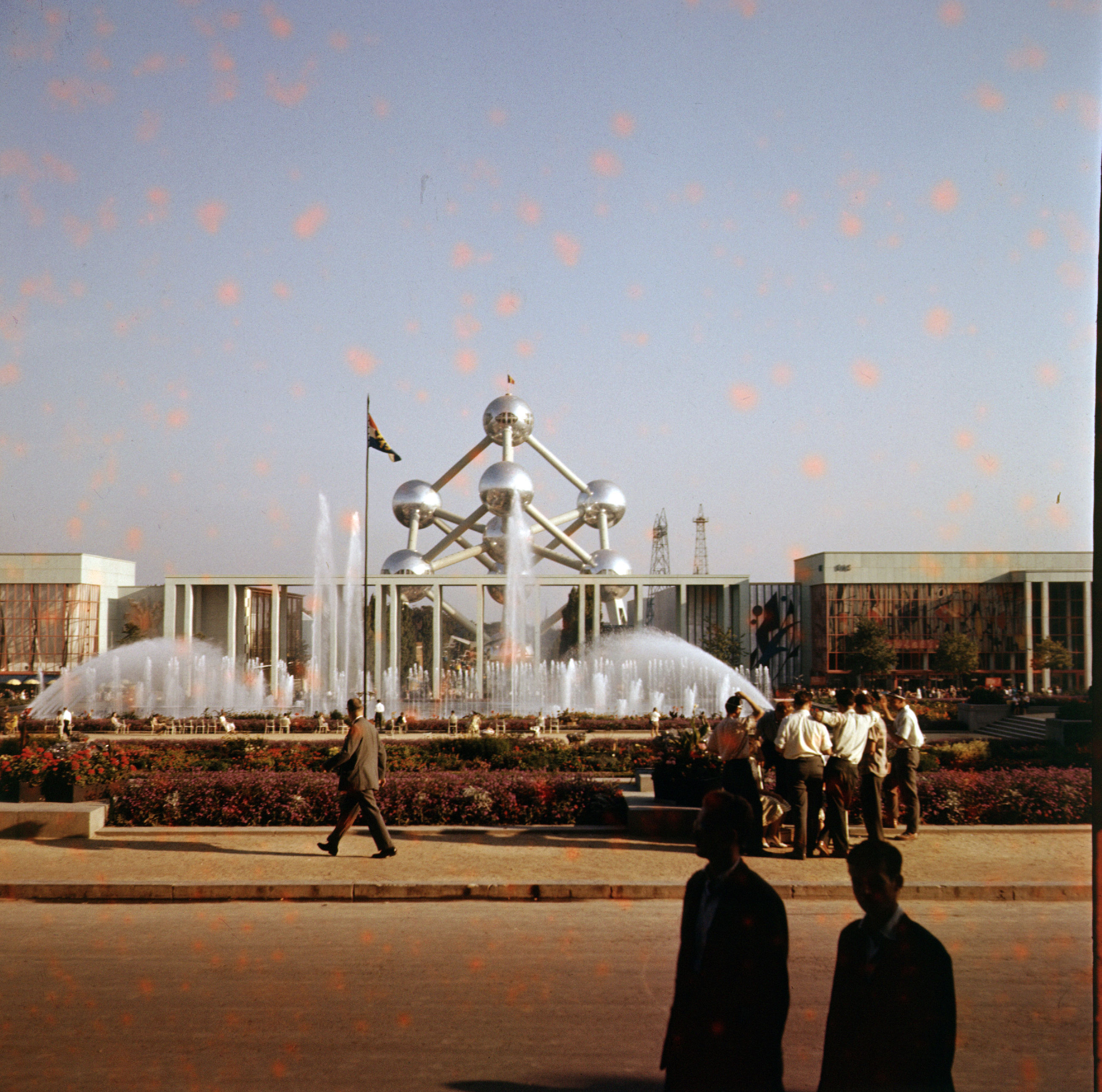
Expo 58 in Brussels. Structuralist pavilions (CH, UK et al.) and Structuralism as a term in architecture magazines, (see Literature)